# Taranto
Taranto (AFI: /ˈtaranto/ ; Tardë in dialetto tarantino [ˈtardə]) è un comune italiano di 185 405 abitanti, capoluogo dell'omonima provincia in Puglia.  
Seconda città della regione per popolazione e terza città più popolosa dell'Italia meridionale peninsulare, con l'intera area urbanizzata di circa 325 000 abitanti, situata nel Mare Ionio sull'omonimo golfo, è soprannominata la Città dei due mari, per la sua peculiare posizione a cavallo di Mar Grande e Mar Piccolo. La città è fisicamente divisa in tre parti: il Centro storico di Taranto o città vecchia è situato su un'isola, collegata da un'estremità attraverso il ponte di pietra che dà al quartiere industriale e dall'altro estremo dell'isola attraverso il ponte girevole porta al Borgo Umbertino. 
Nella rada del mar Grande, nei pressi delle Isole Cheradi, antistanti la città, vive e prospera una storica popolazione di delfini e altri cetacei; nel mar Piccolo è praticata da secoli e in larga scala la mitilicoltura, i cui prodotti sono noti a livello mondiale per la loro unicità.
Fondata dagli Spartani nell'VIII secolo a.C. col nome di Taras, grazie alla sua posizione strategica al centro dell'omonimo golfo, alla fertilità del suo territorio e al commercio, la città divenne una delle più importanti póleis della Magna Grecia. Diede i natali agli intellettuali Archita, Aristosseno, Livio Andronico, Leonida ed Eraclide di Taranto nonché ad atleti le cui gesta divennero famose in tutto il mondo greco, come Icco e il cosiddetto Atleta di Taranto. Fu l'ultima città magnogreca a cadere in seguito all'espansione romana, non prima di aver ingaggiato con essa un conflitto durato 5 anni, passato alla storia col nome di Guerre Pirriche. Pur sconfitta, continuò a esercitare una importante influenza culturale sul resto dell'Italia meridionale e sulla stessa Roma, entrando a far parte dell'immaginario collettivo del tempo come luogo contraddistinto da opulenza e da grandi bellezze naturali, celebrate da Orazio, da Virgilio e numerosi altri autori. Nel periodo normanno, divenne capitale del Principato di Taranto, che durante i suoi 377 anni di storia arrivò a comprendere parte della Terra di Bari e la quasi totalità del Salento.
L’influenza della città nel basso medioevo fu notevole nel campo musicale e marinaresco, in tutto il Regno di Spagna: si riflette nel Flamenco Taranto, danza tipica di Almerìa e Siviglia, che trae origini dalla danza della Taranta , fenomeno che ebbe come epicentro il territorio Tarantino o nel “tarantello” di tonno, taglio pregiato e diffuso in tutto il Mediterraneo e soprattutto in Andalusia, originario di Taranto.
Alla città si deve l'origine dei termini Tarantola (o Taranta nella tradizione), Tarantella e Tarantismo .
La Marina Militare Italiana vede nella città una presenza storica, risalente già dalla fine del ‘800, svolgendo da sempre un ruolo primario nel tessuto economico e sociale del territorio. A Taranto, infatti, si trovano il Comando Marittimo Sud (MARISUD) ed il Comando Flottiglia Sommergibili (MARICOSOM), assieme a numerosi formativi quali la Scuola sottufficiali Marina Militare (MARISCUOLA), la Scuola sommergibili, il Centro di Addestramento Aeronavale (MARICENTADD); oltre a numerosi enti logistici ad essa collegati. La città è, d'altro canto, sede dell'Arsenale marittimo della Marina Militare (MARINARSEN), che ospita la Mostra Storica Arsenale (Mo.S.A.) e della Stazione Navale in Mar Grande.
Taranto ospita uno tra i più importanti musei archeologici d'Italia; il Museo archeologico nazionale (MArTA), notevole centro museale, dove è esposta una delle più grandi collezioni di manufatti dell'epoca della Magna Grecia. Centro industriale di rilevanza nazionale assieme al suo porto, dagli anni '60 sede dell'acciaieria di Taranto (ex Ilva), uno tra i maggiori complessi industriali d'Europa per la produzione dell'acciaio, e della Raffineria ENI, è però in declino, tanto da essere riconosciuta nel 2012 come "area di crisi industriale complessa".

## Geografia fisica

### Territorio

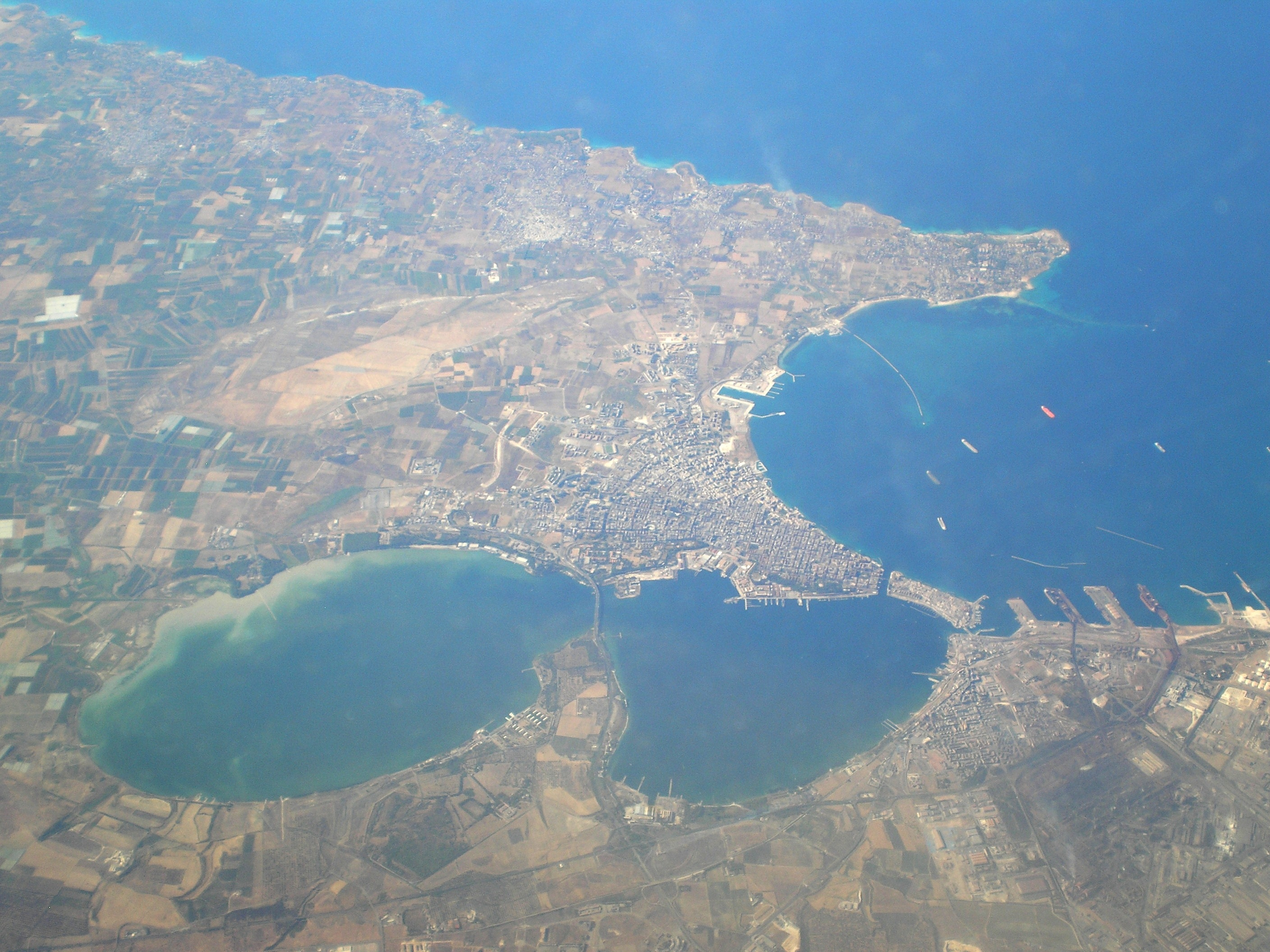
Veduta aerea di Taranto in cui sono visibili il mar Grande e i due seni del mar Piccolo.

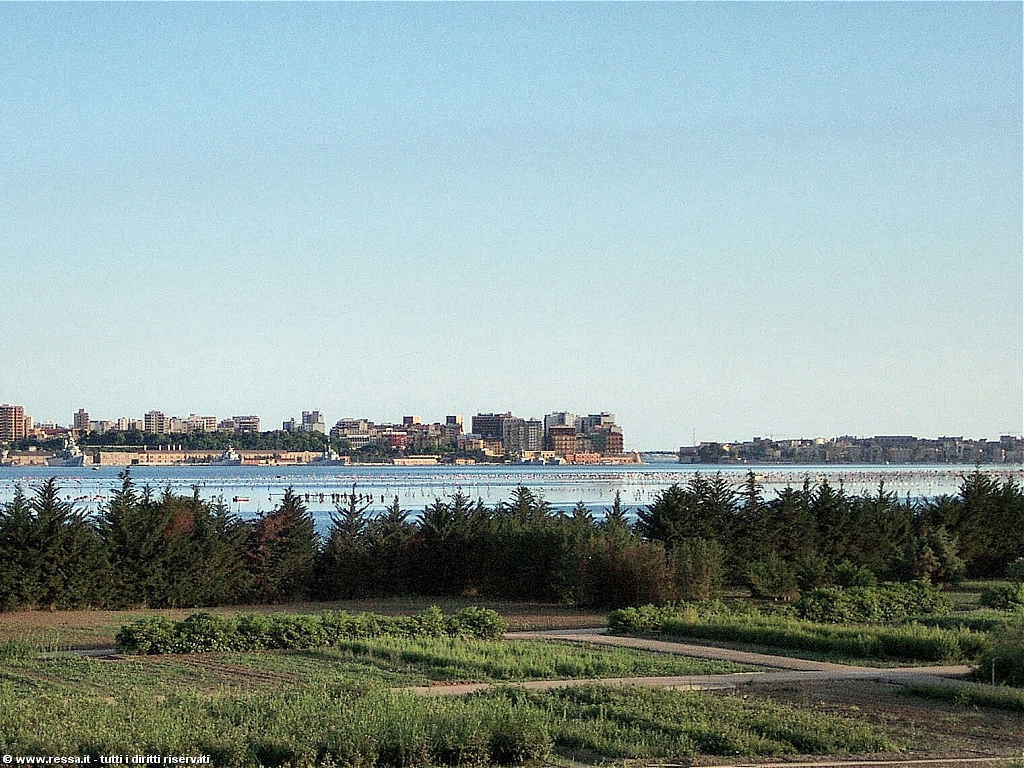
Veduta del mar Piccolo dalla via Appia.

(Strabone - Geografia, VI, 3, 1. Traduzione di Nicola Biffi)

#### Morfologia
Taranto si estende per 249,86 km² e rappresenta il naturale affaccio sull'omonimo golfo dell'arco ionico tarantino. Presentando una morfologia del territorio prevalentemente pianeggiante, la città si sviluppa lungo tre penisole naturali e un'isola, quest'ultima nucleo storico dell'abitato, formatasi durante la costruzione del fossato del Castello Aragonese. Il comune possiede sei exclavi, tra cui la frazione di San Donato. L'epiteto Città dei due mari si deve al mar Grande e al mar Piccolo, attorno ai quali si trovano la maggior parte degli insediamenti abitativi.

Veduta sul Canale Navigabile da Corso due Mari. A sinistra, il Castello Aragonese, al centro il Ponte San Francesco di Paola.

#### Mar Grande e mar Piccolo
Il mar Grande bagna la costa esterna, racchiusa nella baia delimitata a nord-ovest da Punta Rondinella e a sud da Capo San Vito. L'arco ideale creato dalla baia naturale si chiude con le Isole Cheradi. Questo mare si congiunge col mar Piccolo in soli due punti, rappresentati dal canale naturale di Porta Napoli e dal canale artificiale navigabile che separa lo storico insediamento urbano dalla parte più estesa della città.
Il mar Piccolo, considerabile dunque un mare interno, è costituito da due seni idealmente divisi dal Ponte Punta Penna-Pizzone, che congiunge la Punta Penna con la Punta Pizzone: il primo seno ha la forma di un triangolo grossolano, i cui vertici meridionali sono rappresentati dall'apertura a est sul secondo seno, e da quella a ovest sul mar Grande; il secondo seno ha invece la forma di un'ellisse, il cui asse maggiore misura quasi 5 km.
Sia i venti sia le maree, insieme alle sorgenti sottomarine con diversa salinità, condizionano l'andamento delle correnti di tipo superficiale e di tipo profondo tra i due mari. Sia i due seni del mar Piccolo sia il mar Grande, potrebbero avere antichissime origini vulcaniche. Nel mar Grande e nella parte settentrionale di entrambi i seni del mar Piccolo sono localizzate alcune sorgenti come quella del Tara (a nord del mar Grande), del Galeso (primo seno del mar Piccolo), Riso e del Cervaro o Battendieri (secondo seno del mar Piccolo nei pressi della Palude La Vela) e sottomarine chiamate citri, che apportano acqua dolce non potabile mista ad acqua salmastra, creando una condizione idrobiologica ideale per la coltivazione dei mitili, comunemente chiamati «cozze».

### Clima
Qui Taranto nuova, là, gremita, Taranto vecchia, intorno i due mari, e i lungomari»
(Pier Paolo Pasolini - La lunga strada di sabbia)

#### Precipitazioni
La città di Taranto è caratterizzata da precipitazioni prevalenti e organizzate nel periodo ottobre-marzo (autunno, inverno e inizi primavera: 71% delle precipitazioni annue). In estate (luglio-agosto) sono ridotte ai temporali termo-convettivi che prediligono le aree più interne e raggiungono la costa solo in parte.
In primavera le precipitazioni medie variano dai 26,7 mm di maggio ai 48,5 mm di marzo; in estate esse variano da 12,6 mm di luglio ai 19,1 mm di giugno; in autunno oscillano dai 36,5 mm di settembre ai 63,7 mm di novembre; in inverno infine sono comprese tra i 64,1 mm di dicembre ai 52,7 mm di gennaio.
In primavera le precipitazioni massime variano dai 101,2 mm di aprile ai 162,1 mm di marzo; in estate esse variano dai 126,4 mm di agosto ai 102,0 mm di giugno; in autunno oscillano dai 129,2 mm di settembre ai 295,8 mm di ottobre; in inverno infine sono comprese tra i 175,4 mm di dicembre ai 194,4 mm di gennaio.
In primavera le precipitazioni minime variano dai 0,2 mm di maggio ai 0,6 mm di aprile; in estate esse corrispondono a 0,0 mm a giugno, luglio e agosto; in autunno variano da 0,0 mm di settembre agli 0,2 mm di ottobre; in inverno infine oscillano dai 0,2 mm di febbraio ai 1,4 mm di dicembre.

#### Temperature
La temperatura media estiva (giugno-luglio-agosto) si attesta a 25,5 °C, quella invernale (dicembre-gennaio-febbraio) a 10,3 °C, le massime estive superano quasi sempre i 30 °C; talvolta possono verificarsi vere e proprie giornate roventi con valori superiori ai 35-36  le minime invernali scendono sotto 2-3 °C, ma durante le ondate gelide possono scendere a valori prossimi agli 0 °C (record storico -3,8 °C). Il clima di Taranto si può definire un clima mediterraneo.
In primavera le temperature medie variano da 12,0 °C di marzo a 19,3 °C di maggio; in estate esse variano da 26,5 °C a 26,6 °C di luglio e agosto; in autunno esse oscillano da 18,8 °C di ottobre a 14,5 °C di novembre; in inverno infine esse sono comprese tra 9,6 °C di gennaio e 11,1 °C di dicembre.

#### Fattori climatici
Il clima di Taranto dipende da diversi fattori climatici: la latitudine, l'altitudine sul mare, la posizione su due mari e l'orografia.
Latitudine
Taranto è a 40° 25′ 05″ N e questo, data la posizione rispetto all'Equatore, rende il clima mite (con estati calde-secche e inverni con freddo moderato).
Altitudine
Taranto si trova a un'altitudine media di 15 m s.l.m. con un profilo altimetrico pianeggiante e con variazioni minime, che vanno dagli 0 m s.l.m. ai circa 30 m s.l.m.
Correnti umide, venti freddi e brezze
Le masse d'aria provenienti dai quadranti meridionali in origine secche, si caricano di umidità al passaggio sul mar Ionio, determinando forte umidità relativa. Le condizioni meteo in questi frangenti risultano con cielo coperto, vento molto forte e nubi basse e veloci che scorrono con direttrice S/E-N/O. Rappresentano le condizioni ideali per forti precipitazioni dovute allo stau murgiano e qualche volta la presenza di nebbia d'avvezione. Le correnti gelide, tuttavia, portano notevoli crolli termici e venti sostenuti, ma vista la presenza dell'altopiano murgiano, determinano cielo sostanzialmente sereno o poco nuvoloso. La neve cade in presenza di una ciclogenesi ionica e venti da est/nord-est e/o in presenza di ASE con accumuli più casuali e meno duraturi. Durante il giorno, in assenza di vento sinottico, si verifica una piacevole brezza da sud, sostituita da una leggera brezza da est/nord-est dopo il tramonto del Sole.

#### Medie mensili
- Medie mensili elaborate in base alle rilevazioni termometriche relative al periodo 1930-2019 e relative al periodo 1921-2019[37] per quelle pluviometriche:

| Mese                | Mesi | Mesi | Mesi | Mesi | Mesi | Mesi | Mesi | Mesi | Mesi | Mesi | Mesi | Mesi | Stagioni | Stagioni | Stagioni | Stagioni | Anno  |
| Mese                | Gen  | Feb  | Mar  | Apr  | Mag  | Giu  | Lug  | Ago  | Set  | Ott  | Nov  | Dic  | Inv      | Pri      | Est      | Aut      | Anno  |
| ------------------- | ---- | ---- | ---- | ---- | ---- | ---- | ---- | ---- | ---- | ---- | ---- | ---- | -------- | -------- | -------- | -------- | ----- |
| T. max. media (°C)  | 12,6 | 13,3 | 15,4 | 18,7 | 23,2 | 27,8 | 30,9 | 30,9 | 26,9 | 24,4 | 17,5 | 13,9 | 13,3     | 19,1     | 29,9     | 22,9     | 21,3  |
| T. min. media (°C)  | 6,7  | 6,9  | 8,5  | 11,3 | 15,3 | 19,5 | 22,0 | 22,3 | 19,1 | 17,2 | 11,4 | 8,2  | 7,3      | 11,7     | 21,3     | 15,9     | 14,0  |
| Precipitazioni (mm) | 52,7 | 44,8 | 48,5 | 33,5 | 26,7 | 19,1 | 12,9 | 18,8 | 36,5 | 61,8 | 63,7 | 64,1 | 161,6    | 108,7    | 50,8     | 162,0    | 483,1 |

#### Climogramma

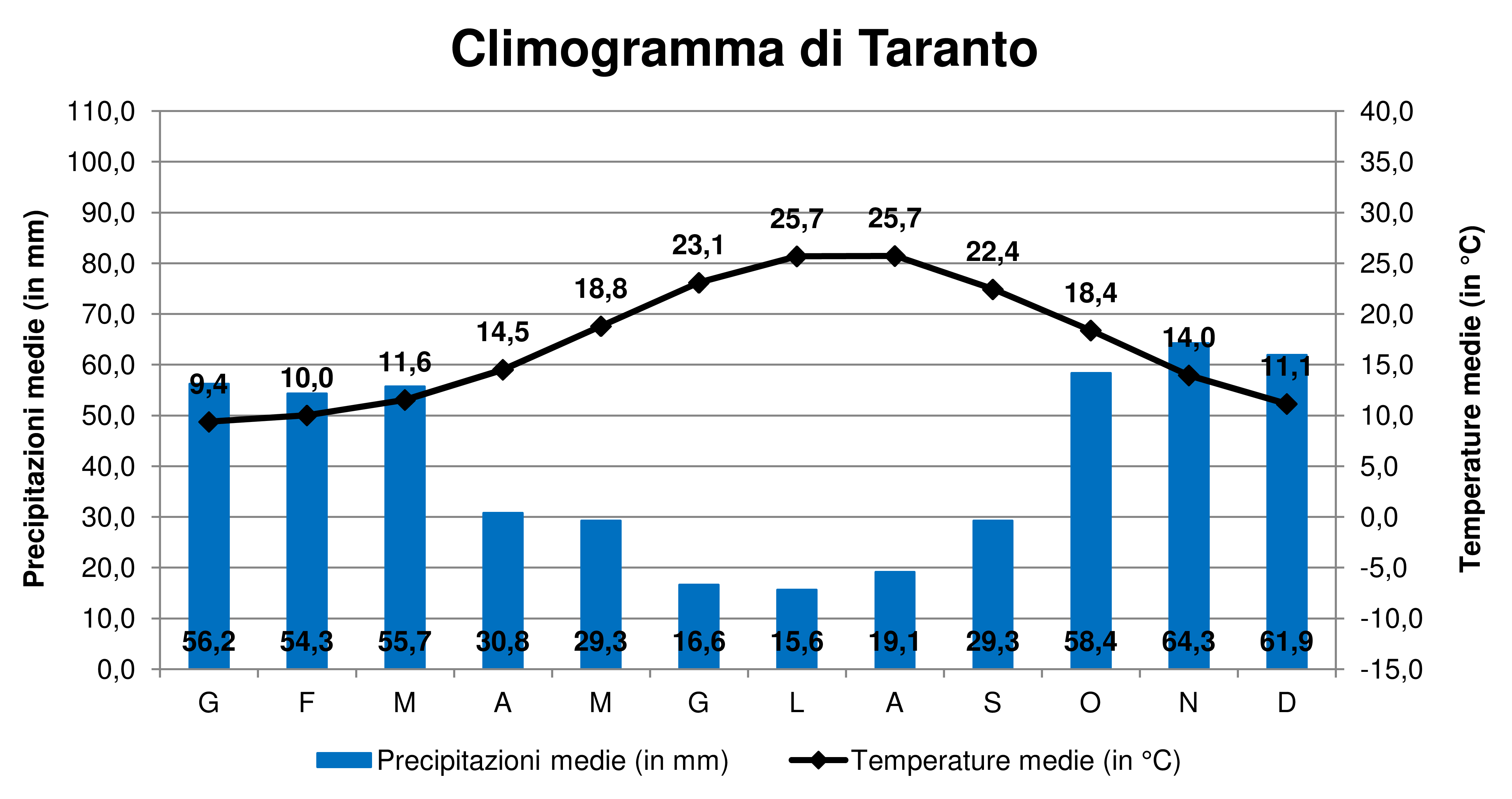
Climogramma elaborato in base agli Annali Idrografici della Puglia relativi agli anni dal 1952 al 1982.

- Classificazione climatica:
  - Zona climatica C;
  - Gradi giorno 1071.

## Origini del nome
L'inquadramento etimologico del nome della città di Taranto è tutt'altro che facile. Il toponimo Taras (in greco antico: Τάρας?), primo nome della città, è strettamente collegato alla colonizzazione ellenica della Magna Grecia che si ebbe a partire dall'VIII-VII secolo a.C. con le colonie ioniche e doriche: oltre che sulle monete magno-greche risalenti al periodo di massimo splendore della città, il toponimo compare anche sulla mappa di Soleto, incisa su un piccolo frammento di un vaso attico smaltato di nero, ma la sua autenticità è molto dubbia.
Taras era una figura della mitologia greca, figlio di Poseidone e della ninfa Satyria, il cui nome è ascrivibile ad una radice protoindoeuropea dal significato di "albero".
Tuttavia, non è possibile del tutto escludere la derivazione del toponimo dal nome del fiume Tara.

## Storia

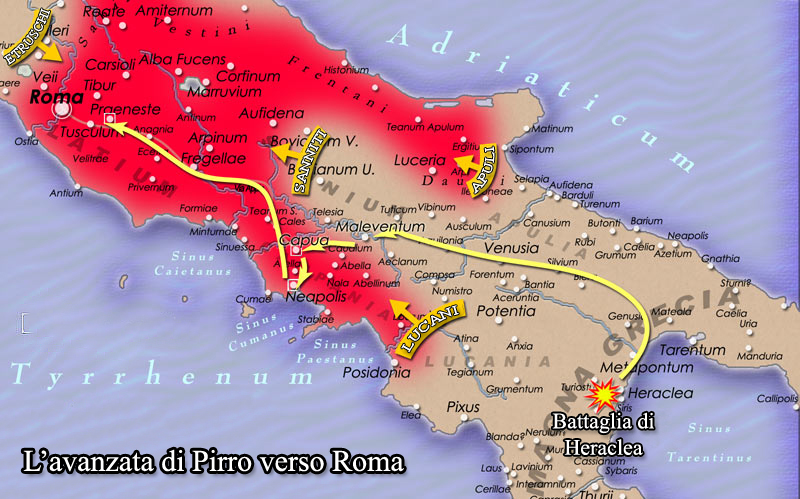
Magna Grecia (281 a.C.).

(Quinto Orazio Flacco - A Settimio - Odi, II, 6, 10. Traduzione di Enrico Vetrò)

### Antichità
La cronologia tradizionale assegna la data della fondazione di Taranto al 706 a.C. Le fonti tramandate dallo storico Eusebio di Cesarea, parlano del trasferimento in questa zona dello spartano Falanto, figlio del nobile Arato e discendente di Eracle di VIII generazione, e di altri compatrioti detti Parteni, per necessità di espansione o per questioni commerciali. Questi, approdando sul promontorio di Saturo e fissando i primi insediamenti portarono una nuova linfa di civiltà e di tradizioni.
La struttura sociale della colonia sviluppò nel tempo una vera e propria cultura aristocratica, la cui ricchezza proveniva, probabilmente, dallo sfruttamento delle risorse del fertile territorio circostante, che venne popolato e difeso da una serie di phrouria tra le quali Pezza Petrosa, piccoli centri fortificati in posizione strategica. Taranto ha quindi origini antichissime. Durante il periodo della colonizzazione greca sulle coste dell'Italia meridionale, la città fu tra le più importanti della Magna Grecia. In quel periodo, infatti, divenne una potenza economica militare e culturale, che diede i natali a filosofi, strateghi, scrittori e atleti, diventando anche sede della scuola pitagorica tarantina, la seconda più importante dopo quella di Crotone. A partire dal 367 a.C., fu la città più potente tra quelle che costituirono la Lega italiota. Nel 281 a.C. entrò in conflitto con Roma (guerra tarentina) insieme al suo alleato Pirro, Re dell'Epiro, ma capitolò definitivamente nel 272 a.C. Durante la seconda guerra punica, Taranto aprì le porte ad Annibale nel 212 a.C., ma fu punita tre anni dopo con la strage dei suoi cittadini e col saccheggio quando Fabio Massimo la riconquistò. Nel 125 a.C. vi fu dedotta una colonia romana (colonia neptunia), mentre nel 90 a.C. fu eretta a Municipium con la Lex municipii Tarentini. Nel periodo neroniano Taranto viene scelta come meta di stanziamento di una grande quantità di veterani di guerra che militarono in diverse legioni, tra cui la V Macedonica, la XII Fulminata e la IIII Scythica.

### Principato di Taranto

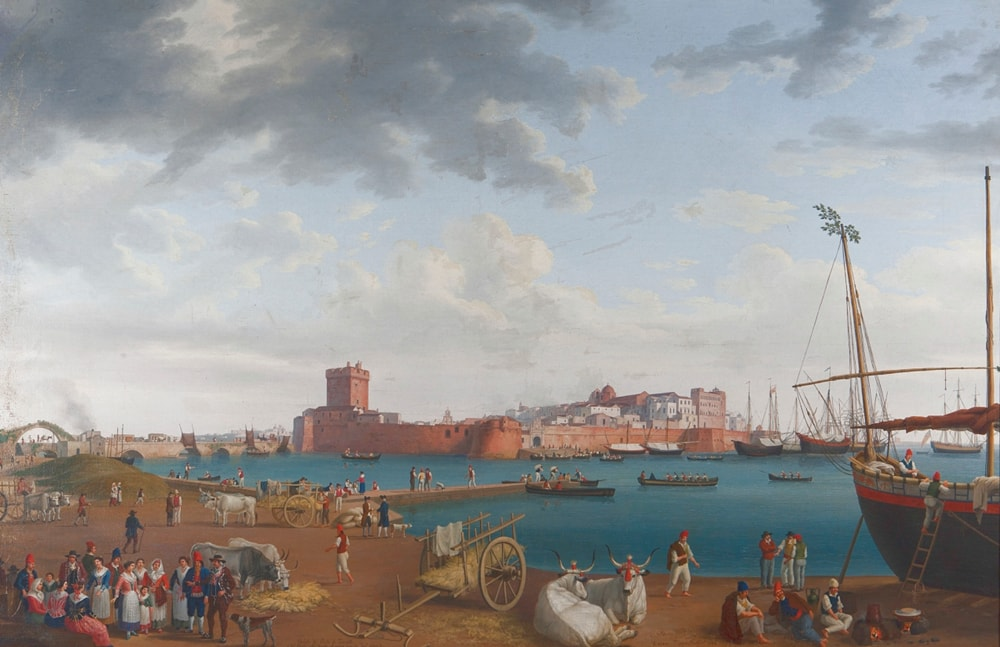
Jakob Philipp Hackert, Porto di Taranto (1789).

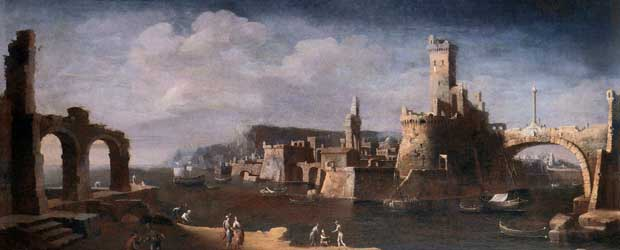
Leonardo Coccorante, Porto di Taranto (1738).

Il Principato di Taranto (1088-1465) fu un principato normanno di cui Taranto divenne la capitale.
Il primo reggente fu il figlio di Roberto il Guiscardo, Boemondo I d'Antiochia, che ottenne il titolo in seguito a una disputa di successione: il padre, dopo aver ripudiato la prima moglie Alberada, madre di Boemondo, prese in moglie Sichelgaita. Con quest'ultima ebbe un figlio, Ruggero Borsa, che designò come suo successore al ducato di Puglia. Boemondo fu ricompensato con Taranto e le terre e i castelli della Terra d'Otranto.
Il Principato di Taranto, durante i suoi 377 anni di storia, fu talora un potente dominio feudale dipendente del Regno di Sicilia (e più tardi del Regno di Napoli), altre volte si ridusse a mero titolo, spesso concesso all'erede al trono o al marito d'una regina regnante.

### Medioevo ed età moderna
Nel Medioevo fu conquistata da Totila nel 549 e ripresa da Narsete nel 552. Espugnata dai Longobardi, fu ripresa dall'Imperatore Costantino II nel 663, per poi passare in mano a Romualdo Duca longobardo di Benevento, e tornare ai Bizantini nell'803. Conquistata dai Saraceni nell'846, nell'868 e nel 927, l'Imperatore Niceforo Foca la fece ricostruire nel 967. Occupata nel 1063 da Roberto il Guiscardo, divenne il centro di un potente feudo. Ospitava una cospicua comunità ebraica, quantificabile nel 1167 in 200 famiglie, secondo la cronaca di Beniamino di Tudela. Dal 1301 al 1463 fu un fiorente principato (Principato di Taranto). Divenne poi importante porto militare sotto gli Spagnoli, fino a decadere nel XVII secolo sotto i Borbone. Taranto venne unita al Regno d'Italia nel 1860. Il 21 agosto del 1889, dopo sei anni di lavori, venne inaugurato alla presenza di Umberto I di Savoia l'Arsenale Militare Marittimo, che ne aumentò la sua importanza sia dal punto di vista economico sia militare, oltre che demografico. Durante la prima guerra mondiale, Taranto fu scelta come base dalle flotte navali italiana, francese e inglese.

### La notte di Taranto
(Ammiraglio Andrew Cunningham)
Durante la seconda guerra mondiale, la città subì un bombardamento storicamente ricordato come la notte di Taranto, a seguito del quale si contarono 85 vittime tra civili e militari.

Tra la notte dell'11 e del 12 novembre 1940, per via della sua importanza strategica e militare, la città subì un devastante attacco da parte della Royal Navy britannica. La dinamica dell'azione fu attentamente studiata dai giapponesi per potersene poi avvalere in previsione dell'attacco alla base di Pearl Harbor. Durante quella notte, 21 aerei del tipo Fairey Swordfish dotati di siluri e bombe, si alzarono dalla portaerei inglese Illustrious, che si trovava a 170 miglia dalla costa scortata dalle navi da battaglia Malaya, Ramilies, Valiant, Warspite, dagli incrociatori Gloucester, York e da 13 cacciatorpediniere. Al comando vi era l'ammiraglio Andrew Cunningham. Gli aerei inglesi partiti in due ondate successive giunsero indisturbati su Taranto. Grazie a una precedente ricognizione che non fu contrastata dalla difesa italiana, i piloti conoscevano perfettamente le unità da colpire, che erano tra l'altro dotate di reti parasiluri insufficienti e protette da pochi palloni di sbarramento. Nell'attacco la flotta italiana subì gravi danni. La corazzata Conte di Cavour subì i danni maggiori, venendo parzialmente affondata. Furono seriamente danneggiati anche le corazzate Duilio e Littorio e l'incrociatore Trento. Danni vennero riportati anche dai due cacciatorpediniere Libeccio e Pessagno. Furono anche attaccati vari depositi di carburante sulla terraferma. Alla fine il bilancio fu di 85 morti, di cui 55 civili, e di 581 feriti, nonostante il Bollettino di Guerra del Comando Supremo n. 158 del 12 novembre 1940 affermasse che non vi sarebbe stata alcuna vittima. Uno dei tragici ricordi di quella battaglia per gli abitanti di Taranto, testimoni dell'evento, fu quello di udire dal mare le strazianti urla di sofferenza dei militari italiani imbarcati sulle navi danneggiate, vittime dei siluramenti.

### Il secondo dopoguerra
Nel 1965 fu inaugurato dal Presidente della repubblica Giuseppe Saragat il IV Centro Siderurgico Italsider, il più grande centro per la produzione dell'acciaio in Europa la cui prima produzione furono i tubi che oggi portano il gas dalla Siberia all'Italia. Grazie a questa nuova realtà industriale, e disponendo di un grande porto mercantile, la città conobbe un altro e più marcato slancio dell'economia locale, con conseguente aumento della popolazione e del reddito pro-capite, e diventando negli anni a seguire zona di insediamento di cementifici, raffinerie e industrie metalmeccaniche. Il 18 ottobre 2005 viene dichiarato ufficialmente il dissesto finanziario del Comune di Taranto. Le passività accertate ammontano inizialmente a € 357 356 434, ma nel mese di marzo 2007, il capo della commissione di liquidazione del Comune, Francesco Boccia, dichiara una cifra pari a circa 637 milioni di euro.

### Simboli

Il gonfalone comunale

Lo stemma civico di Taranto fu riconosciuto ufficialmente con decreto del Capo del Governo del 20 dicembre del 1935:
Il giovane dio a cavallo del delfino raffigurato sullo stemma si ispira a quello delle monete magno-greche del periodo di massimo splendore della città.
Nel 1589, una precedente versione dello stemma raffigurante un uomo adulto coronato a cavallo di un delfino, reggente nella mano destra un tridente e nella mano sinistra uno scudo con sopra uno scorpione al posto dell'attuale drappo, sostituì a sua volta l'antico stemma raffigurante uno scorpione suggerito da Pirro, e che attualmente è utilizzato come simbolo della provincia ionica.
Il gonfalone è un drappo troncato di azzurro e di rosso.

## Monumenti e luoghi d'interesse
La millenaria storia di Taranto ha lasciato nel territorio una vasta e poco conosciuta testimonianza del suo passato. Si possono distinguere più luoghi di interesse presenti sul suo territorio che testimoniano la sua importanza storica e culturale: dagli antichi luoghi di culto, tra i quali i resti del Tempio Dorico, i resti archeologici delle necropoli greco-romane e delle tombe a camera, la Cripta del Redentore, ai palazzi appartenuti alle famiglie nobili e alle personalità illustri della città, tra i quali Palazzo Pantaleo e Palazzo d'Ayala Valva. La città offre uno dei panorami architettonici più ricchi e vari dell'intera penisola: si va dal romanico-gotico della chiesa di San Domenico Maggiore ai palazzi in stile rinascimentale del Borgo umbertino, al barocco della cattedrale di San Cataldo, delle chiese e dei palazzi signorili della città vecchia, dalle rimanenze di strutture medievali (come la Torre del Gallo nell'agglomerato del centro storico) alle forme decisamente più eleganti di palazzi e installazioni in stile Liberty e neoclassico. Numerose sono le cripte, i monasteri, i santuari e le edicole votive. Il borgo umbertino possiede palazzi costruiti alla fine dell'Ottocento nello stile umbertino, Liberty, rococò.

### Architetture religiose

#### Basilica Cattedrale di San Cataldo

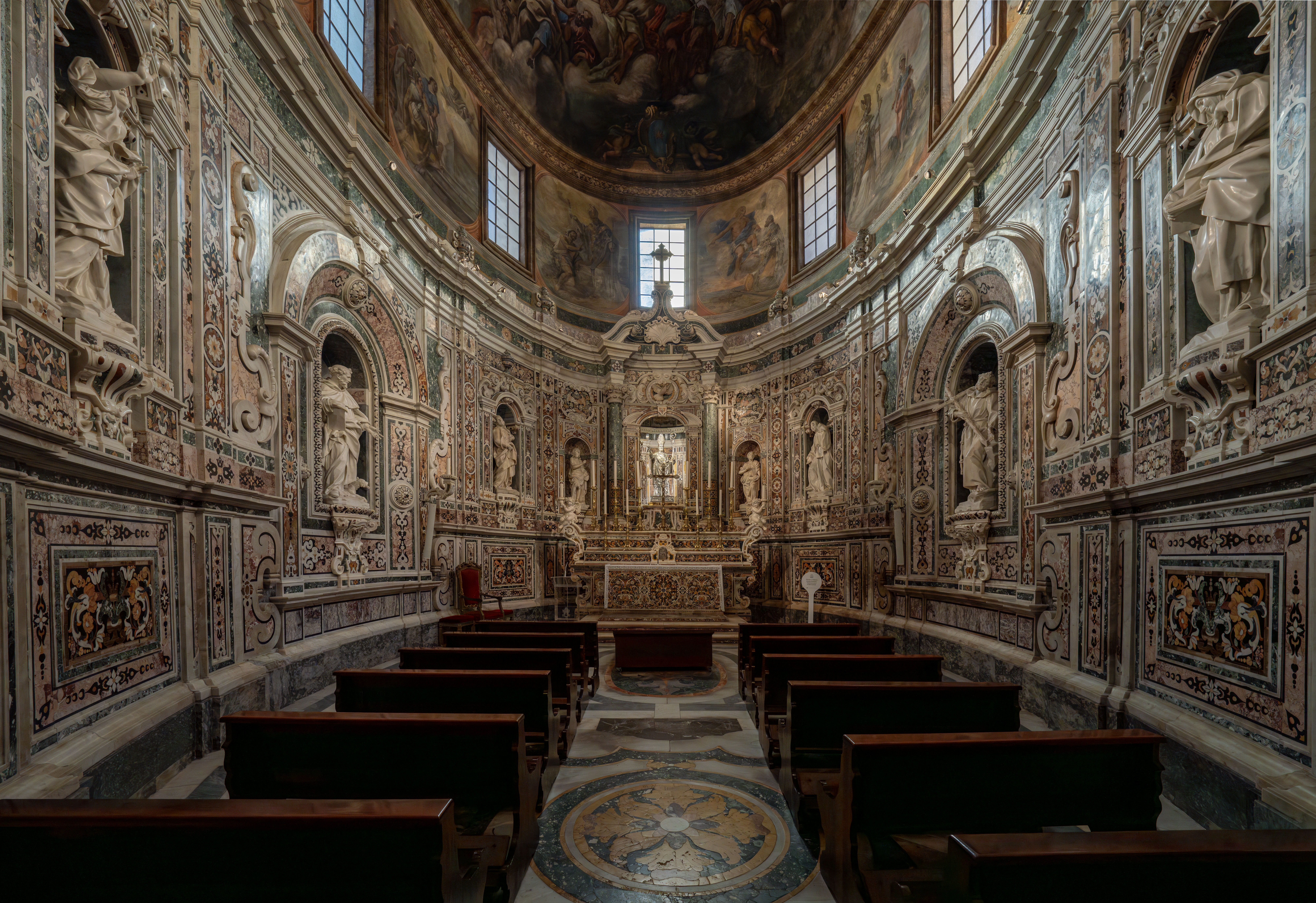
Opere di Giuseppe Sammartino nel Cappellone della Basilica Cattedrale di San Cataldo.

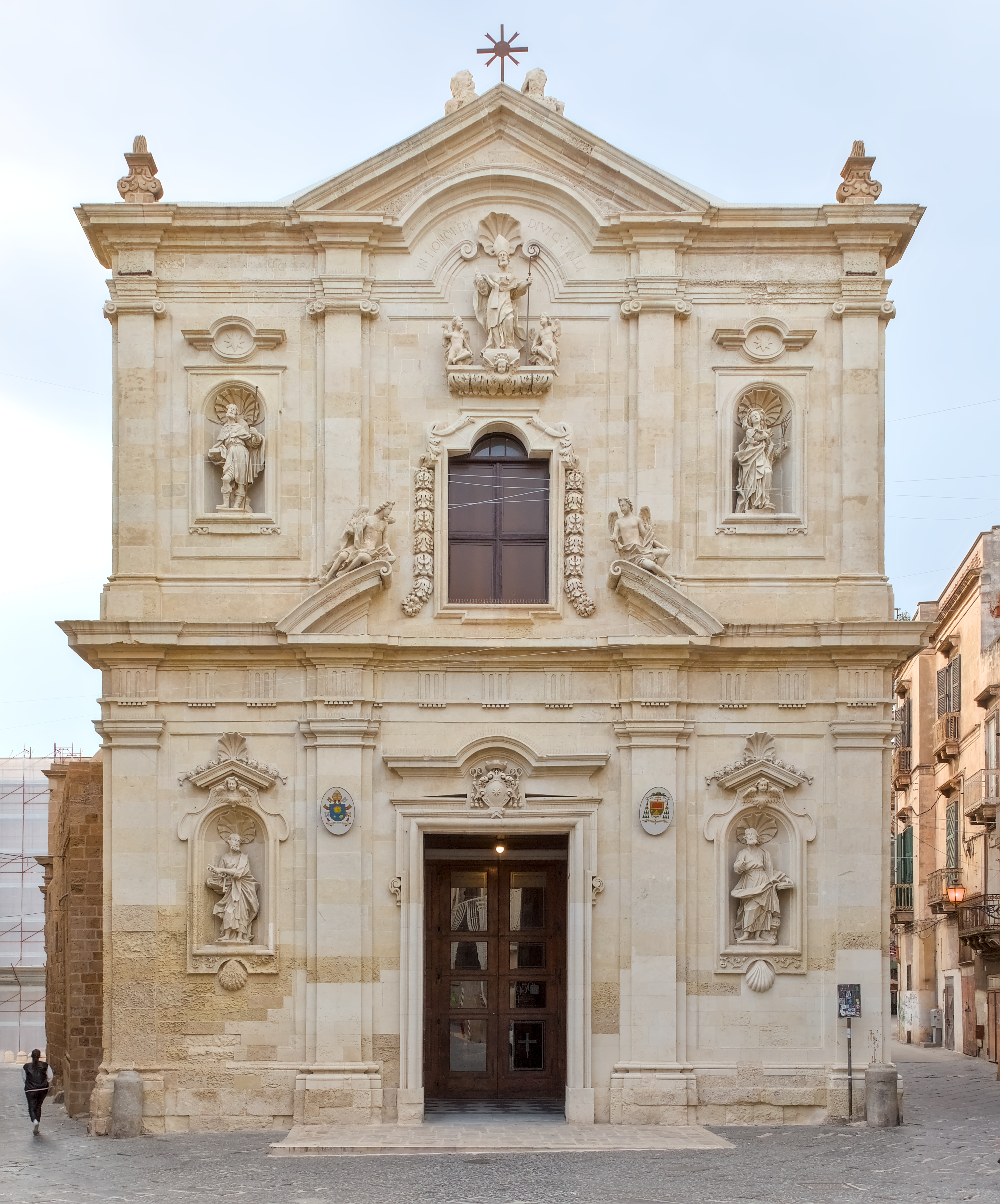
La cattedrale di San Cataldo: facciata principale d'ingresso.

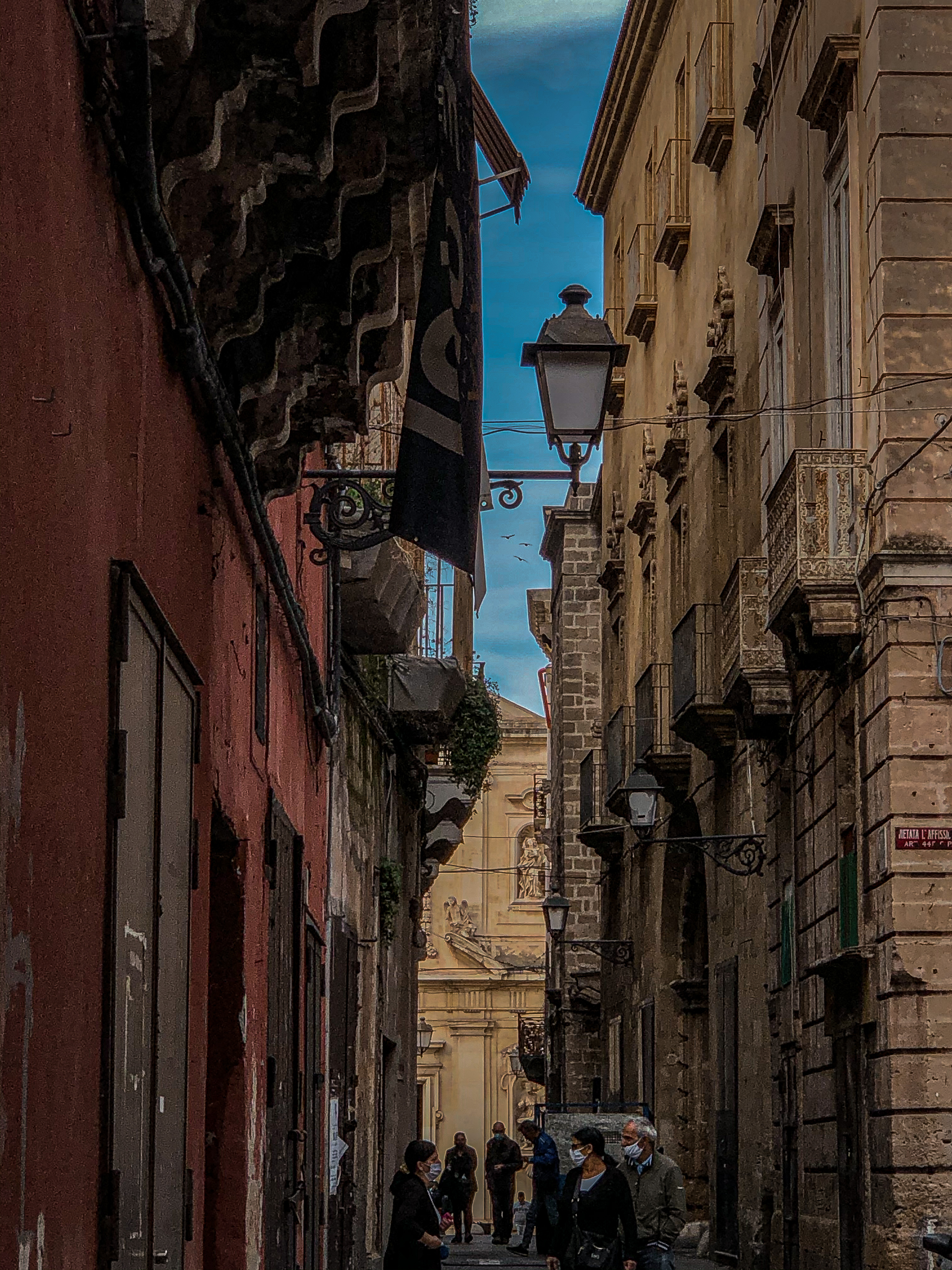
Via Duomo

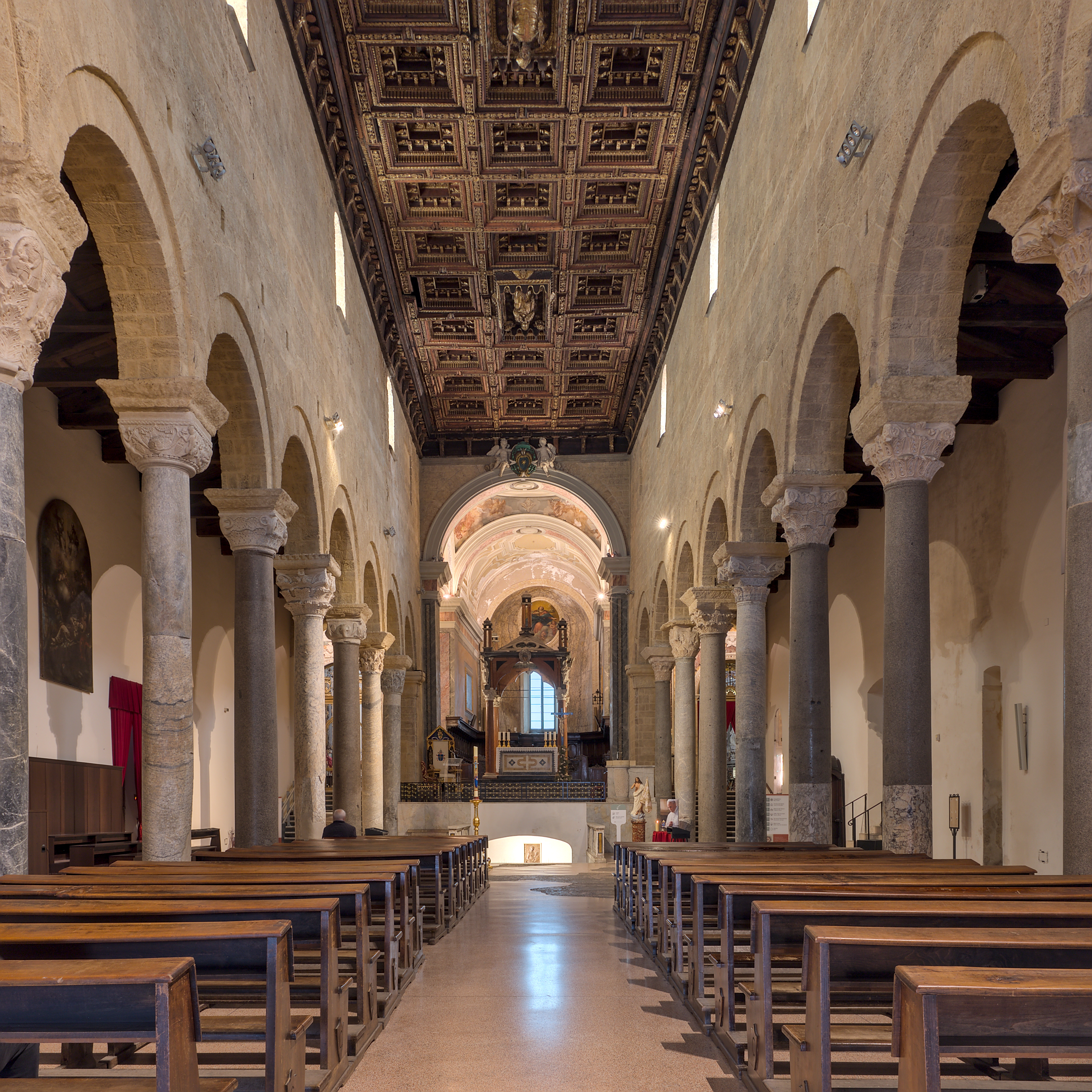
Cattedrale di San Cataldo: interni.

La Cattedrale di San Cataldo (o Duomo di San Cataldo) è la più antica cattedrale pugliese, e si trova nel cuore del centro storico di Taranto, comunemente noto come Città Vecchia. Dedicata a san Cataldo, vescovo irlandese morto a Taranto nel VI-VII secolo, del quale ospita il sepolcro, fu costruita nella seconda metà del X secolo - durante i lavori di ricostruzione della città voluti dall'imperatore bizantino Niceforo II Foca - sui resti di un edificio religioso paleocristiano risalente almeno all'VII secolo. Nell'XI secolo l'impianto bizantino venne rimaneggiato e si costruì l'attuale cattedrale a pianta basilicale. Nel 1713 fu aggiunta la facciata barocca per opera dell’architetto leccese Mauro Manieri. Nel XII secolo fu innalzato il campanile normanno, danneggiato dal terremoto del 1456 e sostituito durante i lavori di restauro del 1952 con l'attuale, che riprende le forme di quello più antico. La cattedrale misura 84 metri di lunghezza e 24 larghezza, ha una navata centrale contornata da colonne dai capitelli tutti differenti tra loro, due laterali e un transetto a una navata. Nella zona antistante la facciata romanica, corrispondente all'attuale pronao, furono accolte le tombe dei personaggi più illustri della città. Nel Cappellone di San Cataldo sono conservate le spoglie e la statua argentea del santo. È una delle più alte espressioni di barocco, con opere dello scultore Giuseppe Sanmartino, affreschi di Paolo De Matteis e marmi policromi. Nella Cripta Bizantina, a pianta cruciforme, si possono ammirare affreschi del Duecento e del Trecento, bassorilievi e sarcofagi. Nel vano della cripta vi sono le tombe di alcuni arcivescovi di Taranto.

#### Chiesa di San Domenico Maggiore (già Chiesa di San Pietro Imperiale)

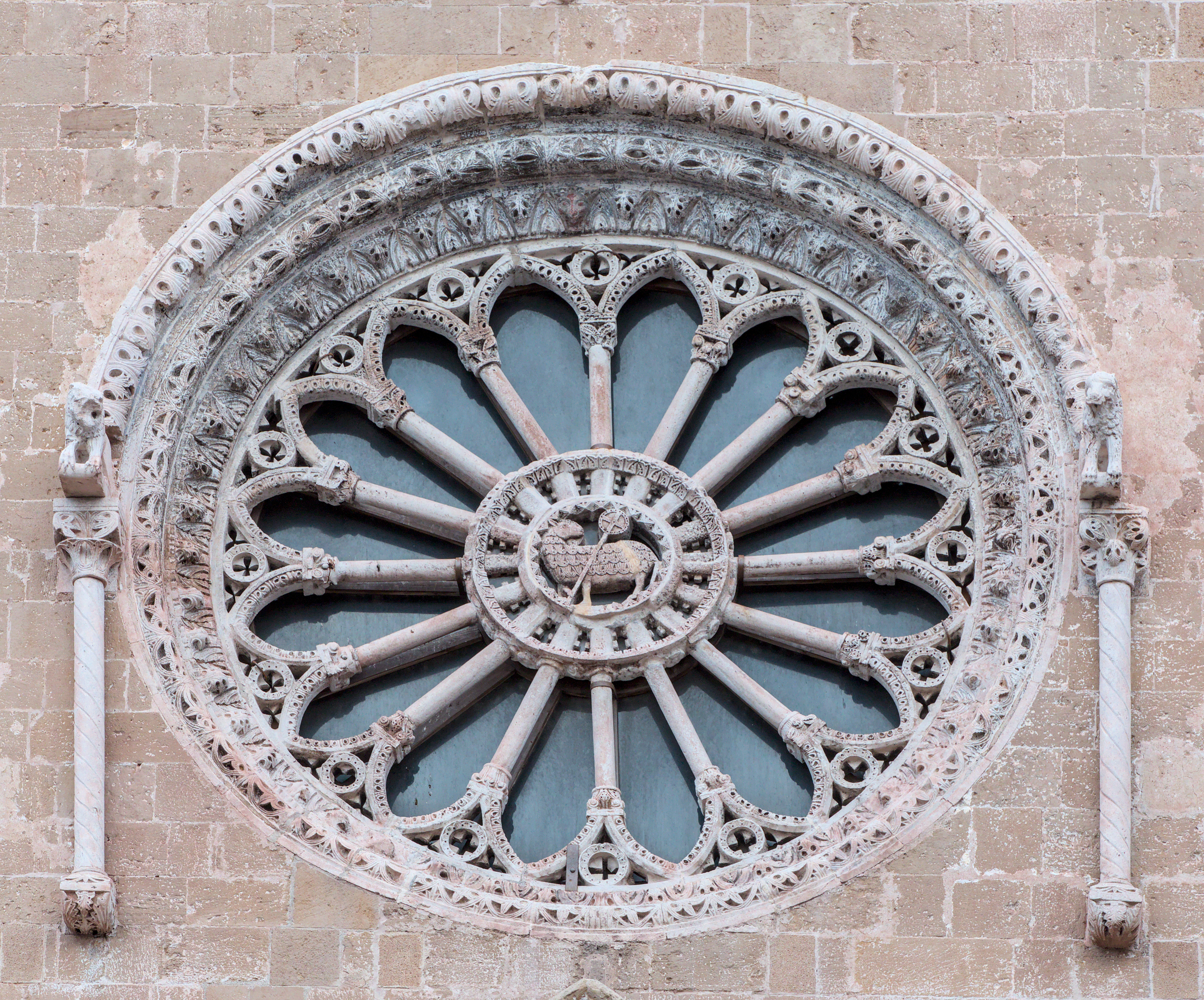
Il rosone trecentesco della Chiesa di San Domenico Maggiore.

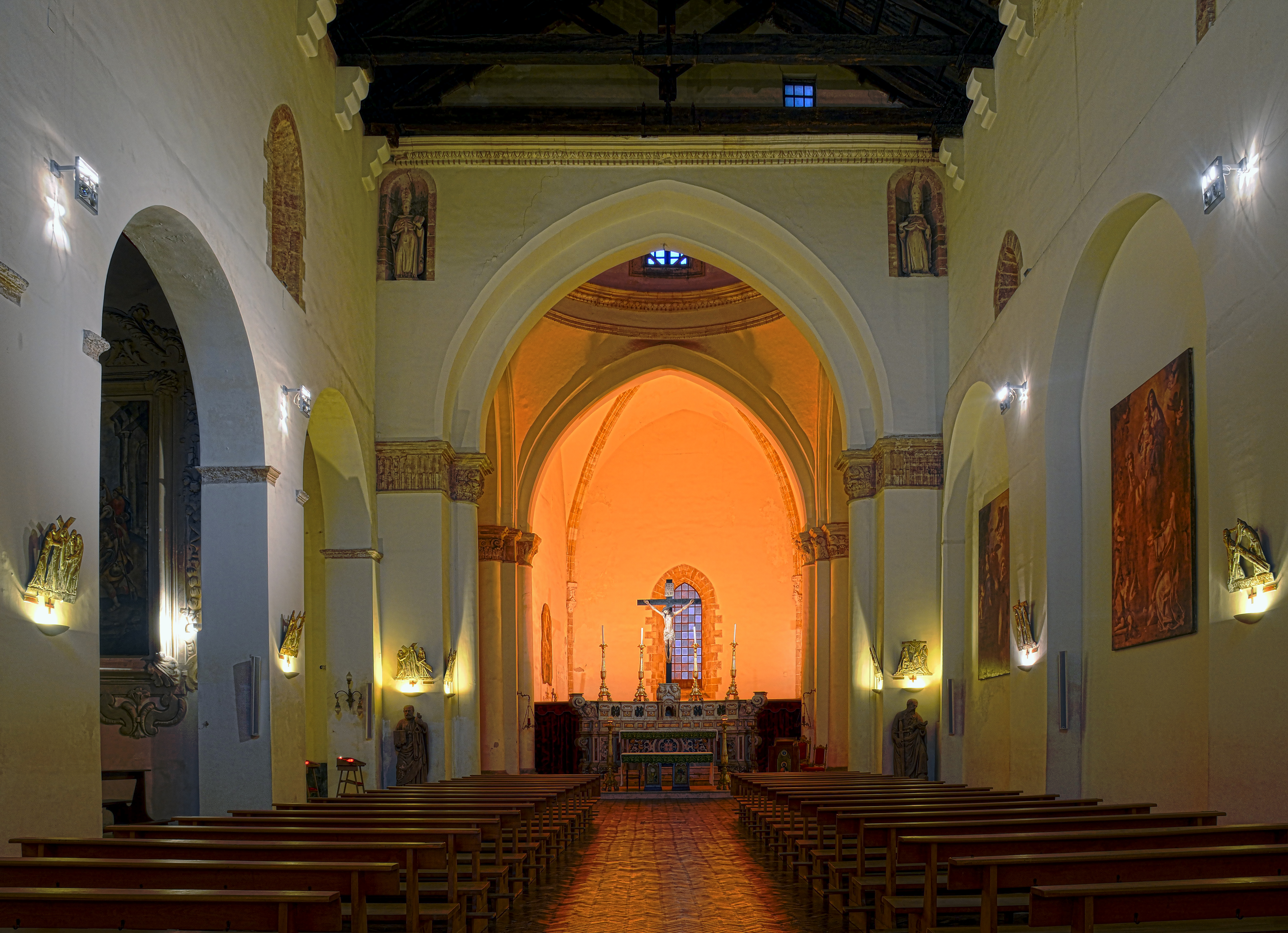
San Domenico

Ubicata all’estremità nord della città vecchia, la Chiesa di San Domenico Maggiore poggia le sue fondamenta sui resti di un tempio greco risalente al VI secolo a.C e fa parte dell'ex complesso conventuale omonimo. Edificata nel 1302 su committenza del nobile franco-provenzale Giovanni Taurisano, subì nel corso dei secoli numerose ristrutturazioni sino alla più significativa tra i secoli XVII e XVIII. Ancora intatti in facciata i caratteri trecenteschi, con il portale a sesto acuto sormontato da un protiro pensile e da uno splendido rosone con colonnine pensili laterali. Chiudono il prospetto archetti pensili trilobati posti a coronamento della cuspide. Del XVIII secolo è la scala a due rampe attraverso la quale si accede alla chiesa. L’interno, a un'unica navata, presenta lungo il fianco sinistro quattro cappelle tardo cinquecentesche decorate da altari barocchi che risultano essere bilanciate, sul lato destro, da arcate cieche con pregevoli dipinti del Seicento e Settecento. Degni di nota, un dipinto di Leonardo Antonio Olivieri raffigurante il Trionfo dell'Ordine francescano e La Trinità con la Vergine, opera del pittore Giuseppe Mastroleo (1740). È particolarmente nota per custodire nella Cappella dell'Addolorata, il simulacro della Vergine Addolorata (XVII secolo), portata in processione il Giovedì santo dalla Confraternita di Maria Santissima Addolorata e san Domenico, durante i noti riti della Settimana santa di Taranto, riti secolari che richiamano ogni anno fedeli e turisti da tutto il mondo.

#### Santuario della Madonna della Salute (o Monteoliveto)

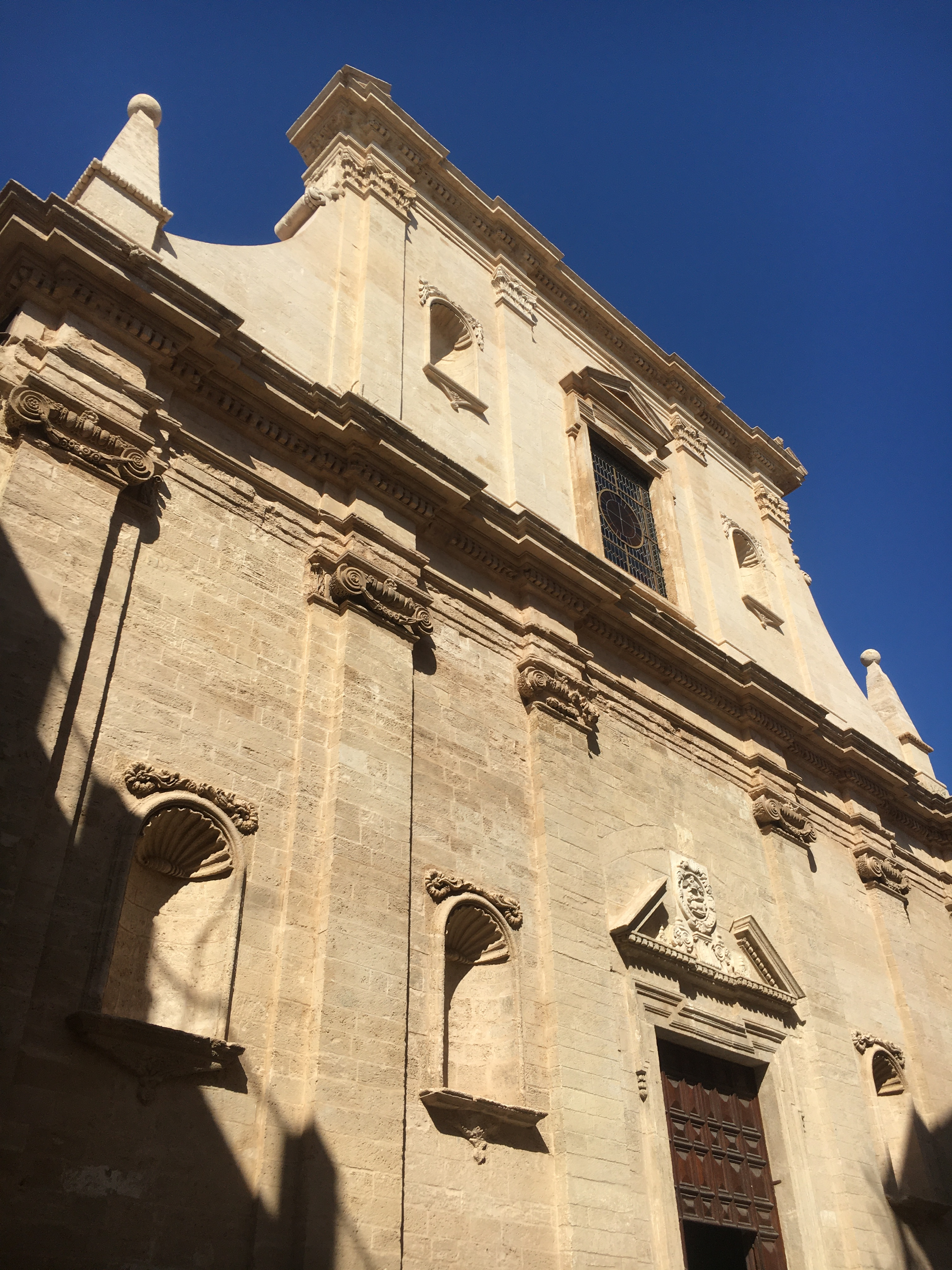
Facciata del Santuario della Madonna della Salute.

Il Santuario della Madonna della Salute la costruzione risale alla seconda metà del XVII secolo, grazie all’opera dei Padri Gesuiti che si erano stabiliti a Taranto già nel 1612 nella chiesa del Salvatore che si trovava a pochi passi dalla Cattedrale e che oggi non è più esistente. La facciata ha due ordini sovrapposti, ambedue cadenzati da lesene con capitelli ionici e compositi nella parte superiore, alleggeriti da quattro nicchie nella parte inferiore e due in quella superiore. Il portale presenta il timpano spezzato al di sopra nel quale è incassato lo stemma dell’Ordine dei Domenicani, mentre nell’ordine superiore della facciata in corrispondenza del portale si apre un grande finestrone con vetrata policroma (vetrate analoghe concludono i bracci del transetto). La facciata evidentemente non è terminata in quanto manca il coronamento superiore. All’interno, sui timpani dei quattro arconi impostati su grandi pilastri che descrivono chiaramente la pianta a croce greca, svetta la cupola che ha circa 10 metri di diametro e affrescata con un bellissimo cielo stellato; nella lanterna che sovrasta la cupola si può ammirare il dipinto della colomba dello Spirito Santo. Nei peducci immediatamente sotto la cupola, sono affrescati i quattro evangelisti con i relativi simboli iconografici. Di notevole interesse è l’altare maggiore. Il committente gesuita padre Venanzio Maria Barra commissionò l’opera nel 1571 ad Antonio Di Lucca che collaborò, almeno nel disegno, con frate Galichio d’Amato, entrambi gesuiti. Purtroppo i Padri Gesuiti non hanno potuto godere a lungo di questo altare posto in loco nel 1752, infatti nel 1767 essi furono soppressi e subentrarono gli Olivetani i quali fecero apporre il loro stemma sul pilastrino destro, lasciando su quello sinistro lo stemma dei gesuiti. L'Altare è caratterizzato da un notevole effetto pittorico sia nel paliotto sia nei gradini sotto la mensa, mentre nella parte superiore accanto al tabernacolo è presente una decorazione a calice intarsiato che si alterna a un elegante motivo a onda. Sull’altare è collocato il dipinto a cui è intitolato il santuario, la Madonna della Salute, incastonato all’interno di un rilievo in bronzo realizzato nei primi anni del 1900. Si tratta di un dipinto a olio su tela, copia della celebre icona bizantina della Salus Populi Romani che si venera a Roma nella Basilica di Santa Maria Maggiore.

#### Chiesa di Maria Santissima del Monte Carmelo
La chiesa di Maria Santissima del Monte Carmelo (comunemente detta chiesa del Carmine) di Taranto è una delle chiese del Borgo Umbertino della città. L'anno esatto di costruzione non è noto, ma l'esistenza della chiesa è attestata fin dal 1577, con il nome di "Santa Maria della Misericordia”. La stessa chiesa aveva avuto prima altri titoli: Santa Maria Maddalena e prima ancora, San Lazzaro. La gestione dei padri Carmelitani, fu in seguito dedicata alla Beata Vergine del monte Carmelo. La chiesa nel corso dei secoli è stata più volte rimaneggiata, fino ad assumere l'attuale aspetto in stile neoclassico. Il prospetto principale è da far risalire a un rifacimento del 1937, e si presenta intervallato da sei elementi verticali aggettanti, sovrastati da capitelli che sorreggono la trabeazione. Tra le semicolonne centrali si apre il portale d'ingresso rettangolare, sormontato a sua volta da una piccola finestra circolare, mentre tra queste ultime e le paraste laterali trovano posto due coppie di nicchie vuote disposte in modo sovrapposto. Al di sopra della trabeazione, in asse con il portale, si trova un'edicola quadrangolare che ospita lo stemma dell'arcivescovo Ferdinando Bernardi, mentre in corrispondenza delle paraste si ergono due piccoli obelischi. Sovrasta il tutto una torre campanaria impreziosita da statue di angeli. All'interno, la chiesa è a croce latina con una sola navata, sui cui lati si trovano le cappelle e le nicchie che custodiscono la statue utilizzate nella processione dei Misteri, il Venerdì Santo, nella Settimana Santa Tarantina. Di importante rilievo, le statue di Gesù Morto e dell'Addolorata, donate all’Arciconfraternita del Carmine dal nobile tarantino don Diego Calò nel Settecento. Nella prima cappella alla destra dell'ingresso viene conservato un rocchio di colonna, sul quale la tradizione vuole che san Pietro abbia celebrato la prima Eucaristia della città, come attesta un'epigrafe voluta nel 1651 dall'arcivescovo Caracciolo e posta sulla nicchia insieme con un'icona raffigurante il santo. Nel braccio sinistro del transetto trova posto il quadro della "Maddalena dei Pazzi" realizzato da Paolo De Matteis.

#### Concattedrale Gran Madre di Dio
La Concattedrale Gran Madre di Dio si trova nella parte moderna di Taranto. Voluta dall'arcivescovo di Taranto, monsignor Guglielmo Motolese, fu progettata dall'architetto milanese Gio Ponti e rappresenta l'opera più importante dell'architetto assieme alla Torre Pirelli. Costruita tra il 1967 e il 1970, fu inaugurata il 6 dicembre dello stesso anno. Dedicata alla Gran Madre di Dio, protettrice della città insieme con san Cataldo e l'Immacolata, rappresenta, in omaggio alla tradizione marinara della città, una "vela" che si specchia nell'acqua delle tre vasche antistanti l'ingresso, simboleggianti il mare. La facciata è composta da due parti: quella anteriore è lunga 87 e larga 35 metri, quella posteriore, arretrata di 50 metri rispetto alla prima, è costituita da un doppio muro traforato alto 40 metri, che sostituisce la cupola tradizionale. La Concattedrale, è stata recentemente protagonista in mostre dedicate all'architetto Gio Ponti in diversi musei nel mondo, tra i quali il Musée des Arts Décoratifs di Parigi, l'Istituto Italiano di Cultura a Stoccolma e il Maxxi di Roma.

#### Altre chiese principali
- Chiesa di Sant'Agostino
- Chiesa di San Michele
- Chiesa di Sant'Andrea degli Armeni
- Santuario del Santissimo Crocifisso
- Chiesa di San Pasquale
- Chiesa di San Giuseppe
- Chiesa di Sant'Anna
- Chiesa di Santa Maria della Scala
- Chiesa dei Santi Medici
- Chiesa di Santa Caterina
- Chiesa di San Gaetano
- Chiesa di San Francesco da Paola
- Chiesa di Santa Maria di Costantinopoli
- Chiesa di Santa Maria della Giustizia
- Chiesa della Santissima Croce
- Chiesa di Santa Teresa
- Cappella Rinascimentale di San Leonardo (Castello Aragonese)
- Chiesetta di San Francesco da Paola al Borgo
- Casa di Sant'Egidio Maria da Taranto

### Conventi e chiostri
Taranto è ricca di conventi e monasteri che custodiscono chiostri secolari. Sino a metà Ottocento, momento della nascita del Borgo Nuovo, la città era ristretta alla odierna parte della città vecchia: sorgeva su una piccola lingua di terra estesa poco più di 25 ettari di superficie. Quando nel XVI secolo l'arcivescovo monsignor Brancaccio effettuò la sua visita pastorale (1576 - 1578), nei quattro pittaggi della città vi era un numero davvero notevole di chiese e cappelle: 13 nel pittaggio Baglio, 7 in S. Pietro, 6 in Turripenna e 6 nel pittaggio Ponte. Vi erano “intra moenia” i monasteri di San Domenico, di San Giovanni Battista, dei Francescani, degli Agostiniani e dei Celestini, “extra menia” i Riformati di S. Antonio, i Paolotti, i Carmelitani, i Cappuccini e i Benedettini olivetani di S. Maria della Giustizia.

#### Convento e chiostro di San Domenico Maggiore
L'ex convento di San Domenico Maggiore è una struttura seicentesca situata nel cuore della città vecchia di Taranto. Edificato nel XIV secolo, la struttura si sviluppa su tre piani, due fuori terra e uno interrato, che si abbarbicano attorno a una corte centrale piuttosto ampia. La struttura, realizzata in muratura con conci di tufo, consente di verificare tutti cambiamenti effettuati nel corso dei secoli e di accertare la presenza di vari stili architettonici. All’interno del chiostro del convento, che è stato ristrutturato l’ultima volta fra il XVII e il XVIII secolo ed è caratterizzato da una serie di arcate supportate da colonne con capitelli a foglie angolari, si sviluppa un’area archeologica di considerevoli dimensioni, in connessione con le aree archeologiche di Saturo e Scoglio del Tonno, che presenta tracce di occupazione del sito risalenti al Neolitico a partire dal VI millennio a.C. e tracce di frequentazione micenea. Di età successiva (X-VIII secolo a.C.) sono i resti dell'insediamento Iapigio, spodestati poi dalla colonia spartana che fondò Taras. L’area, abitata sin dalla preistoria, permette di rilevare le strutture di fondazione di un tempio greco sorto sull’acropoli dell'antica Taras nel VI sec. a.C. In più, è visibile l’impronta romana nel sito grazie ai resti della cella del tempio, consistente in frammenti di architrave riutilizzati nella facciata gotica del convento. Fin dal 1315, il Complesso fu retto dai padri domenicani e per questo prese il titolo di San Domenico in Soriano o Maggiore. I decreti napoleonici, purtroppo, lo soppressero nel 1801, fu trasformato in caserma di cavalleria e abbandonato dai religiosi. Attualmente è sede della Soprintendenza nazionale per la tutela del patrimonio subacqueo, della Soprintendenza Archeologia, Belle Arti e Paesaggio per la provincia di Taranto e della Biblioteca della Soprintendenza Archeologica della Puglia.

#### Convento e chiostro di Santa Chiara e la "ruota degli esposti"
Fu costruito nel 1621 per volontà del medico Raffaele Pesce che volle donare alle giovani appartenenti al ceto medio e popolare la possibilità di intraprendere la vita monastica, prerogativa fino a quel momento soltanto delle famiglie nobili. L'ex monastero di Santa Chiara di Taranto, conserva al suo interno uno dei pochi esemplari di ruota degli esposti ancora intatti in Italia. Il dispositivo era utilizzato da tante donne per abbandonare i propri figli affidandoli alle cure delle suore del convento. Oggi è sede del Tribunale dei minori.

#### Convento e chiostro di San Francesco
Dopo il passaggio di san Francesco d’Assisi in ritorno dalla Terra Santa, i fedeli decisero di costruire a Taranto una chiesa e un convento in onore del fraticello d’Italia. Ospitò la prima comunità tarantina di frati francescani, l’ex convento di san Francesco, complesso tra i più grandi dell'intero centro storico di Taranto, ubicato nella centralissima via Duomo. Costruito nel XIV secolo, era originariamente composto oltre che dal convento, da una piccola chiesa, dedicata successivamente a san Lorenzo. Di pregevole fattura il chiostro, articolato su quattro bracci porticati con pregevoli volte a crociera, scanditi da poderosi pilastri. Il convento, ristrutturato nella metà del XVII secolo, fu adibito nel corso dei secoli a diverse destinazioni d'uso: sede del Comune durante il Settecento, divenne in seguito sede delle truppe napoleoniche, col nome di Caserma Rossarol. Oggi è sede del Dipartimento Jonico in "Sistemi Giuridici ed Economici del Mediterraneo: società, ambiente, culture" dell’Università degli Studi “Aldo Moro”.

#### Convento e chiostro di San Michele (o delle Cappuccinelle)
Il convento, situato su via Duomo, nel borgo antico, fu costruito agli inizi del ‘700 per volontà di Giovanni Battista Protontino, che lasciò i suoi averi per la costruzione di un complesso monastico destinato alle povere orfanelle. Dei lavori di consolidamento, hanno messo in luce al di sotto del chiostro di San Michele, una cisterna d’acqua di notevoli capacità, ricavata nel banco calcarenitico che probabilmente, in passato, potrebbe essere stata usata come fonte pubblica. Oggi l’edificio ospita il Conservatorio di Musica intitolato al noto compositore d’opera tarantino Giovanni Paisiello.

#### Convento e chiostro degli Alcantarini
Al tempo della costruzione del convento, gli Alcantarini dovettero superare numerosi ostacoli per la sua realizzazione, sia da parte del vicino convento Sant'Antonio dei frati minori riformati e dei Carmelitani del convento del Carmine, sia da parte del clero diocesano. La realizzazione e costruzione dell'intero stabile la si deve a un frate non sacerdote, fra Serafino Carrozzini della Concezione da Soleto, che, col suo carisma, riuscì a ottenere da Carlo III di Borbone e dalla regina Maria Amalia di Sassonia, nel 1747, il decreto per la fondazione del convento, un sussidio di centottanta ducati per la fraternità alcantarina e il consenso di papa Benedetto XIV. Il convento ottenne dai reali borbonici, che provvidero anche con elargizioni personali donando al convento una ricca dote (oggi esposta nel museo-sacello), il titolo di "Reale Convento". Nel 1748 arrivarono i primi Alcantarini che, provvisoriamente, alloggiarono nei pressi della chiesa di San Michele in città vecchia, durante questo periodo i frati comunque curarono il giardino dell'erigendo convento e il postulante Francesco Antonio Pontillo (Sant'Egidio da Taranto) lavorava come giardiniere nei terreni di proprietà degli alcantarini. Il 2 giugno dello stesso anno si pose la prima pietra e il 18 giugno 1749 fu donato un terreno di circa 3200 m² adiacente al convento per l'ampliamento del giardino conventuale. I lavori di costruzione del convento terminarono nel 1761 e lo stesso anno il convento fu dichiarato guardiania con padre Serafino dell'Immacolata. Il convento e la chiesa divennero successivamente un centro di studio e di cultura rilevante del Salento non solo per quanto riguarda la teologia ma anche per le scienze umane, infatti i frati alcantarini dediti allo studio diedero vita a una fornitissima biblioteca e a una pinacoteca che tutt'oggi esistono. Oggi il convento ospita il Museo archeologico nazionale di Taranto - MARTA. La chiesa, invece, intitolata a San Pasquale, è officiata dai frati minori che hanno trovato posto in un convento retrostante costruito nel 1800, ed è il principale santuario per culto di Sant’Egidio da Taranto.

#### Convento e chiostro di Sant’Antonio da Padova
L’ex Convento di Sant’Antonio fu edificato negli anni 1444-1447 per volontà di Giovanni Antonio Orsini, figlio di Raimondello, Principe di Taranto, utilizzando colonne e altri elementi architettonici di epoca romana. Tanto il nome del fondatore quanto gli anni in cui fu costruito il convento sono documentati da tre lapidi poste all’ingresso della struttura, ultimata nel 1447 quando vi si insediarono i frati della Regolare Osservanza. Di particolare interesse è l’antica Chiesa, un gioiello del Gotico pugliese, con le cappelle signorili tra cui emerge quella dedicata al Santo di Padova, con una statua del Principe ad altezza naturale, colto nell’atto di venerare Gesù e, accanto, Sant’Antonio da Padova. Al piano superiore dell’ex Convento di Sant’Antonio, il Principe aveva fatto costruire due corridoi, di cui solo uno arricchito di stanze, con soffitti in legno. Al piano terra vi erano quattro porticati, strutturati su grandi colonne che reggevano gli archi e la sequenza delle campate. Il chiostro, che prendeva vita da tali elementi, era riccamente affrescato. La facciata monocuspide pare fosse una copia fedele di quella di San Pietro Imperiale, con un grande rosone a raggiera adorno di figure. L’interno, con pianta a croce latina, aveva un'unica grande navata, scandita da cappelle laterali, e il soffitto in legno. Molte le opere d’arte: pareti affrescate, quadri e sculture, volute dallo stesso principe Orsini, completavano la bellezza dell’edificio, insieme a preesistenti reperti archeologici d’età magno greca. Le varie destinazioni d’uso cui fu soggetta questa grande fabbrica religiosa, in particolare negli anni in cui fu adibita a carcere, col tempo finirono col cancellare molte tracce del suo passato ed è stata soprattutto la chiesa a farne le spese. L’originale assetto interno dell’ex Convento di Sant’Antonio fu modificato dai Padri Osservanti e dai Padri Riformati che ne abbatterono i muri dei due dormitori e delle stanze, creando varie celle. La struttura è ubicata nel cuore del borgo umbertino di Taranto, nei pressi dall’area verde di Villa Peripato.

#### Ex Seminario Arcivescovile

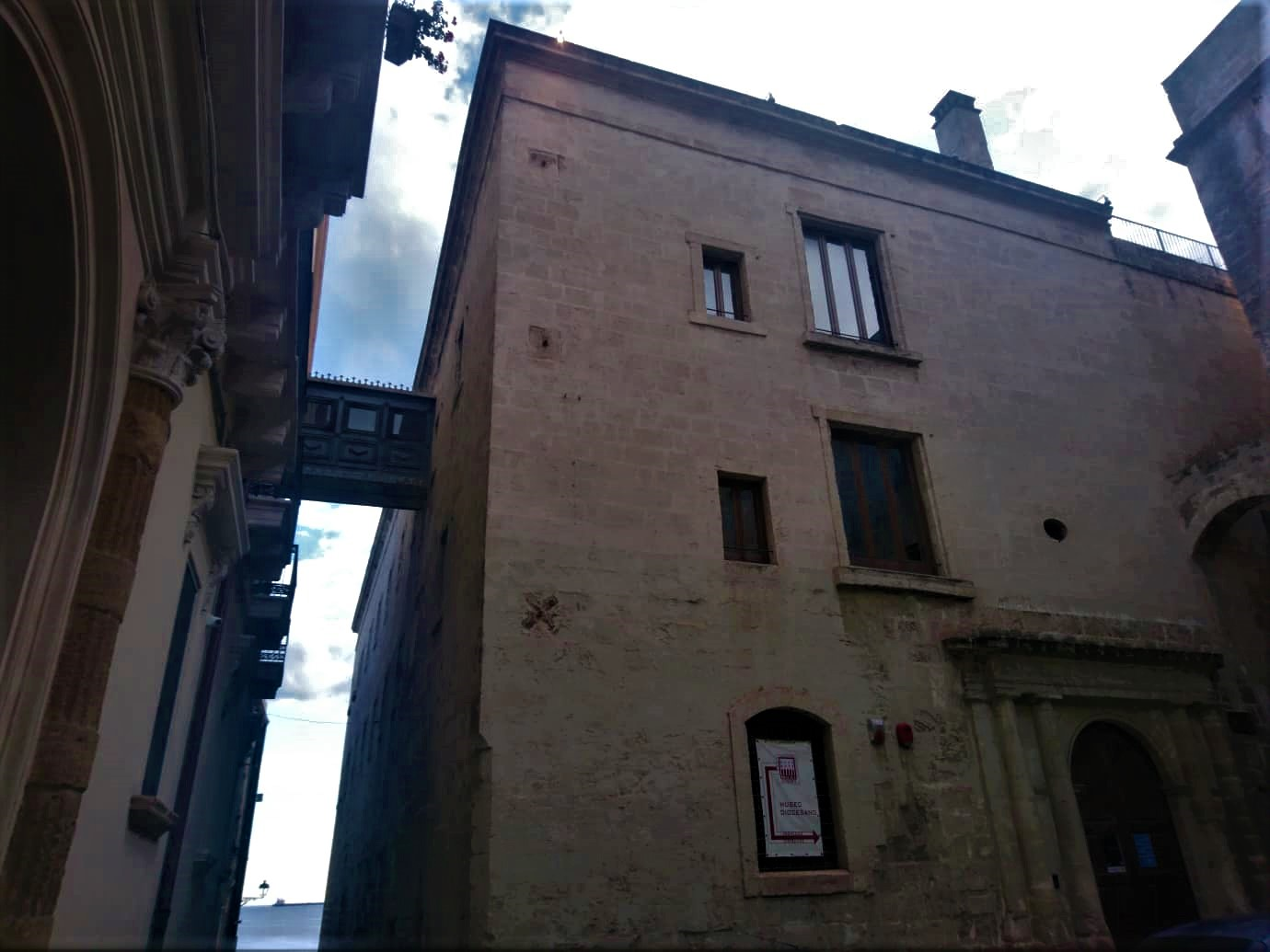
Museo diocesano, l'ex seminario di Taranto.

Fu uno dei primi seminari a essere fondato dopo il Concilio di Trento: venne infatti inaugurato il 1º giugno 1568 ed ebbe come primo rettore lo storico Giovanni Giovine. L'ex seminario si affaccia sul Mar Grande, con l'ingresso principale in vico Seminario. Poco si conosce ed è stato tramandato a testimonianza della conformazione originaria dell'edificio, a causa delle continue trasformazioni a cui è stato sottoposto nel corso dei secoli, le cui tracce sono riscontrabili tra l'altro dalla presenza degli stemmi degli arcivescovi Sarria e Pignatelli, che avrebbero ingrandito l'edificio rispettivamente nel 1638 e nel 1685, o del portale in marmo bianco voluto dall'arcivescovo Mastrilli intorno al 1770. Con l'arrivo a Taranto dei francesi nel 1801, il seminario fu adibito ad alloggio per le truppe, mentre dopo l'unità d'Italia ospitò brevemente il Liceo ginnasio "Archita", per ritornare alla sua funzione originaria nel 1889. Chiuso nuovamente durante la prima guerra mondiale, venne abbandonato definitivamente nel 1964, in seguito all'inaugurazione del nuovo seminario di Poggio Galeso. Dal 6 maggio 2011 è la sede del Museo diocesano. L'edificio ha una struttura quadrangolare, e i suoi ambienti si sviluppano intorno a un chiostro centrale. La facciata presenta un grande portale, insolitamente orientato verso il mare diversamente dall'edilizia circostante. Le finestre al piano terra sono distribuite in modo irregolare, probabilmente ereditate dalla struttura più antica, mentre quelle al primo e al secondo piano sono distribuite in modo regolare.

#### Chiostro di Santa Teresa al Borgo (ed Ex Ospedale Vecchio)
Il nucleo di più antica origine del complesso sarebbe stato fondato intorno al 1363 per ospitare le suore clarisse, dedicando alla Santissima Annunziata la costruzione. Di questa epoca si hanno poche e contraddittorie memorie, salvo che nel 1480 a seguito della presenza dei Turchi e dell’eccidio di Otranto con la devastazione di alcuni centri minori, le clarisse abbandonarono il convento rifugiandosi nella città antica allora ben fortificata. A seguito della cacciata dei Turchi le monache tornarono nel convento e vi restarono fino al 1495, anno in cui a seguito della guerra di successione tra Francesi e Aragonesi, la città di Taranto fu anch’essa teatro di saccheggi e fra questi il convento delle clarisse. Nel 1576-1577 giunsero a Taranto i padri carmelitani che furono testimoni nel 1593 della Riforma approvata da Clemente VIII dell’Istituto carmelitano voluta da Santa Teresa, riforma che dette il nome ai teresiani, i quali diffusero nella città il culto di Santa Teresa, contribuendo altresì alla raccolta di fondi per finanziare la “ricostruzione“ del Monastero delle clarisse distrutto e abbandonato nel 1495. Alcuni documenti rinvenuti nell’Archivio di Stato di Taranto, evidenziano che nel 1673 i padri carmelitani/teresiani erano intenti a ricostruire il convento saccheggiato e in rovina e si apprestavano altresì a edificare la chiesa, a confine con il lato est e con accesso diretto nel chiostro, con l’altare posto a sud. Dopo appena 8 anni, nel 1681 i Padri si trasferirono nel rinnovato Convento con annessa Chiesa. A inizio del 1600 erano operativi a Taranto i Padri di S. Giovanni di Dio, i “Fatebenefratelli” dediti ad alleviare i malati e i meno abbienti. Nel 1808 a seguito della soppressione degli Ordini Monastici voluta da Napoleone, il complesso conventuale fu trasformato in Ospedale Civile e Militare. Successivamente nel 1824 i beni monastici ed ecclesiali, a seguito del ripristino degli ordini religiosi, tornarono sotto la gestione della Chiesa con la gestione del complesso Ospedaliero affidata ai Padri di S. Giovanni di Dio. Oggi la struttura ospita il nuovo Dipartimento di Salute Mentale.

#### Monastero di Santa Maria della Giustizia
Il monastero di Santa Maria della Giustizia costituisce uno tra i monumenti medioevali di maggior interesse di Taranto. Sorge nei pressi del fiume Tara. L'attuale struttura sorse sul sito concesso nel 1119 da Costanza di Francia e Boemondo II all'egumeno Giovanni, abate del Monastero di rito greco di San Pietro in Isola, per realizzarvi una domus a uso del monastero stesso e dei pellegrini. La struttura venne ampliata a partire dal XIV secolo, per poi essere affidata agli Olivetani nel 1482, i quali vi praticarono l'agricoltura e l'allevamento sfruttando le risorse del fiume e del vicino mare Ionio. Nella chiesa in stile angioino e negli ambienti monastici si conservano affreschi del XVI e XVIII secolo. A causa proprio della sua vicinanza al mare, subì frequentemente assalti e saccheggi da parte dei Saraceni, che nel 1594 diedero alle fiamme gran parte del monastero. Nel 1725 i monaci lasciarono il monastero per trasferirsi a Taranto. Negli anni ottanta, il monastero fu assegnato dal Demanio dello Stato alla Soprintendenza Archeologica della Puglia che ne ha consentito il recupero. Scavi archeologici condotti in seguito, attestarono che l'area fu frequentata fin dall'epoca classica: ne sono prova le numerose tombe rinvenute, scavate nella roccia e rilavorate, probabilmente per la realizzazione di una salina.

#### Convento dei Battendieri
Il convento dei Battendieri è un'antica struttura monastica sita nei pressi del Mar Piccolo. A partire dagli anni '30 del XVI secolo, i frati cappuccini avevano edificato un convento "in loco veteri Cappuccinorum" nella zona del Galeso, ma lo abbandonarono a causa dell'impaludamento del corso d'acqua. Nel 1597, quindi, edificarono questo nuovo edificio lungo il fiume Cervaro nei pressi, si suppone, di un tempio dedicato a Diana, variante romana di Artemide e dea della caccia. I frati erano perlopiù dediti alla follatura della lana. L'edificio, che sorge su un terreno donato dal nobile Francesco Marrese, divenne quindi masseria privata nel 1867. A circa un chilometro è presente l'oasi del WWF di Palude La Vela.

### Architetture civili

#### Ponti

##### Ponte Porta Napoli (o Ponte di Pietra)

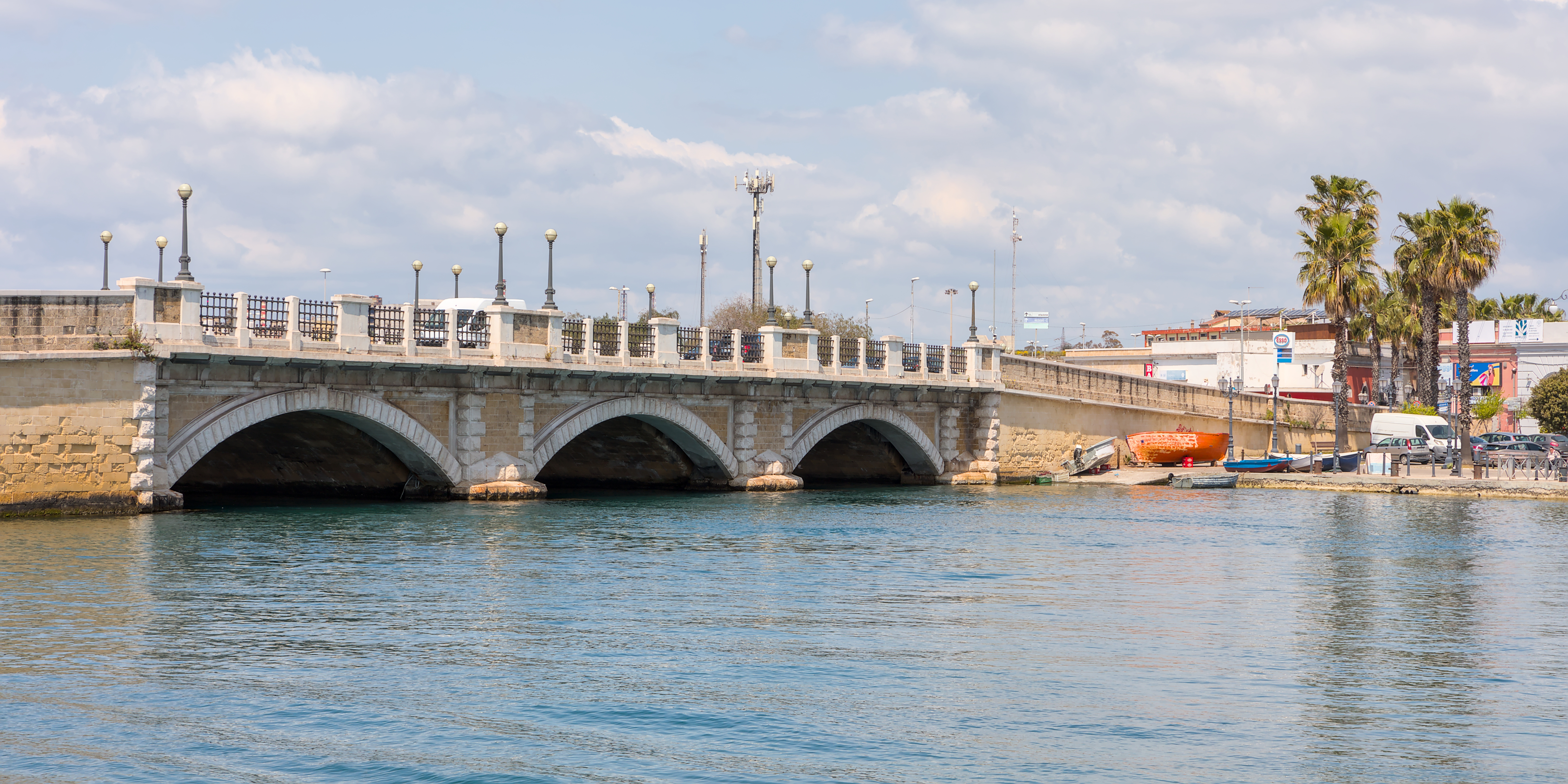
Il Ponte di Porta Napoli.

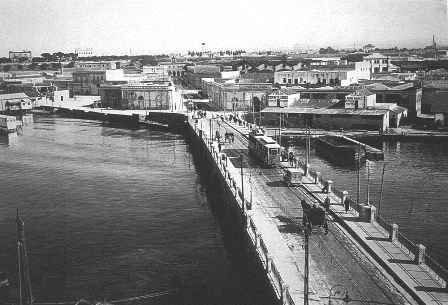
Foto storica del Ponte di Pietra, conosciuto anche come Ponte Porta Napoli.

Il Ponte di Porta Napoli (o Ponte di Pietra) di Taranto è la struttura in pietra che sovrasta il canale naturale a nord-ovest della città. Lungo 115 metri e largo 16 metri, con tre sole arcate, è dedicato a Sant’Egidio da Taranto (fedele seguace della regola francescana). L’odierno ponte fu costruito nel 1883, dopo un’alluvione che distrusse il ponte di sette arcate costruito nel X secolo per volere di Niceforo II Foca, utilizzando anche materiali provenienti dal precedente. Il mare si elevò per circa tre metri entrando in tutte le case della città vecchia, l’innalzamento delle acque determinò il crollo del ponte e subito dopo l’alluvione, per collegare l’isola alla terraferma, fu costruito un ponte di legno provvisorio. L’antico ponte, per meglio proteggere la città dalle frequenti incursioni esterne, era stato fortificato nel 1404 con la costruzione sulla Piazza Grande, ora Piazza Fontana, di una torre e della “Cittadella”, un grosso mastio quadrato cinto di mura e fiancheggiato da due torrioni.

##### Ponte San Francesco Da Paola (o Ponte Girevole) e canale navigabile

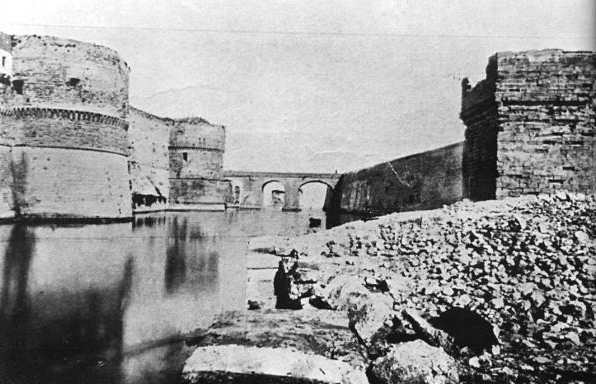
L'antico ponte di Porta Lecce.

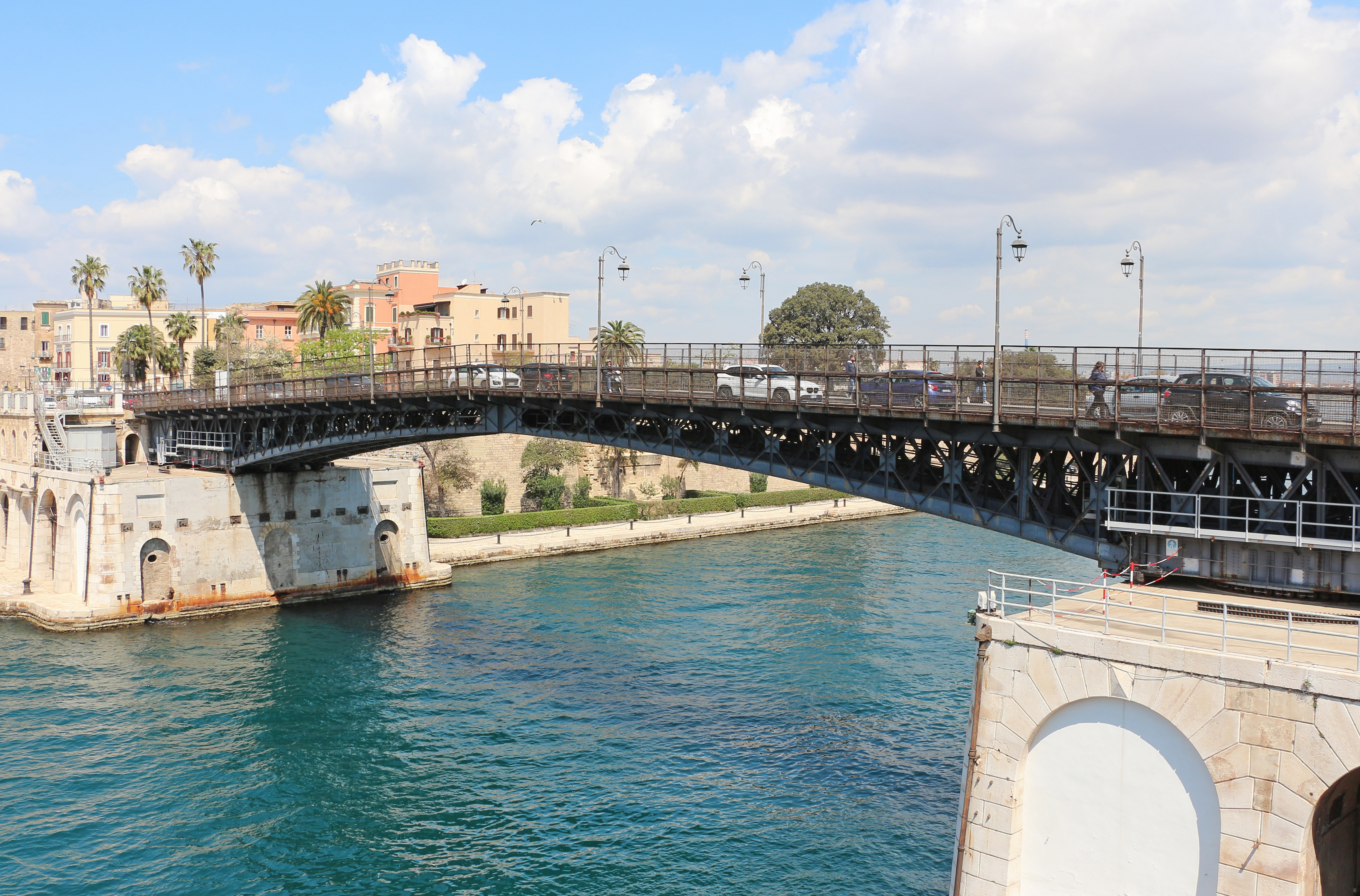
Vista dal lato del centro della città, il Ponte San Francesco Da Paola (detto Ponte Girevole).

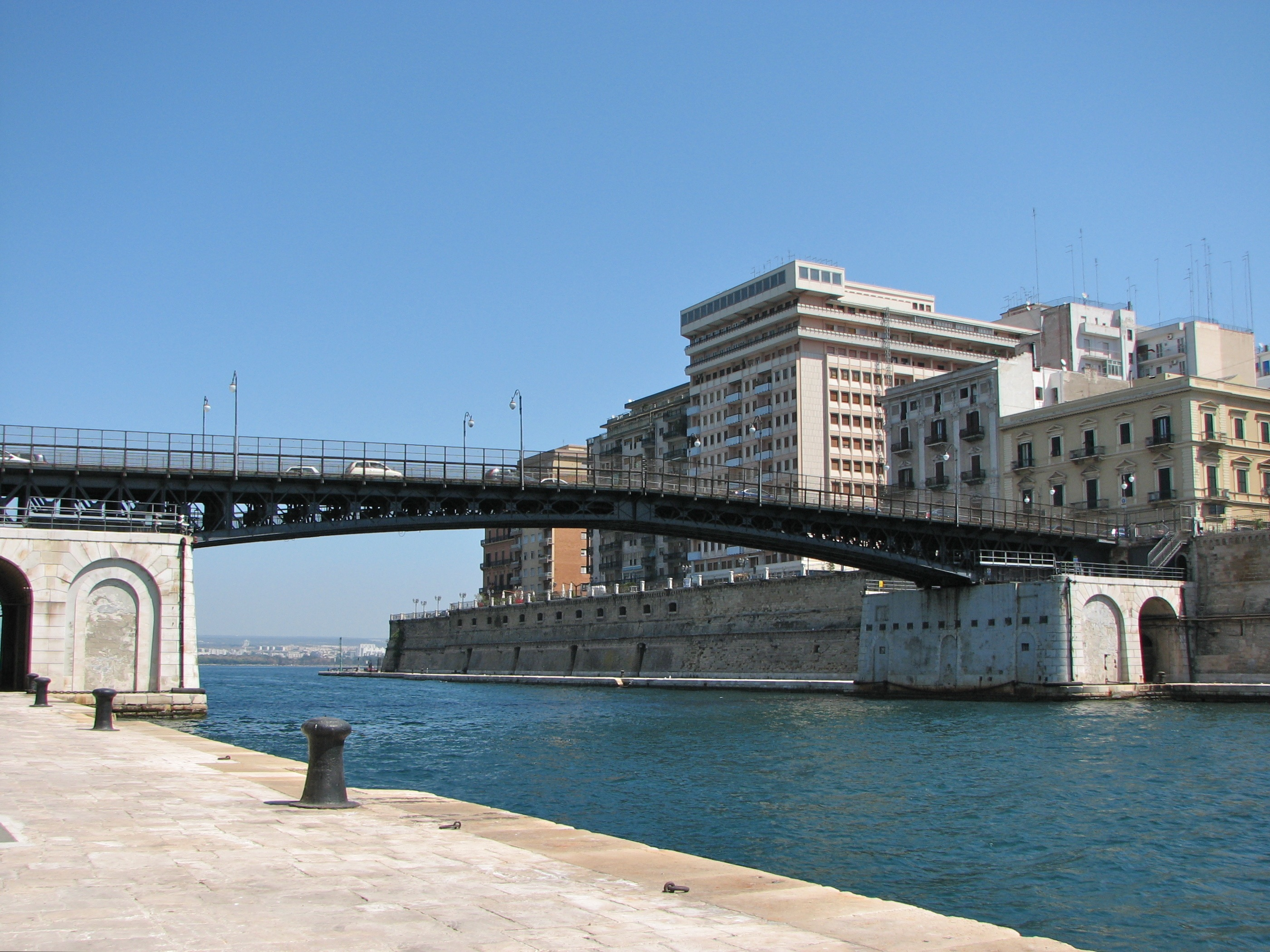
Vista dal lato del Castello Aragonese (città vecchia), il Ponte San Francesco Da Paola (detto Ponte Girevole).

In diverse epoche i popoli al potere realizzarono nel luogo dell’attuale canale navigabile dei fossati per rafforzare la difesa di quella che era definita “Porta Lecce”. Nel 1481 Ferdinando I d'Aragona, vedendosi minacciato dai Turchi, realizza un canale detto ‘Fosso’, rafforzando le difese della città. Filippo II, successivamente, incrementò l’ampiezza del canale e lo rese effettivamente navigabile. Il passaggio tra la Città vecchia e la sponda a Sud era garantito tramite una struttura mobile in legno, ovvero tramite un 'ponte' smontabile in caso di attacco. La scarsa manutenzione, portò ben presto al riempimento di materiale sabbioso del canale. Per la sua riapertura, si deve attendere il 1755, con l’intervento di Carlo II. Ferdinando I di Borbone migliorò ancora le condizioni del Canale riattivato e nella parte nord fece costruire un ponte, questa volta in muratura, denominandolo “Ponte di Porta Lecce”. Dopo l’Unificazione d'Italia, iniziò lo studio della rada del Mar Piccolo, al fine della costruzione dell’Arsenale della Regia Marina Militare. Venne valutata l’opportunità di ingrandire il Canale, per consentire il passaggio delle Navi da Guerra, favorendone il riparo nella naturale ansa del Golfo di Taranto. Pertanto, nel 1885 il vecchio “Ponte di Porta Lecce” fu demolito. Fu realizzato il miglioramento definitivo del Canale Navigabile, portandolo a una lunghezza di 400 metri, una larghezza di circa 70 e una profondità di 12. Fu quindi avviata la costruzione del Ponte Girevole, un’opera di ingegneria meccanica volta a consentire e controllare il passaggio delle grandi navi da guerra e a unire (o all’occorrenza, separare) il borgo antico con il borgo nuovo. Costruito dall’Impresa industriale italiana di costruzioni metalliche di Alfredo Cottrau, su progetto dell'Ing. Messina, era originariamente costituito da un grande arco a sesto ribassato in legno e metallo, diviso in due braccia che giravano indipendentemente l’una dall’altra attorno a un perno verticale posto su uno spallone. Il funzionamento avveniva grazie a turbine idrauliche alimentate da un grande serbatoio posto sul Castello Aragonese. L’inaugurazione del Ponte avvenne il 22 maggio 1887, per opera dell’ammiraglio Ferdinando Acton.
Il Ponte e il Canale sono stati oggetto di numerosi restauri. Nel 1957 il funzionamento di tipo 'idraulico' fu sostituito con un funzionamento di tipo elettrico, ma mantenendo di fatto inalterati i principi ingegneristici. Il nuovo ponte fu inaugurato dal presidente della Repubblica Giovanni Gronchi il 10 marzo 1958, e venne intitolato a San Francesco da Paola, protettore delle genti di mare.

##### Ponte Punta Penna Pizzone

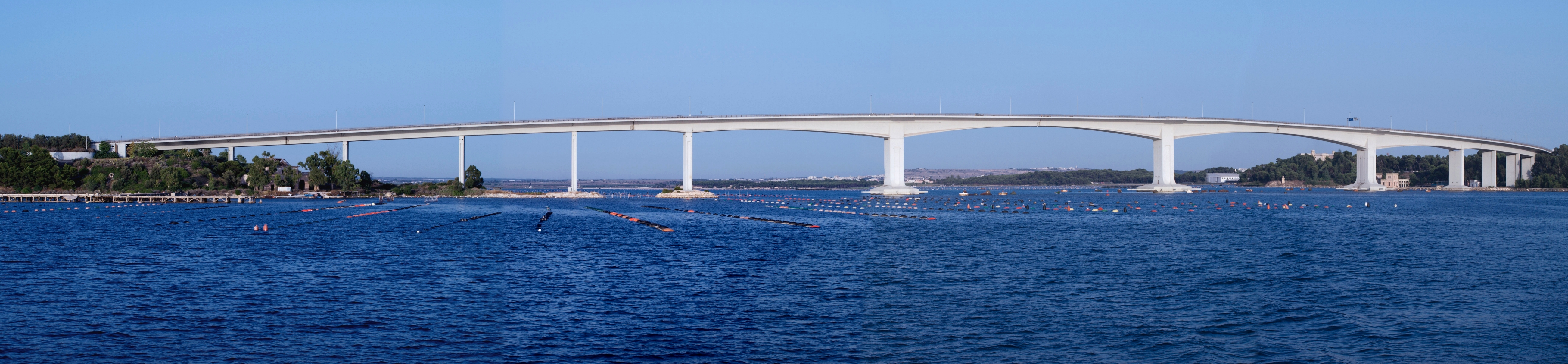
Il Ponte Punta Penna, il ponte che divide i seni del Mar Piccolo.

Il Ponte Punta Penna Pizzone, conosciuto anche come Ponte Aldo Moro, è la struttura che congiunge Punta Penna con Punta Pizzone, nel punto in cui un restringimento naturale crea i due seni del Mar Piccolo. Inaugurato il 30 luglio 1977, è lungo 1.909 metri e raggiunge l'altezza di 45 metri sul livello del mare. Fu realizzato in calcestruzzo precompresso su progetto dell'ing. Giorgio Belloni, e costò all'epoca quasi 26 miliardi di lire per la sola realizzazione, più altri 15 miliardi di lire per l'esecuzione dei lavori di viabilità secondaria. La necessità di questa grande opera di ingegneria sorse alla fine degli anni sessanta, per sopperire ai problemi derivanti dal crescente traffico veicolare e dall'espansione urbanistica di Taranto. Rappresenta un determinante strumento viario per la città, in quanto permette un rapido collegamento delle periferie più a nord con quelle più a sud, soprattutto durante le procedure di apertura del Ponte Girevole per consentire il passaggio delle grandi navi militari, periodo in cui Taranto resta letteralmente divisa in due.
Il ponte, dedicato nel 2008 allo statista pugliese prematuramente scomparso Aldo Moro, è tra i più lunghi d'Europa e il più lungo ponte sull'acqua d'Italia.

#### Edifici Civili e Palazzi Nobiliari
- Palazzo Amati
- Palazzo degli Uffici
- Palazzo Arcivescovile
- Palazzo Baffi
- Palazzo Catapano

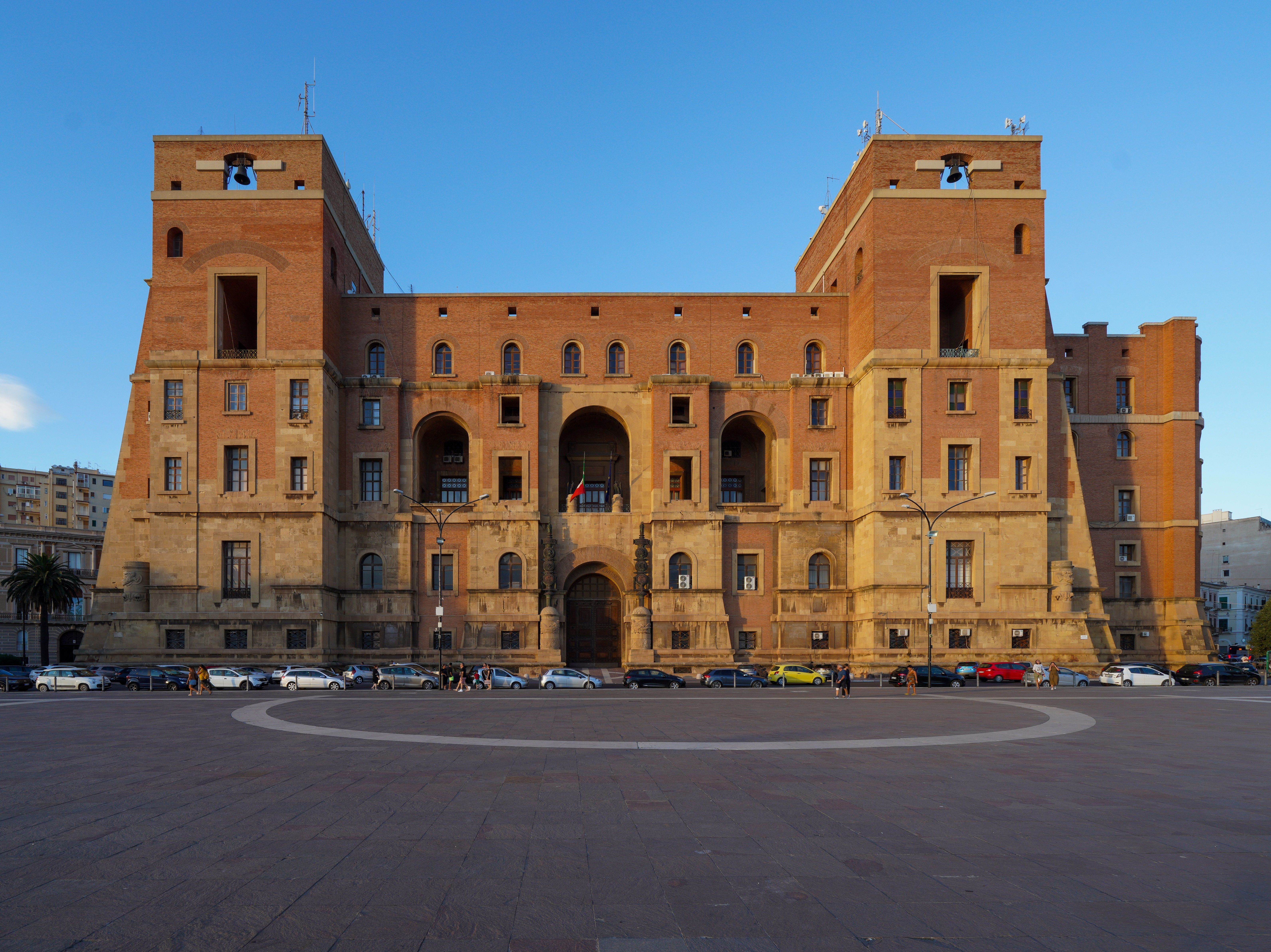
Il palazzo del Governo.

- Palazzo d’Ayala Valva (Borgo Antico)
- Palazzo d’Ayala Valva (Borgo Nuovo)
- Palazzo de Beaumont Bonelli
- Palazzo Carducci - Artenisio
- Palazzo di Città
- Palazzo Ciura
- Palazzo D’Aquino
- Palazzo D’Amati
- Palazzo Delli Ponti
- Palazzo Fornaro
- Palazzo Frisini
- Palazzo Galeota
- Palazzo Galizia
- Palazzo Gallo
- Palazzo Gennarini
- Palazzo del Governo
- Palazzo Latagliata
- Palazzo Magnini
- Palazzo Mannarini
- Palazzo Monticelli
- Palazzo Pantaleo
- Palazzo delle Poste
- Palazzo Santacroce
- Palazzo Santamato
- Palazzo Savino Amelio
- Palazzo Spartera
- Palazzo Stola
- Palazzo Troilo
- Palazzo Ulmo
- Palazzo Visconti
- Palazzo Zigrino
- Torre dell’Orologio
- Torre del Gallo

### Architetture militari

#### Castello Aragonese (o Castel Sant'Angelo)

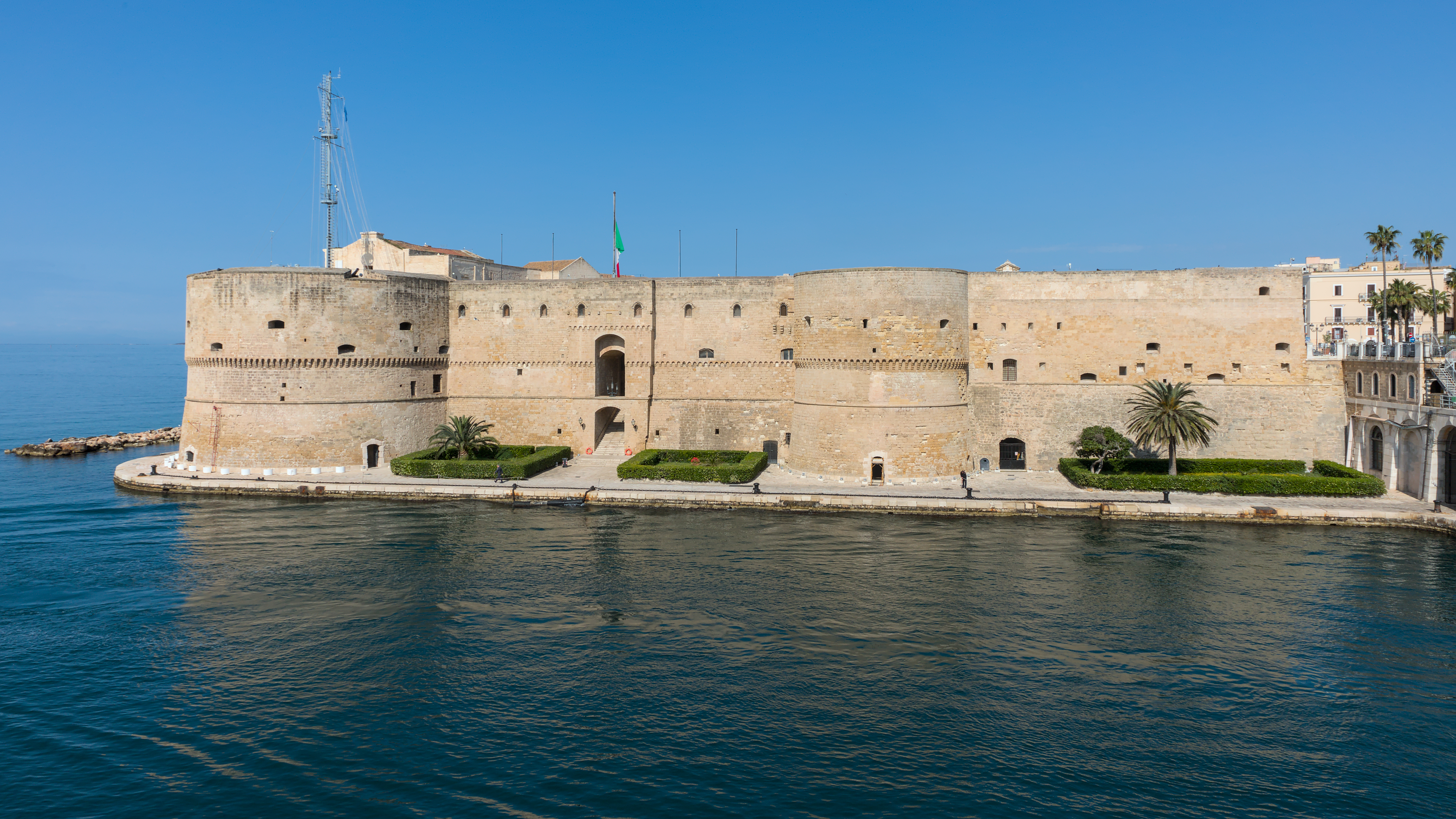
Il Castello Aragonese.

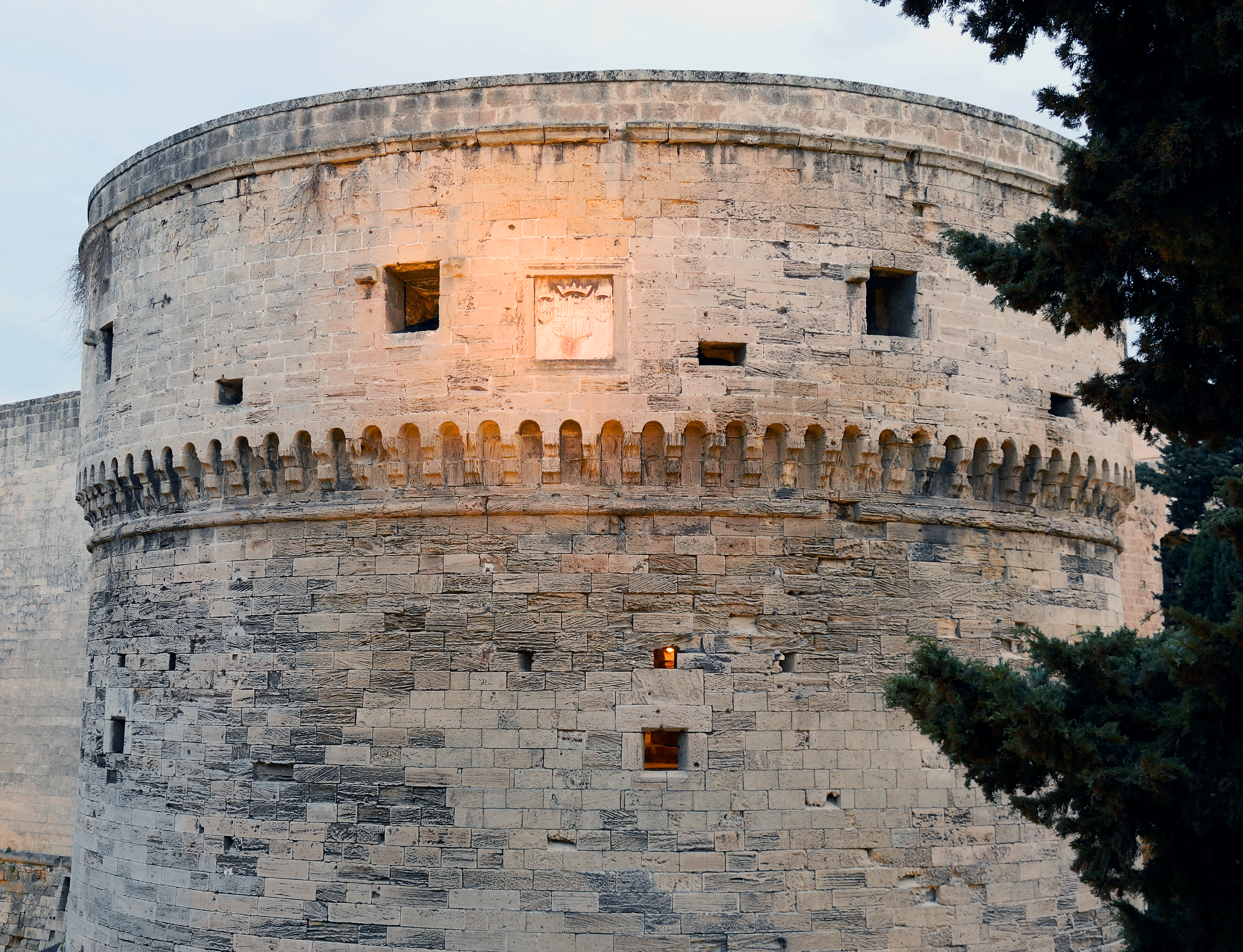
Torre dell'Annunziata, Castello Aragonese.

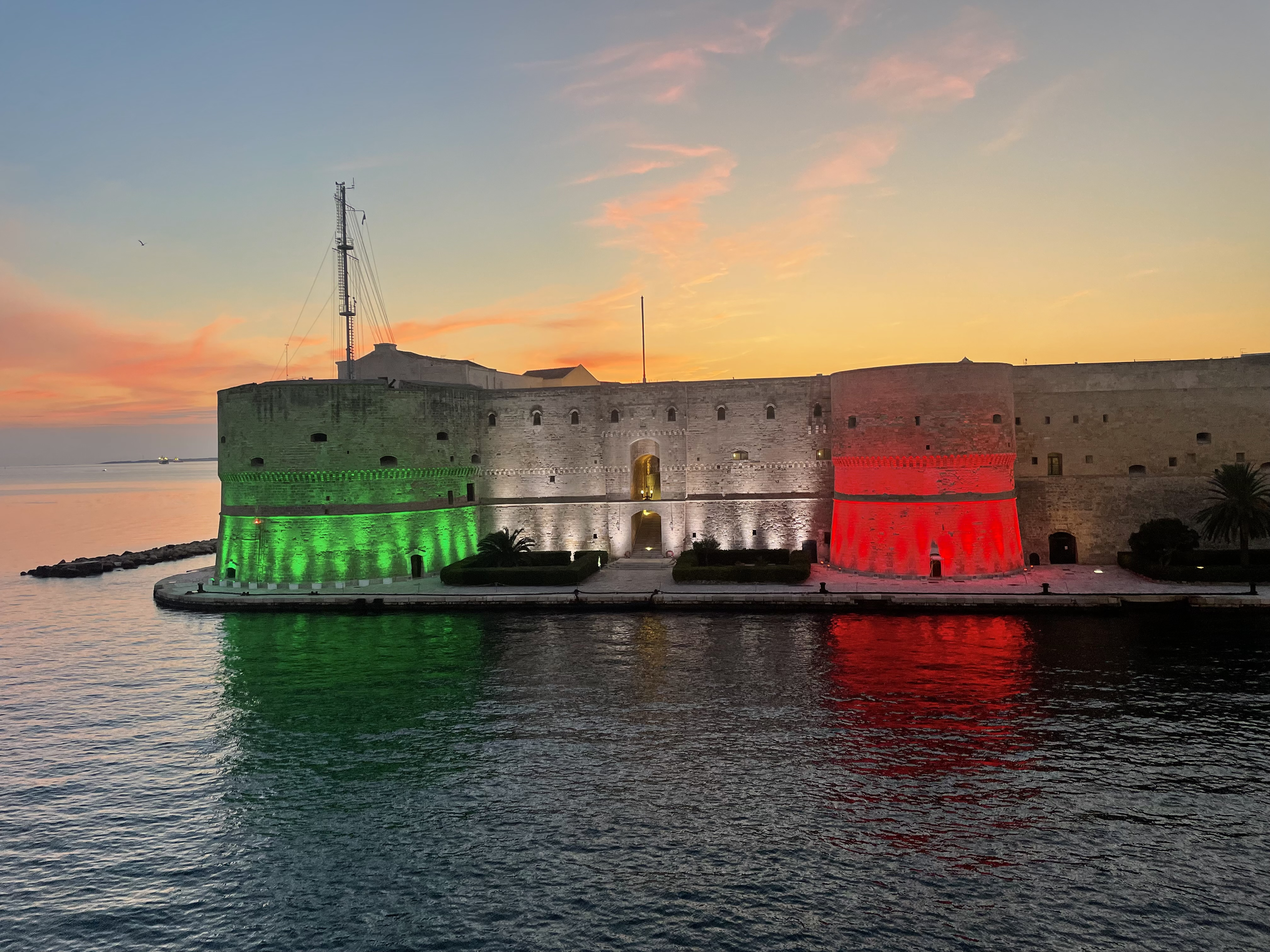
Il Castello Aragonese di Taranto al tramonto.

Il Castel Sant’Angelo, è ubicato vicino ad un'antica depressione naturale del banco di roccia sopra cui sorge il borgo antico della città e consiste in una ricostruzione Aragonese di una precedente fortezza normanno-sveva-angioina costruita nello stesso punto, ma avente caratteristiche molto diverse poiché era un tipico castello medievale con numerose torri alte e sottili costruito sopra una precedente fortificazione bizantina che aveva le fondamenta poggiate su strutture risalenti al periodo greco (IV-III secolo a.C.). Il miglioramento dell'artiglieria nel XV secolo, rese i castelli medievali obsoleti poiché le loro sottili mura non potevano più resistere contro i cannoni degli attaccanti né permettere il loro uso da parte dei difensori. La conquista di Otranto da parte dei turchi nel 1480 dimostrò chiaramente che questo tipo di fortificazione era ormai inadeguato. Il re di Napoli, Ferdinando I d'Aragona, decise pertanto di rinforzare le difese costiere del reame. In questo contesto, tra il 1487 e il 1492, il Castello di Taranto fu ricostruito seguendo forse lo specifico progetto del grande architetto senese Francesco di Giorgio. Il nuovo castello aveva una forma che ricordava vagamente quella di uno scorpione, con cinque torri rotonde ubicate agli spigoli della costruzione. Queste torri più basse e più larghe delle precedenti, ricevettero il nome di San Cristoforo, San Lorenzo e Sant'Angelo per le tre di fronte l'attuale canale navigabile, mentre le due dal lato del borgo antico furono chiamate Annunziata e Bandiera. Torri e mura erano della stessa altezza, 21 metri, e quasi dello stesso spessore, circa 8 metri; tutte le torri avevano un diametro di 18 metri eccetto San Cristoforo che era 10 metri più larga. Verso il Mar Grande, in accordo con il probabile progetto di Francesco di Giorgio, fu aggiunto nel 1491, un puntone triangolare, (vero prototipo del bastione del XVI secolo, erroneamente chiamato rivellino), per rinforzare la cortina meridionale e migliorare la capacità di difesa di fiancheggiamento dell'accesso al fossato che fu ampliato sino a collegare il Mar Grande con il Mar Piccolo. Le fortificazioni del XV secolo ebbero elevate qualità estetiche, ma una validità militare piuttosto effimera a causa del rapido progresso dell'artiglieria. Gli spagnoli, che succedettero agli Aragonesi nel 1502, ampliarono le piattaforme sommitali per facilitare il movimento e uso dell'artiglieria. Essi riempirono anche di terra molte delle gallerie intramurali e le casematte superiori delle torri per rinforzarle e per ottenere postazioni per l'artiglieria sulla sommità delle torri. Nonostante gli interventi spagnoli, la fortezza perse progressivamente validità militare e dopo aver avuto un ruolo fondamentale, in numerose battaglie, respingendo in particolare l'assalto turco nel 1594, finì per essere utilizzata come prigione e come caserma. Questa diversa utilizzazione ha portato alla frammentazione dei locali interni con la chiusura di passaggi e corridoi. In aggiunta a ciò, le aumentate esigenze residenziali unite al basso costo di intonaco e cemento, hanno portato all'uso massiccio di questi materiali per ricoprire muri e pavimenti allo scopo di migliorare le condizioni igieniche. Il castello, comunque, è rimasto sostanzialmente intatto eccetto che per la torre di Sant'Angelo, demolita nel 1883 per fare posto al ponte girevole. A partire dal 2003, la Marina Militare, custode del castello dal 1883, ha iniziato il restauro sistematico dell'interno della fortezza con l'intento di riportarla alla configurazione Aragonese e di identificare le precedenti strutture greche, bizantine, normanne, svevo-angioine. Il restauro interno, effettuato dal personale della Marina Militare, sotto la supervisione della locale Sovrintendenza ai beni Architettonici, consiste essenzialmente nella rimozione dell'intonaco e cemento per riportare alla luce le superfici originarie di mura e pavimenti nella riapertura di corridoi, locali e passaggi, per ristabilire la permeabilità del castello e la funzionalità dei vari elementi difensivi. Durante queste attività sono state scavate grandi quantità di terra in collaborazione con l'Università di Bari, sotto la supervisione della Sovrintendenza ai beni Archeologici, portando alla scoperta di numerosi reperti dei diversi periodi che abbracciano quasi tremila anni di storia.

#### Fortezza de Laclos
La Fortezza de Laclos è una fortificazione fatta edificare sull'Isola di San Paolo per volontà di Napoleone Bonaparte alla fine del Settecento. L'Imperatore la volle per la protezione della città di Taranto, quando decise di farne uno dei suoi avamposti nel mar Mediterraneo. A condurla fu il generale d'artiglieria Pierre Choderlos de Laclos, che restò qui sepolto dal 1803 al 1814, anno in cui si pensa che le sue spoglie siano state gettate in mare per odio nei confronti dei francesi. La fortezza rappresenta ancora oggi un pregevole esempio di architettura militare del passato, molto importante anche dal punto di vista paleontologico per la presenza di resti fossili osservabili nei blocchi di calcare con cui fu rivestita la struttura.

#### Monumento al Marinaio

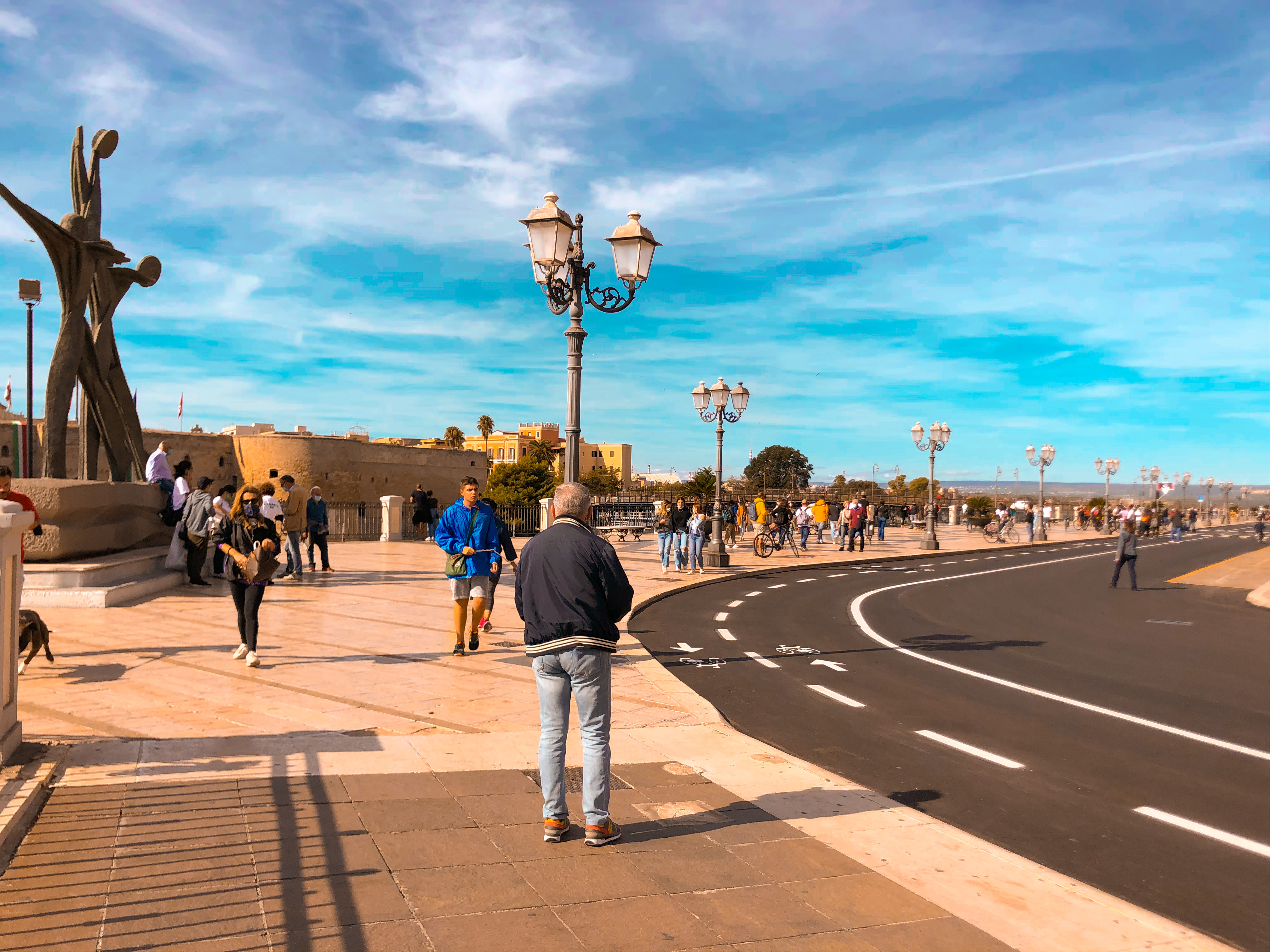
Sulla sinistra, il Monumento al Marinaio su Corso Due Mari.

Il Monumento al Marinaio è uno dei monumenti del Borgo Nuovo della città. Dedicato ai marinai della Marina Militare Italiana, fu realizzato in bronzo sul corso Due Mari dallo scultore Vittorio Di Cobertaldo nel 1974, per volontà dell'ammiraglio Angelo Iachino, comandante della flotta di stanza a Taranto durante la seconda guerra mondiale, che volle far dono dell'opera alla città che fu teatro della famosa "Notte di Taranto". La scultura, che è alta circa sette metri e poggia su un piedistallo, raffigura due marinai nell'atto di salutare le imbarcazioni che si accingono ad attraversare il canale navigabile che collega il Mar Grande con il Mar Piccolo, levando verso l'alto il tipico berretto con la mano destra. L'opera si integra con l'antica ringhiera del corso Due Mari sulla quale è impressa una stella a cinque punte e lo stemma della Regia Marina, e vuole esprimere il legame tra la città e i marinai della Marina Militare. Lo scultore che ha realizzato l'ingrandimento dal bozzetto dell'artista Di Cobertaldo, per la realizzazione della fusione in bronzo è stato Paolo Bosio, il lavoro è stato poi fuso nelle Fonderia Catani a Roma, prima di essere trasportato presso il porto di Taranto.

#### Monumento ai Caduti

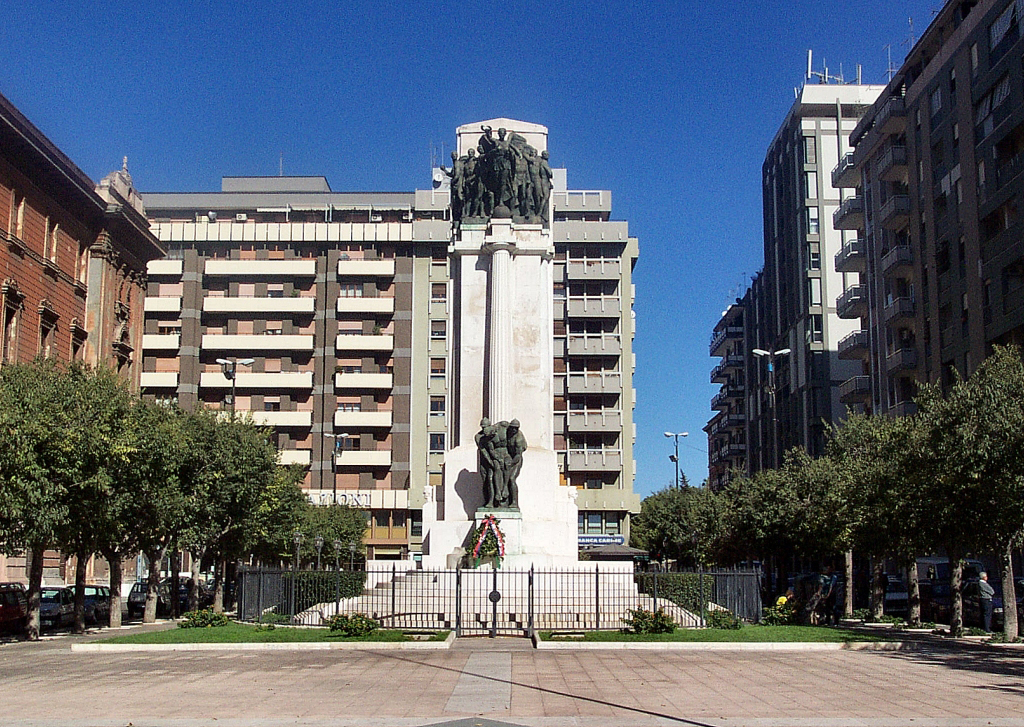
Monumento ai caduti in Piazza della Vittoria a Taranto.

Il Monumento ai Caduti, che troneggia al centro di Piazza della Vittoria, è frutto del lavoro del pittore e scultore tarantino Francesco Paolo Como, che ideò e disegnò questa imponente opera che egli stesso realizzò. La struttura portante, la colonna, è in pietra calcarea dai colori chiari, e su di essa staccano tre opere bronzee. Sul lato rivolto a Via d’Aquino, la prima scultura che rappresenta due soldati che sorreggono un ferito; sul lato opposto, quello rivolto a Corso Umberto I, un soldato nell’atto di scagliare in volo un’aquila, per questo chiamato Aquilifero; sulla sommità della colonna, infine, un gruppo rappresentante dei soldati con Atena, la dea della guerra nei suoi aspetti più nobili, e Vittoria, la dea della vittoria in battaglia. Ai lati due portoni in bronzo, con lavorazione a grata, ai cui lati presentano due colonne squadrate con alla sommità la scultura del capo di due guardie, ricordate anche dalla presenza, come fossero impugnati, di due gladi al centro delle stesse colonne. Il monumento è poi completato da alcune lapidi in cui sono riportati i nomi dei caduti durante la prima guerra mondiale e un'iscrizione che recita: “Forti nella vita | Epici nella morte | Nella storia eterni | Taranto Madre”. L’opera ebbe la sua inaugurazione nel novembre del 1930, con la presenza di re Vittorio Emanuele III, cerimonia alla quale l’autore non poté partecipare in quanto inviso, per il suo impegno repubblicano, alle gerarchie fasciste locali. Il completamento però avvenne, con l’inserimento del gruppo aquilifero dedicato alla Marina Militare, avvenne solo nel 1953.

#### Altre Architetture Militari
- Arsenale Marittimo di Taranto
- Monumento ai Caduti sotto i bombardamenti

### Siti archeologici

#### Principali siti archeologici
- Tempio Dorico
- Colonna Romana di Porta Lecce
- Parco Archeologico di Saturo
- Parco Archeologico delle Mura Greche
- Parco Archeologico di Collepasso
- Parco Archeologico delle Mura Messapiche (Manduria)
- Cripta del Redentore
- Acquedotto del Triglio
- Necropoli (Via Marche)
- Tomba degli Atleti
- Tomba a Camera (Via Crispi)
- Tomba a Camera (Via Acton)
- Tomba a Camera (Piazza Pio XII)
- Tomba a Semicamera (Via Alto Adige)
- Tomba a Quattro Camere (Via Pasubio)
- Santuario (Via Pitagora)
- Frammenti Architettonici (Giardini Caduti sul Lavoro)
- Area Archeologica (Villa Peripato)
- Area Archeologica (Ex Convento di San Domenico)
- Portico e Struttura Muraria (Viale Virgilio)
- Cinta Difensiva (Via Emilia)
- Cinta Difensiva e Necropoli (Zona Solito/Corvisea)
- Mura Greche (Borgo Antico)
- Fornace (Corso Annibale)
- Villa Romana e Necropoli (Circummarpiccolo)
- Villa Romana (Saturo)
- Villa Romana (Viale Virgilio)

#### Tempio Dorico

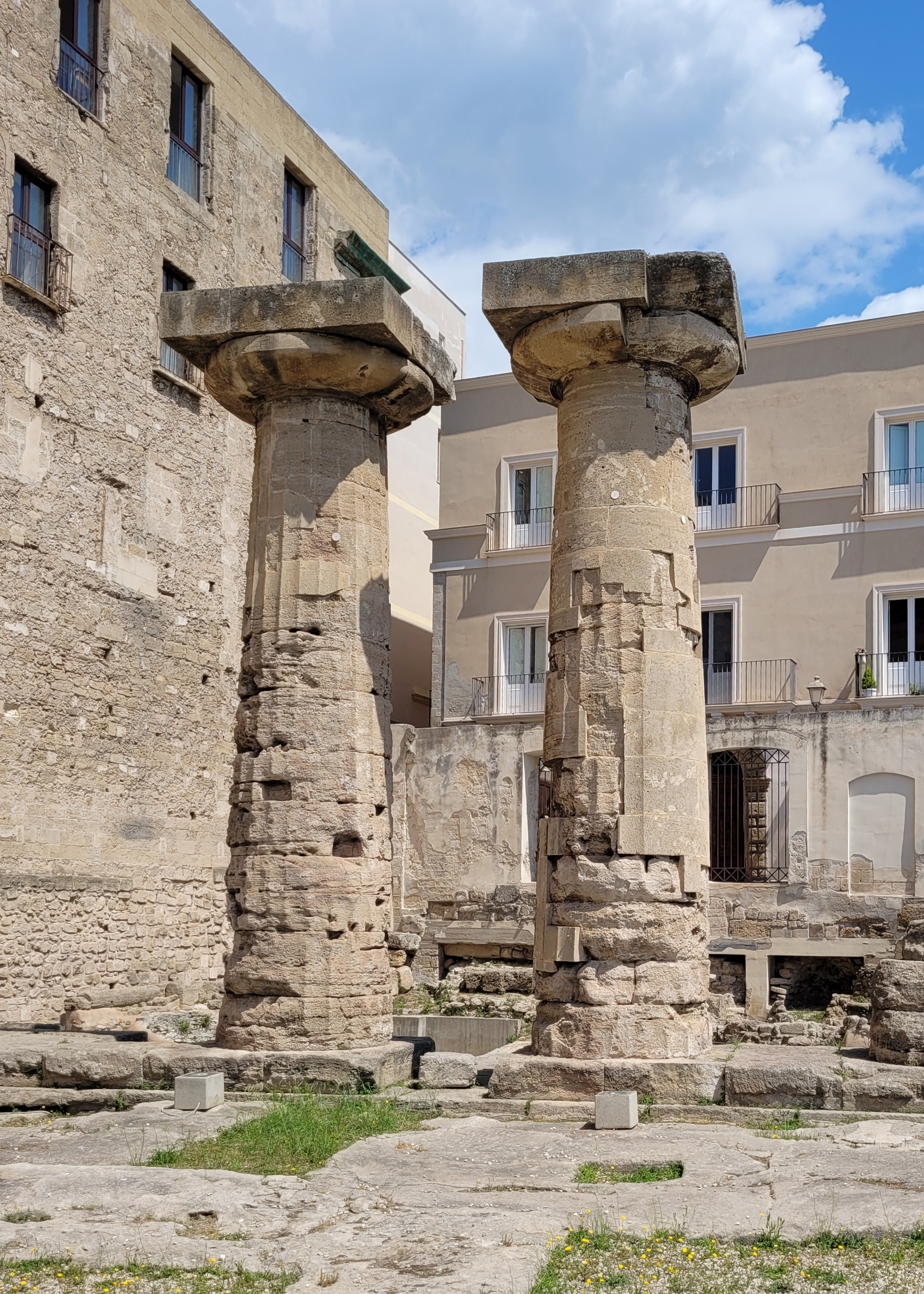
Colonne del Tempio Dorico.

Il Tempio di Poseidone (o Tempio Dorico) è un tempio periptero di ordine dorico situato nella odierna piazza Castello nel centro storico di Taranto. Risulta essere il tempio più antico della Magna Grecia. Le 2 colonne di ordine dorico rimaste a testimonianza dell'antico tempio magno-greco, più una base con 3 tamburi o rocchi, furono realizzate in carparo locale ricavato dalla stessa acropoli, e rappresentano il lato lungo della "peristasis" del tempio, i cui resti sono stati individuati nel chiostro e nelle cantine del Monastero di San Michele, che fa da sfondo ai ruderi al fianco di Palazzo di Città. Sono alte ciascuna 8,47 metri, con un diametro di 2,05 metri e un interasse di 3,72 metri: dall'osservazione dell'area della "peristasis" e dal calcolo del rapporto tra la sua ampiezza e l'interasse, si suppone che il tempio avesse il fronte rivolto verso il canale navigabile, e che fosse costituito da 6 colonne sui lati corti e da 13 sui lati lunghi. Sia il profilo del capitello sia i "rocchi", molto bassi e sovrapposti senza un perno centrale, fanno risalire i manufatti agli inizi del V secolo a.C. Tuttavia, la presenza di una piccola fossa vicino alle colonne, nonché le tracce presenti ai bordi della stessa, fanno pensare all'esistenza di una pavimentazione e di un'alzata in legno appartenenti a un primo edificio di culto, in mattoni crudi e materiale deperibile, costruito alla fine dell'VIII secolo a.C. dai primi coloni spartani. I ruderi del tempio erano inglobati nella chiesa della SS. Trinità, nel cortile dell'oratorio dei Trinitari, nella casa Mastronuzzi e nel convento dei Celestini. Nel 1700 erano ancora visibili dieci spezzoni di colonne, ma furono rimossi e andarono dispersi durante il rifacimento del convento nel 1729. Verso la fine dell'Ottocento, l'archeologo Luigi Viola ne studiò i resti e attribuì il tempio al culto di Poseidone, ma esso è più probabilmente da mettere in relazione con le divinità femminili di Artemide, Persefone o Hera.

#### Parco Archeologico di Saturo

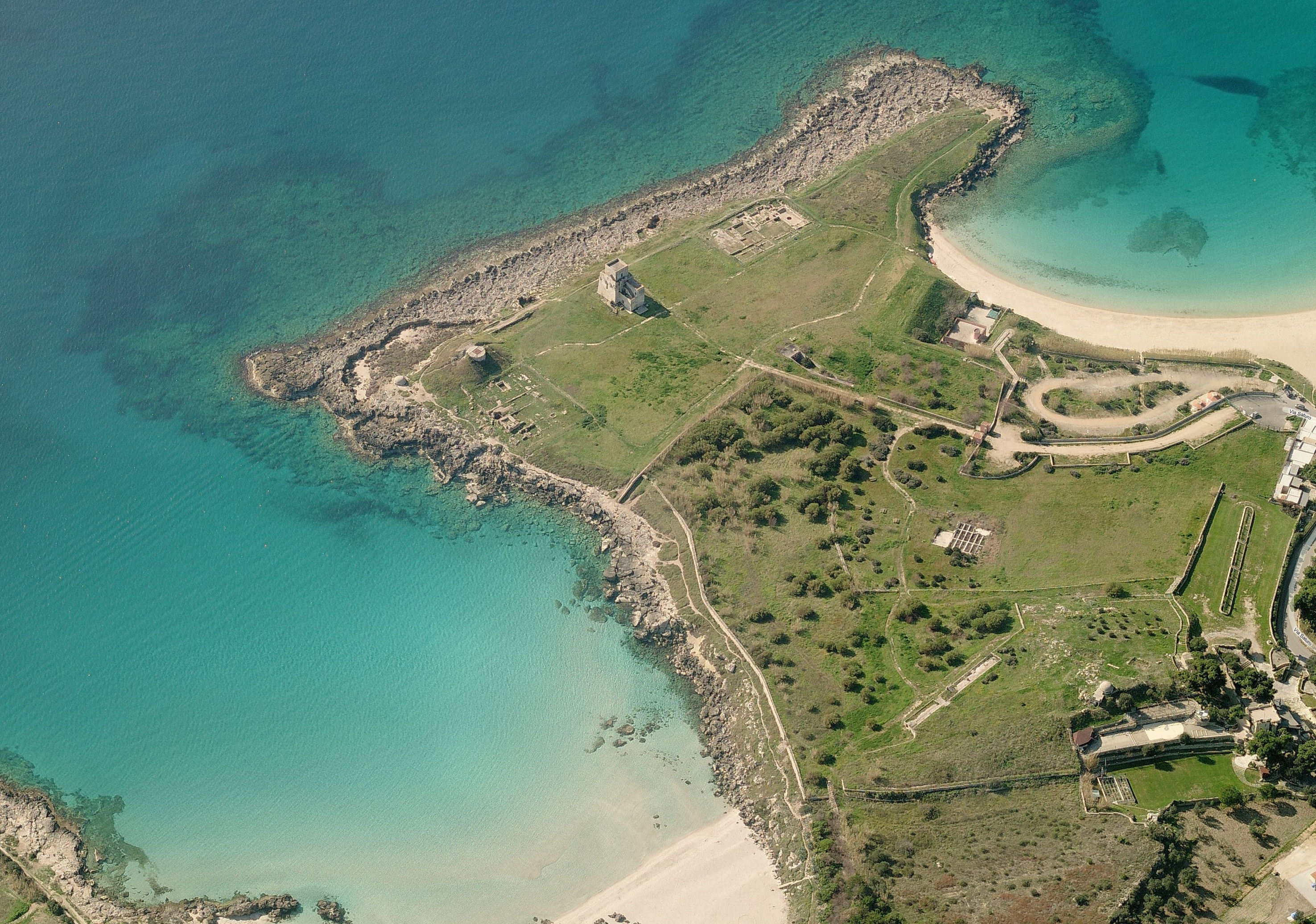
Parco Archeologico di Saturo, vista dall'alto.

Il Parco Archeologico di Saturo, di notevole valenza storica e archeologica, con reperti che vanno dal Neolitico avanzato alla civiltà greca e romana, è situato nell'omonima località in provincia di Taranto, la quale deve il suo nome alla leggenda che narra di come Taras, figlio di Poseidone, nel 2000 a.C. fondò questo insediamento dedicandolo alla madre, la ninfa Satyria. Il Parco si estende su un promontorio di grande interesse storico, naturalistico e paesaggistico, luogo di approdo degli Spartani che nel 706 a.C., guidati da Falanto fondarono la città di Taranto facendone la più grande Polis della Magna Grecia. Nel Parco è possibile visitare i Villaggi dell'Età del Bronzo e del Ferro, l'Acropoli con i resti di un santuario greco dedicato alla dea Atena, e una splendida villa costiera romana di epoca imperiale, con camere residenziali, pavimenti musivi originali e ambienti termali. Di particolare interesse anche la cisterna romana, le cave antiche, le strutture murarie sommerse, la torre di avvistamento del XV secolo e le varie costruzioni realizzate durante la seconda guerra mondiale.

#### Parco Archeologico di Collepasso
L’area di Collepasso, ad ovest dell’omonima masseria, corrisponde al settore nord-orientale del centro antico, che coincide ancora oggi con un quartiere periferico di recente urbanizzazione: si tratta di una vera e propria “isola” risparmiata dall’invadente espansione edilizia in quanto area demaniale, per altro contigua a zone militari. Nel corso della campagna di scavo effettuata nel 1987, furono messi in luce i resti del circuito murario di età greca (V secolo a.C.), che proteggeva l’abitato verso est e che raggiungeva, in questo tratto, la costa del Mar Piccolo. Le mura, conservate oggi a livello di fondazione, erano costruite con blocchi di carparo, a doppio paramento, con setti trasversali di collegamento ed emplekton (riempimento) interno, In alcuni settori si conserva anche un’assise relativa allo spiccato, messa in opera con blocchi sistemati per testa lungo la linea di euthynteria (linea per l’allineamento) tracciata sul filare di fondazione. Nella stessa zona, verso l’interno della città, sono conservati diversi nuclei di sepolture inquadrabili fra la fine del V e i primi decenni del IV secolo a.C. Si tratta di tombe con prevalente orientamento nord-sud, di tipologia varia (a sarcofago, a fossa ricavata nel banco di roccia, a fossa parzialmente rivestita di lastre calcaree), quasi sempre con controfossa. La frequentazione di età romana è documentata dalla presenza di una strada che attraversava perpendicolarmente le mura. Oltrepassando via C. Battisti. immediatamente alle spalle del Campo Mazzola, sono visibili altri resti del circuito murario, meglio noti come le mura di Solito-Corvisea, messe in luce fra il 1970 e il 1973.

#### Necropoli greco-romane
Lo studio delle necropoli scoperte nella città ha fornito agli archeologi una grande quantità di informazioni sulla società, sulla cultura, sull'arte e sul lavoro degli antichi popoli del periodo greco-romano.

I resti ritrovati, testimoniano la presenza di veri e propri rituali funerari: le sepolture avvenivano per inumazione, cioè seppellendo i defunti in posizione fetale, ma anche mediante cremazione, cioè bruciando i corpi dei defunti e conservandone le ceneri in un'urna.

All'interno delle tombe veniva deposto il corredo funerario, solitamente legato alla vita quotidiana dell'individuo, pertanto le stesse venivano corredate con utensili, vivande e gioielli, nel tentativo di imitare la casa del defunto.
Nelle Necropoli di Taranto si possono riscontrare differenti tipi di tombe:
- le "tombe a camera" e le "tombe a semicamera", adottate dalle famiglie aristocratiche, collocate all'incrocio di due vie per essere facilmente individuabili;
- le "tombe a fossa", adottate dalle famiglie plebee, scavate nella roccia e chiuse da un masso.

#### Tomba degli Atleti

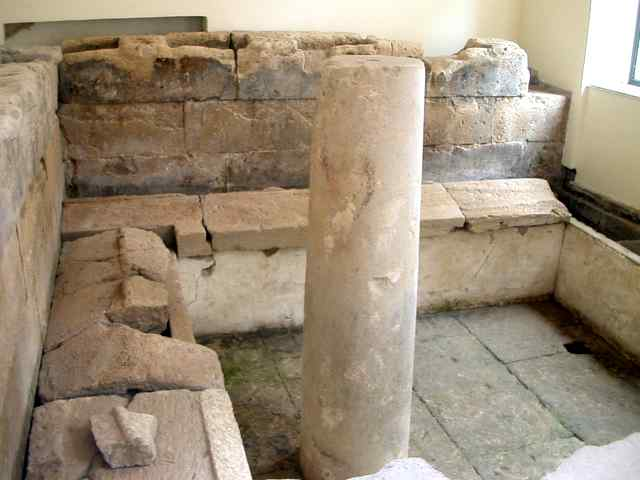
La Tomba degli Atleti

All’angolo tra via Pitagora e via Crispi è visibile una grande tomba a camera, posta in prossimità degli assi viari principali del tessuto urbano greco e ritenuta uno dei più importanti monumenti dell’architettura funeraria tarantina di età arcaica (fine VI – inizi V sec. a.C.). A pianta quadrangolare e interamente costruita e pavimentata in blocchi regolari di carparo, la struttura presentava una copertura originaria con lastroni e architravi, anch’essi in carparo, sostenuti da due colonne doriche, allineate al centro del vano. Lo spazio interno risulta organizzato sul modello dell’andròn, la sala da banchetto riservata agli uomini nella casa greca arcaica: i sette sarcofagi, uno dei quali mai utilizzato, sono disposti – come i letti conviviali (le klinai) – lungo le pareti. Nello spazio centrale sono presenti copie del ricco corredo di accompagnamento, posizionato all’esterno e all’interno dei sarcofagi. Gli oggetti, come anche la struttura tombale, alludono agli aspetti rappresentativi della cultura aristocratica tarantina: l’atletismo e il simposio. Particolare rilievo è riservato, al centro della camera funeraria, all’anfora panatenaica, premio tributato agli atleti vincitori nel corso delle gare che caratterizzavano le feste celebrate ad Atene in onore della dea Atena. Questo straordinario monumento funerario costituisce, quindi, – per dimensioni, impianto e corredo – un’evidente testimonianza dell’alto livello sociale di appartenenza degli individui sepolti, uniti in vita – come in morte – da affinità politiche, culturali e ideologiche.

#### Cripta del Redentore
La Cripta del Redentore (o della Madonna della Grotta) è una chiesa rupestre ipogea situata nella città di Taranto. Originariamente era un'antica tomba a camera romana di età imperiale situata in via Terni, collegata con un antico pozzo d'acqua sorgiva. La grotta di forma circolare del diametro di circa otto metri, le cui pareti sono decorate da affreschi di grande valore artistico risalenti agli inizi del XII secolo. La cripta faceva parte della Chiesa di Santa Maria di Murivetere, chiusa al culto nel 1578 da monsignor Lelio Brancaccio. La tradizione infatti afferma che nella cripta si celebrò il primo culto cristiano secondo la liturgia bizantina. Nel XII secolo fu corredata da affreschi di notevole bellezza tra cui il Cristo Pantocratore tra san Giovanni e la Vergine nell'abside, e sulle pareti laterali sono decorate con figure di santi San Basilio, Sant'Euplo e San Biagio.

#### Ipogei
- Ipogeo Chiostro San Domenico
- Ipogeo di Largo San Martino
- Ipogeo di Vicoletto Galeone
- Ipogeo di Palazzo Di Stani
- Ipogei di Piazza Castello
- Ipogeo di Palazzo Calò
- Ipogeo di Vico Calò
- Ipogeo di Palazzo Catapano
- Ipogeo di Piazzetta San Francesco
- Ipogeo di Via San Francesco
- Ipogeo di Palazzo Monticelli
- Ipogeo di Palazzo Baffi
- Ipogeo di Palazzo Santamato
- Ipogeo di Palazzo Stola
- Ipogeo di Palazzo Galeota
- Ipogeo di Palazzo Gennarini
- Ipogeo de Beaumont - Bellacicco
- Basilichetta Funeraria Ipogea - Palazzo Delli Ponti
- Ipogeo Marinelli - Largo Gennarini
- Ipogeo di Palazzo Delli Ponti
- Ipogeo di Via Duomo, angolo Largo Gennarini
- Ipogeo di Palazzo Fornaro
- Ipogeo di Palazzo Gallo - Nardoni
- Ipogeo di Sant’Andrea degli Armeni
- Ipogeo della Capitaneria di Porto
- Ipogeo di Palazzo Arco Paisiello
- Ipogeo di Palazzo Mannarini
- Ipogeo Giudetti
- Ipogeo del Museo Diocesano
- Ipogeo di Palazzo Amati
- Ipogeo di Palazzo Ciura
- Ipogeo di Palazzo Spartera
- Ipogeo del Bastione Carducci
- Ipogeo di Palazzo Ulmo
- Ipogeo Danese
- Ipogeo di Palazzo Galizia
- Ipogeo di Via Pentite, angolo Via Cava
- Ipogei di Via Cava
- Ipogeo di Vico Vigile
- Frantoio Normanno
- Frantoio di Via Cava
- Frantoio Medioevale
- Fornace Medioevale
- Cantiere Maggese
- Ipogeo Osservatorio Meteorologico e Geofisico Luigi Ferrajolo

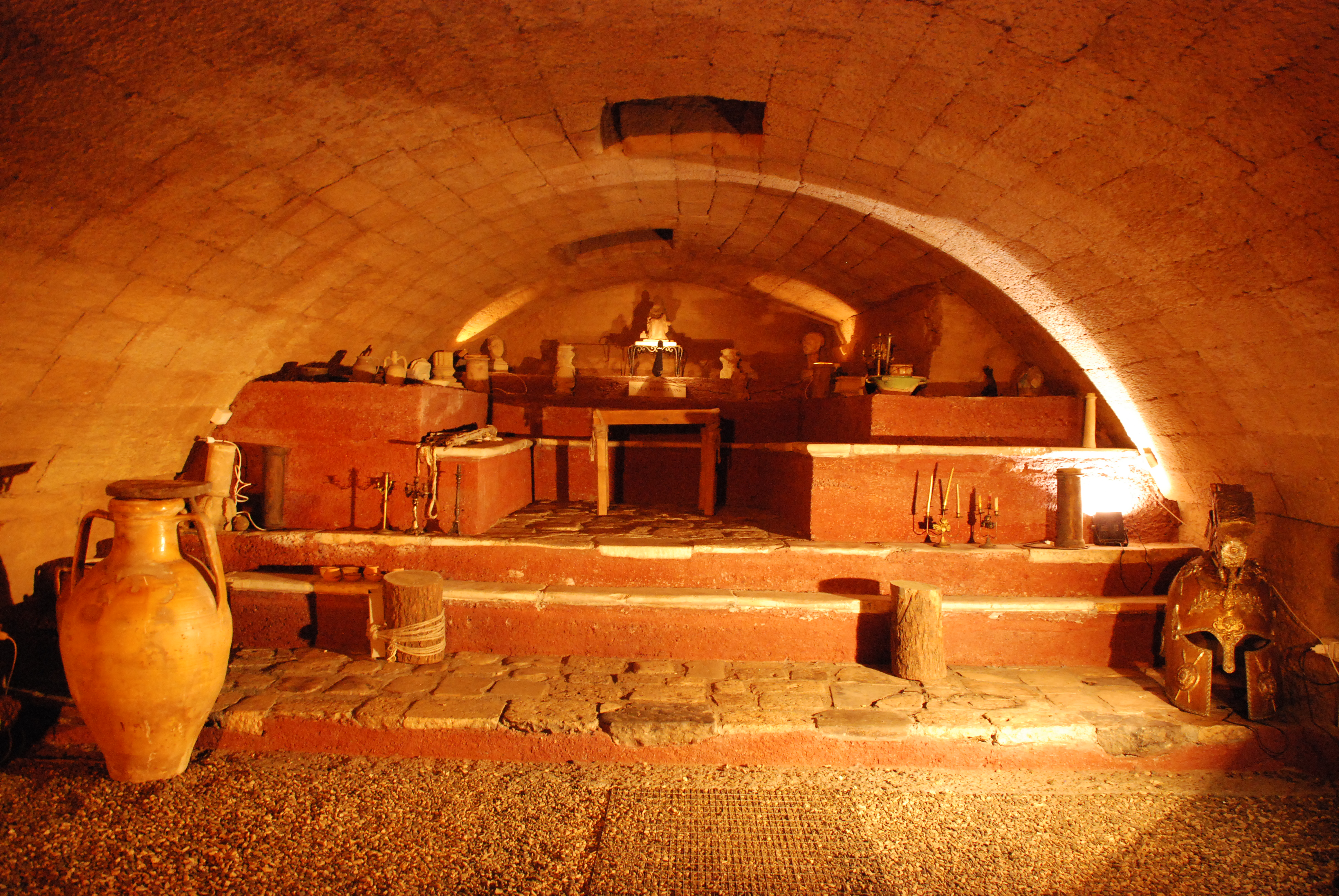
La Sala Persefone nel Museo Spartano di Taranto (Ipogeo Bellacicco).

- Ipogeo di Palazzo Zigrino
- Ambiente Rupestre - Vico Vigile
- Ipogeo di Via Cavour al Borgo
- Ipogeo di Palazzo D’Aquino
- Ipogeo di Arco Madonna del Pozzo
- Ipogeo dell’Istituto San Luigi

### Aree naturali

#### Giardini Peripato
I giardini Peripato sono un'area verde di circa 5 ettari considerati il "polmone verde" del centro di Taranto. Si tratta di un'area destinata inizialmente ad agrumeto dalle famiglie nobili tarantine e che nei primi decenni del Novecento è stata resa "Villa comunale" dal Comune di Taranto. Al suo interno sono presenti numerose rilevanze archeologiche e naturalistiche.

#### Riserva Naturale Regionale Orientale "Palude La Vela"
La Palude "La Vela" è un'area naturale protetta di proprietà demaniale a valenza naturalistico-ambientale situata sulle sponde del mar Piccolo.
L'ambiente è prevalentemente di tipo palustre, con canneto e macchia mediterranea, ampi acquitrini e zone periodicamente sommerse. L'avifauna è caratterizzata da una colonia stanziale di aironi cinerini, ma durante i mesi invernali la popolazione aumenta sensibilmente per numero e per specie: si segnalano infatti gru, cicogne, fenicotteri, volpoche, falco pescatore. Altri uccelli sia lacustri quali cigni reali, germani reali, folaghe, gabbiani reali e cormorani sia boschivi quali corvi, gazze, picchi, scriccioli, ghiandaie e i numerosi uccelli rapaci ne fanno un luogo perfetto per il birdwatching. I rettili come la tartaruga palustre, il cervone e la vipera sono comuni così come gli anfibi. I mammiferi sono costituiti da esemplari di roditori quali il topo quercino, l'arvicola, gli scoiattoli e le istrici e da altri animali quali volpi, faine, tassi, ricci e cinghiali.
La flora presenta ampi salicornieti, orchidee spontanee e pinete di pino d'Aleppo.
L'oasi funge principalmente da centro di irradiamento dell'avifauna che colonizza gradatamente le aree circostanti, ed è gestita dal WWF di Taranto, che svolge attività di divulgazione, monitoraggio e anti-bracconaggio.

### Altro

#### Il mito di Falanto
Sul lungomare del Borgo Antico, un pannello in ceramica di 140 m² raffigura la leggenda della colonizzazione greca e della successiva nascita di Taranto. L'opera realizzata dell'artista Silvana Galeone su progetto del Centro Culturale Filonide, si ispira al mito dell'eroe spartano Falanto e al responso dell'Oracolo di Delfi da lui interpellato, il quale sentenziò: «Quando vedrai piovere dal ciel sereno, conquisterai territorio e città». Falanto, vedendo piangere sua moglie Ethra, il cui nome in greco vuol dire "cielo sereno", ritenne che l'oracolo si fosse avverato, e si accinse a fondare la sua città a cui diede il nome di Saturo, località ancora esistente a pochi chilometri dalla città.

## Società

### Evoluzione demografica
Abitanti censiti

La Voce del Popolo del 7 settembre 1941 pubblicò un articolo sulla natalità nel quale si annoverava la città tra quelle più prolifiche. Veniva a tal proposito ricordata Addolorata Sangermano in Boccuni, che aveva dato alla luce il suo diciassettesimo figlio. Qualche anno prima, nel 1937, Taranto era balzata agli onori della cronaca grazie al parto plurimo di quattro gemelli di Maria Nardelli in Cardellicchio.
Nel 1993 la frazione di Statte diventa comune autonomo (lo stesso era successo per l'ex frazione di Crispiano, diventata comune autonomo nel 1919), sottraendo così circa 14 000 residenti al comune di Taranto.

### Etnie e minoranze straniere
Al 31 dicembre 2023 la popolazione straniera era di 5323 persone, pari al 2,85% dei residenti. Di seguito sono riportati i gruppi più consistenti:
- Romania 915
- Nigeria 642
- Cina 331
- Sri Lanka 317
- Bangladesh 306
- Ucraina 296
- Georgia 235
- Gambia 194
- Senegal 182
- Pakistan 181

#### Lingue e dialetti

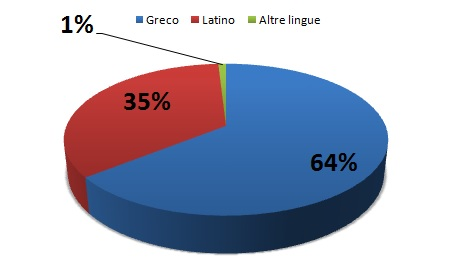
Predominanza dell'influenza della lingua greca nel dialetto tarantino secondo il Vocabolario dei dialetti salentini di Gerhard Rohlfs.

Il dialetto tarantino affonda le sue origini nell'antichità, quando il territorio era abitato dalle popolazioni messapiche. La colonizzazione dei Greci che vide affiorare Taras, non solo come città più importante della Magna Grecia, ma anche come centro culturale, poetico e teatrale, ha lasciato un notevole sostrato linguistico, sia dal punto di vista lessicale sia morfo-sintattico, nonché un particolarissimo accento che secondo gli studiosi doveva corrispondere all'antica cadenza dorica. Questi influssi sono ancora oggi notabili in parole di origine greca.
Nel corso dei secoli, la sovrapposizione al greco della lingua latina ha dato vista, durante il Medioevo, al vernacolo italoromanzo della città il quale, come qualsiasi altro idioma, ha incorporato influenze di superstrato derivanti, oltre che dal resto delle continuità italoromanze, anche da altre continuità linguistiche neolatine (come quelle galloromanze ed iberomanze) e non romanze (principalmente greco-bizantine).
Nella zona di Talsano, borgata a sud-est di Taranto, passa il confine fra i dialetti pugliesi settentrionali e quelli meridionali a cui appartengono i dialetti del Salento. Infatti è parlato qui il dialetto talsanese, che si differenzia per cadenza e pronuncia dal dialetto tarantino (v. classifica di Gerhard Rohlfs). Attualmente le differenze sono meno avvertibili, dato il notevole influsso esercitato dal tarantino cittadino, ma comunque rimane il dialetto simbolo di questa borgata. Discorso a parte merita l'isola amministrativa tarantina, sita tra i comuni di Faggiano, Pulsano, Fragagnano e Lizzano, dove viene parlato il dialetto salentino propriamente detto di variante brindisina e leccese.

### Tradizioni e folclore

#### I riti della Settimana Santa

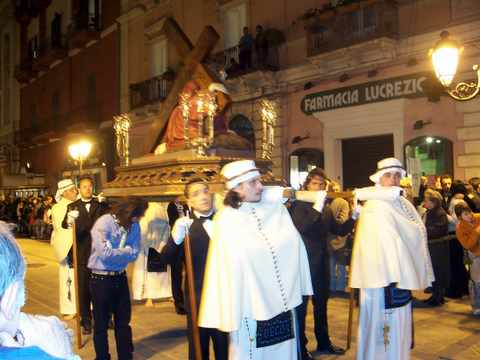
La Processione dei Misteri

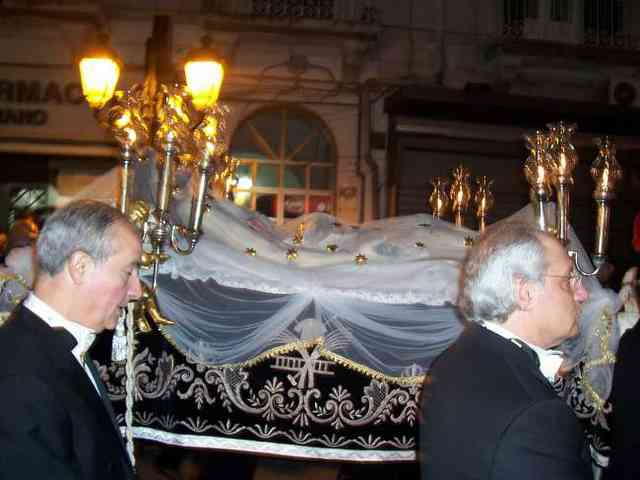
Cristo morto Taranto

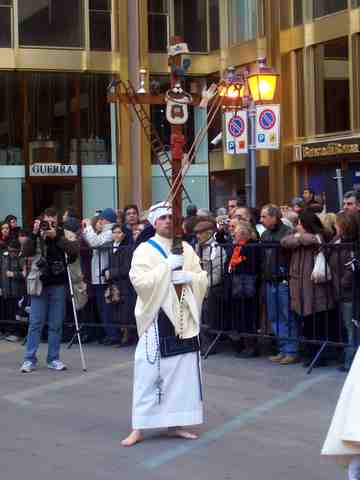
Croce dei misteri Taranto

I riti della Settimana Santa di Taranto rappresentano uno degli eventi più importanti che si svolgono nella città a partire dalla Domenica delle Palme.
Nel giorno in cui si ricorda l'entrata di Gesù a Gerusalemme, le due principali Confraternite del Comune di Taranto, quella dell'Addolorata (appartenente alla chiesa di San Domenico Maggiore sita nel Borgo Antico) e quella del Carmine (appartenente alla chiesa del Carmine sita nel Borgo Nuovo), effettuano le gare per l'aggiudicazione delle statue e delle poste delle due processioni, quella dell'Addolorata (confraternita dell'Addolorata) e quella dei Misteri (confraternita del Carmine): in un'apposita assemblea, il segretario o uno degli assistenti del priore bandisce l'asta che prosegue fino a quando il simbolo (o statua) viene aggiudicata al confratello che ha fatto l'offerta più alta.
Il ricavato dell'asta viene devoluto nel corso dell'anno in favore di iniziative benefiche e per la gestione stessa della Confraternita.

### Istituzioni, enti e associazioni
La città di Taranto ha da sempre rappresentato un avamposto di importanza strategica delle Forze armate italiane, in particolare della Marina Militare Italiana, prima della Regia Marina, e in minor parte dell'Aeronautica Militare. Attualmente la città ospita:
- Comando Stazione Navale;
- Comando Marittimo Sud della Marina Militare;
- Arsenale militare marittimo di Taranto;
- Comando Seconda Divisione Navale dipendente dal Comando in capo della Squadra navale;
- Comando Flottiglia sommergibili;
- Centro Ospedaliero militare "M.O. Venticinque" della Marina Militare;
- Direzione di Amministrazione e Commissariato della Marina Militare;
- Centro Addestramento Aeronavale della Marina Militare: prepara gli equipaggi delle navi militari;
- Direzione di Munizionamento della Marina Militare;
- Scuola Sottufficiali della Marina Militare;
- Direzione Selezione Volontari in ferma prefissata della Marina Militare;
- Stazione Aeromobili Marina Militare, presso l'aeroporto militare "Marcello Arlotta" di Grottaglie (TA). La base ospita gli aeromobili ad ala fissa STOVL AV-8B Harrier II imbarcati sulla portaerei Cavour e gli elicotteri AB 212 ASW, SH 90 ed EH 101.
- Centro di programmazione della Marina Militare;
- Centro periferico telecomunicazioni e informatica della Marina Militare;
- Comando zona fari e segnalamenti marittimi;
- Direzione Genio Militare della Marina Militare di Taranto;
- Scuola Volontari Truppa dell'Aeronautica Militare.

### Qualità della vita

#### Il problema dell'inquinamento
Il problema dell'inquinamento in città è particolarmente sentito a causa dei veleni emessi delle industrie del suo territorio, e con un tasso tumorale ben più alto rispetto alla media nazionale.
Per quanto riguarda la diossina, si diffonderebbe su una vasta area geografica, a seconda dei venti, in particolare tramite un camino dell'impianto di agglomerazione alto 210 metri dell'Ilva.
Gli impianti dell'Ilva emettevano nel 2002 il 30,6% del totale di diossina italiano, ma secondo le associazioni ambientaliste, la percentuale sarebbe salita nel 2005 al 90,3%, contestualmente allo spostamento in loco delle lavorazioni "a caldo" dallo stabilimento di Genova. In base ai dati INES (Inventario Nazionale delle Emissioni e loro Sorgenti) del 2006, la percentuale si sarebbe infine assestata al 92% rispetto al totale delle emissioni industriali di diossina dichiarate dalle aziende al Ministero dell'Ambiente.
Nel 2007 nasce il comitato cittadino "Taranto Futura", con l'obiettivo di stimolare la classe politica a una severa presa di posizione nei confronti della grande industria, l'Ilva in particolare, sospettata del crescente numero di morti per neoplasie. Il comitato, per voce del suo presidente, il giudice onorario Nicola Russo, si fa promotore un anno dopo di un referendum popolare riguardante la chiusura totale o parziale dell'Ilva, sulla scorta di quanto già avvenuto per lo stabilimento di Genova. L'associazione si batte anche per il passaggio della propria provincia in Basilicata, adducendo vantaggi economici e sociali per entrambi i territori.
Nel marzo 2008 l'associazione Peacelink commissiona delle analisi e viene riscontrato in un formaggio pecorino locale una forte contaminazione da diossina.
Nel dicembre 2008, la Regione Puglia approva a maggioranza una legge regionale contro le diossine. La norma impone limiti alle emissioni industriali a partire da aprile 2009: l'Ilva, come le altre aziende, dovrà scendere a 0,4 nanogrammi per metro cubo entro il 2010. Nel febbraio 2009, una modifica alla legge regionale ha però allungato i tempi per il primo taglio dei limiti di diossina a 2,5 nanogrammi per metro cubo, spostando dal primo aprile al 30 giugno l'entrata in vigore del limite stesso.
Il 28 novembre 2009 il Comitato "Alta Marea contro l'inquinamento" organizza una grande manifestazione (replica della precedente che si ebbe l'anno prima, il 29 novembre 2008) contro l'inquinamento alla quale partecipano circa 20 000 cittadini.
Il 7 agosto 2012 il tribunale del Riesame di Taranto conferma il provvedimento di sequestro degli impianti dell'area a caldo dell'Ilva predisposto dal gip di Taranto Patrizia Todisco, sequestro vincolato alla messa a norma dell'impianto. Conferma inoltre gli arresti domiciliari per Emilio Riva, per suo figlio Nicola e per l'ex dirigente dello stabilimento Luigi Capogrosso. «Chi gestiva e gestisce l'Ilva, ha continuato in tale attività inquinante con coscienza e volontà per la logica del profitto, calpestando le più elementari regole di sicurezza», scriveva il gip di Taranto Patrizia Todisco.
Il 31 maggio 2021 la Corte d'Assise di Taranto emette la sentenza del processo denominato "Ambiente svenduto" con una serie di condanne, tra le quali le più importanti sono state:
Fabio Riva è stato condannato a 22 anni di reclusione, mentre a Nicola Riva sono stati inflitti 20 anni. A Girolamo Archinà, sono stati inflitti 21 anni e 6 mesi. Nichi Vendola ha ricevuto una pena di 3 anni e 6 mesi. L’ex presidente della Provincia di Taranto, Gianni Florido, è stato condannato a 3 anni. A Capogrosso 21 anni, 17 anni a Liberti.
Oltre alla confisca dell’area a caldo e di 2,1 miliardi di euro a Ilva in Amministrazione straordinaria.

## Cultura

### Gli atleti di Taranto a Olimpia
Tra il VI e il IV secolo a.C., grazie alle partecipazioni alle feste panelleniche, che si celebravano con gare ginniche, si instaurarono rapporti di tipo sportivo tra la città di Taranto e la Grecia Continentale.
Nel momento in cui i Giochi Olimpici raggiunsero una certa importanza, alle competizioni presero parte anche i popoli della Magna Grecia, compresi gli atleti tarantini. Fu proprio in questo periodo che gli atleti di Taranto si affermarono in importanti discipline olimpiche. Tra questi il più importante fu Icco, medico ginnasiarca e maestro, nonché fondatore della ginnastica medica e della dieta atletica; vincitore del Pentathlon nella 77ª Olimpiade (472 a.C.), gli venne dedicato un monumento nel tempio di Giunone a Olimpia a testimonianza di questa sua vittoria.
Testimonianza fondamentale delle vittorie ai Giochi di Olimpia è anche il famoso Atleta di Taranto, il cui sarcofago è esposto nel Museo nazionale archeologico di Taranto.
Dalle analisi effettuate sulle tre anfore panatenaiche rinvenute insieme al sarcofago, è stato possibile dedurre che l'atleta si affermò in due specialità del pentathlon (lancio del disco e salto con gli halteres, pesi a forma semilunata), nel pugilato e nella corsa con la quadriga.
L'importanza dello sport era particolarmente sentita a Taranto, tanto che vi si celebravano spesso manifestazioni sportive.
Nel Ginnasio tarantino, infatti, la gioventù si esercitava a corpo nudo e si allenava nelle varie specialità sportive.
Dopo quelli di Crotone e di Siracusa, gli atleti di Taranto furono tra i più rinomati della Magna Grecia.
| Olimpiade      | Anno     | Atleta           | Specialità                               |
| -------------- | -------- | ---------------- | ---------------------------------------- |
| 63ª Olimpiade  | 520 a.C. | Anoco            | Corsa del diaulo                         |
| 65ª Olimpiade  | 512 a.C. | Adamanto         | Corsa Stadio                             |
| 65ª Olimpiade  | 512 a.C. | Anoco            | Corsa del diaulo                         |
| 76ª Olimpiade  | 476 a.C. | Ignoto tarantino | Corsa oplite                             |
| 76ª Olimpiade  | 476 a.C. | Zopiro           | Pentathlon o quinquernizio, corsa oplite |
| 77ª Olimpiade  | 472 a.C. | Epicratide       | Lotta                                    |
| 77ª Olimpiade  | 472 a.C. | Icco             | Pentathlon                               |
| 78ª Olimpiade  | 468 a.C. | Ippozione        | Penthatlon                               |
| 100ª Olimpiade | 380 a.C. | Dionisodoro      | Corsa stadio                             |
| 107ª Olimpiade | 352 a.C. | Smicrino         | Corsa stadio                             |
| 111ª Olimpiade | 336 a.C. | Mys              | Pugilato                                 |
| 111ª Olimpiade | 336 a.C. | Ignoto tarantino | Ippica                                   |
| ?              | ?        | Timante          | Giochi vari                              |

### Istruzione

#### Biblioteche
Biblioteca civica "Pietro Acclavio"
150.000 unità bibliografiche di argomenti vari e storia locale.
Sezione "Rari" con 33 manoscritti, 4 incunaboli, circa 300 cinquecentine, numerose opere del seicento, del settecento e dell'ottocento, e 4 pergamene.

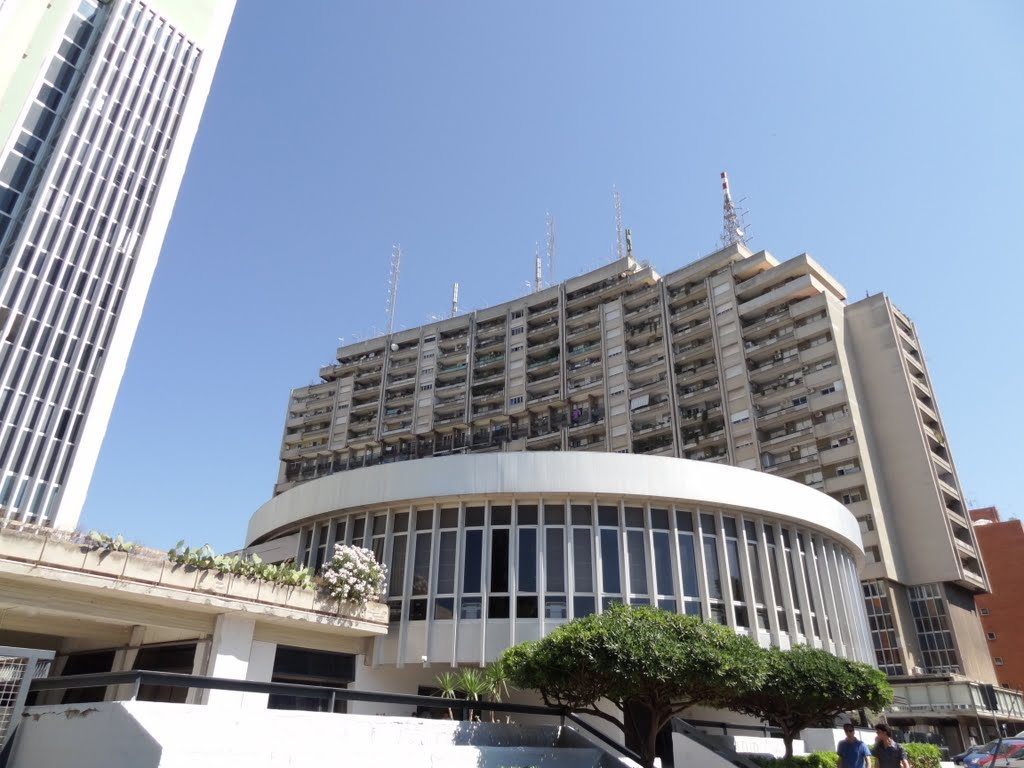
Biblioteca Acclavio

Biblioteca arcivescovile "Monsignor Capecelatro"
25.000 volumi di argomento storico, teologico, filosofico
Biblioteca Istituto per la Storia e l'Archeologia della Magna Grecia
20.000 volumi di argomento storico e archeologico
Biblioteca Istituto "Archita"
20.000 testi di argomenti vari a carattere umanistico
Biblioteca Soprintendenza Archeologica della Puglia
16.000 tra volumi e opuscoli di argomento storico e archeologico
Biblioteca Camera di Commercio
13.000 testi e 150 periodici di argomento statistico ed economico
Biblioteca "Sant'Egidio" Convento di San Pasquale
22.000 volumi di argomento storico e teologico
Biblioteca Istituto Sperimentale Talassografico "Attilio Cerruti"
3.000 volumi di argomento biologico/marino e chimico/marino
Biblioteca Marina Militare
16.325 volumi di argomenti relativi alle forze armate
Biblioteca "Marco Motolese"
14.000 volumi di vario argomento
Archivio di Stato
35.000 tra volumi, pergamene, opuscoli di storia della città di Taranto
Archivio Storico del Comune di Taranto
atti amministrativi prodotti dalle Direzioni del Comune di Taranto
Centro di Documentazione Educativa
850 tra volumi e opuscoli e 10 periodici di argomento psicopedagogico
Museo "Bios Taras"
50 volumi di argomento scientifico, storico e naturale
Emeroteca comunale

#### Ricerca

##### Istituto Sperimentale Talassografico Attilio Cerruti

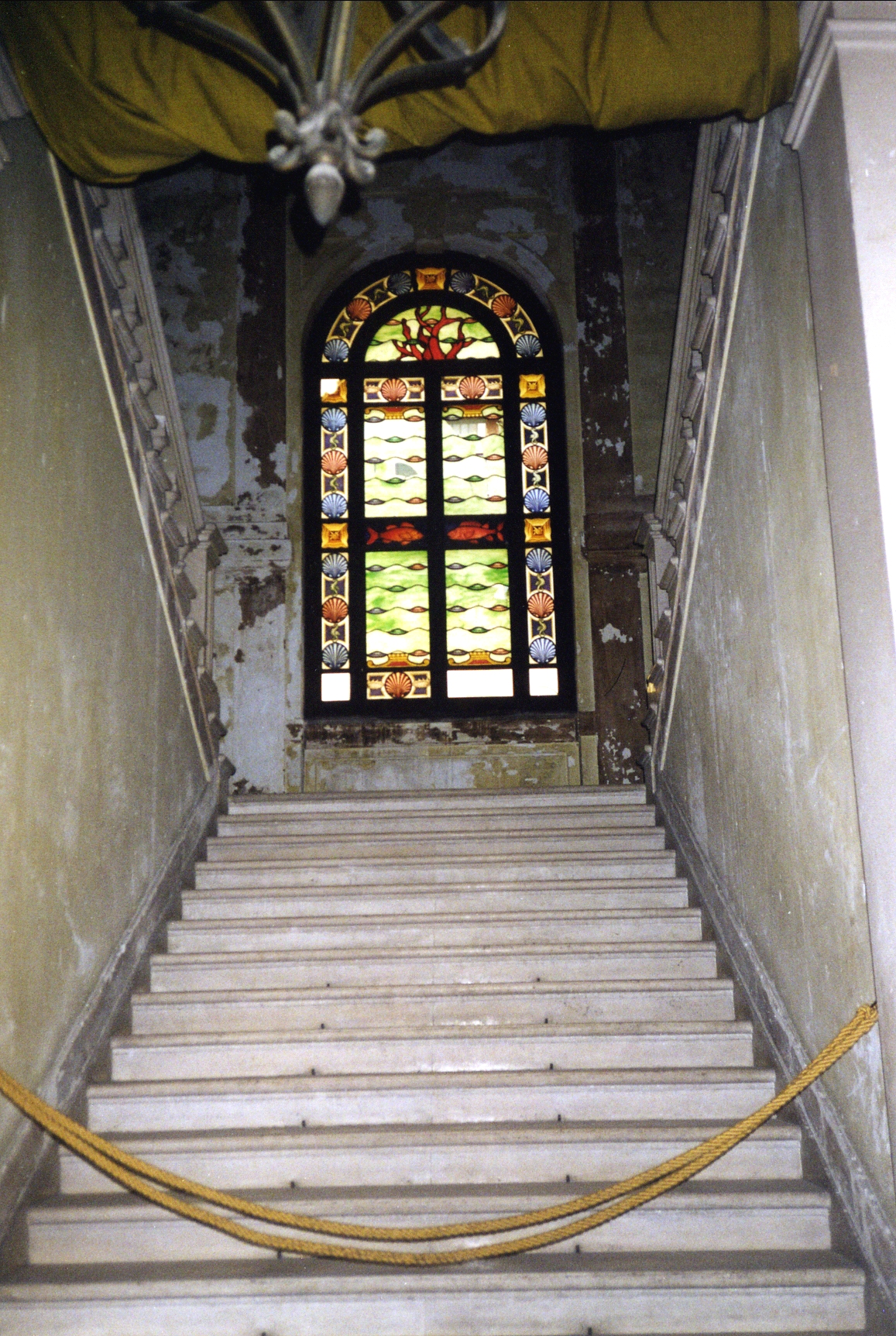
Pittura su vetro nella tromba delle scale.

Nato nel 1914 come "Laboratorio Demaniale di Biologia Marina" per la ricerca applicata alla molluschicoltura, l'Istituto Sperimentale Talassografico "Attilio Cerruti" ha sede in via Roma, ed è intitolato al suo fondatore per i meriti acquisiti in campo scientifico. Attilio Cerruti incrementò notevolmente l'attività scientifica e il patrimonio del laboratorio, ospitato in due vani concessi dal Comune fino al trasferimento presso la sede attuale, costruita nel 1932 in stile rinascimentale. Entrato a far parte definitivamente del Consiglio Nazionale delle Ricerche nel 1977, afferisce al Comitato Nazionale per le Scienze e le Tecnologie dell'Ambiente e dell'Habitat.
La sede dell'istituto è all'interno di un parco in prossimità del canale navigabile, quindi in una posizione privilegiata per l'accesso al mar Piccolo e al mar Grande. La disponibilità di moderne attrezzature di laboratorio nel campo della spettrofotometria ad assorbimento atomico, della gascromatografia, della cromatografia liquida ad alta pressione, della spettrometria di massa, della polarografia e dell'analisi automatica delle acque, e la disponibilità di un'imbarcazione di 15 metri, ne fa un centro ideale per l'attività di ricerca in campo marino. I locali dell'istituto possiedono camere termostatiche per colture di organismi marini animali e vegetali, e 5 vasche di 40 m³ alimentate con acqua di mare.
I suoi principali campi di ricerca sono:
- Cicli biochimici nel mar Piccolo;
- L'impatto degli inquinanti con l'ecosistema marino;
- Controllo e recupero ambientale;
- L'impatto della pesca di crostacei sulla biodiversità della costa del Salento;
- L'introduzione della Caulerpa racemosa e della Undaria pinnatifida;
- Biodiversità della flora batterica marina;
- Coltura delle alghe a fini energetici.

Sono annessi all'istituto un museo e una biblioteca: il museo contiene una collezione di circa 3.000 reperti riferiti alla vita del mare e alla ricerca, alcuni risalenti al XIX secolo, mentre la biblioteca è dotata di un'emeroteca con 180 periodici nazionali e 600 riviste internazionali, nonché 1.650 volumi e una ricca collezione di estratti e monografie.

##### Fondazione Marittima Ammiraglio Michelagnoli
La Fondazione Marittima "Alessandro Michelagnoli" si prefigge lo scopo di favorire la cultura umanistica, scientifica e tecnica del mondo del mare e valorizzare e promuovere la ricerca marina. Nata il 12 maggio 1989 con il patrocinio della Marina Militare Italiana, ha sede in corso Umberto al civico 147, ed è intitolata all'ammiraglio tarantino Alessandro Michelagnoli, che contribuì dopo la seconda guerra mondiale alla rinascita della Marina e ne ricoprì negli anni sessanta il massimo incarico di Capo di Stato Maggiore.
La fondazione opera d'intesa con organismi universitari e della ricerca nazionali e regionali, tra cui il Consorzio Nazionale Interuniversitario per le Scienze del Mare e il Consiglio Nazionale delle Ricerche, e si avvale della professionalità di ingegneri, architetti, biologi, geologi, oceanografi, ufficiali della Marina, collaboratori del mondo istituzionale e industriale, che hanno a disposizione un laboratorio di informatica per l'editoria elettronica, per le applicazioni e le banche dati multimediali sul mondo marino, una mediateca e una biblioteca ricca di diapositive, fotografie, documenti multimediali e libri pertinenti, nonché la Galleria della Scienza e della Tecnica, con opere di elevato valore scientifico-divulgativo.

#### Scuole
La città è sede anche di numerosi licei, istituti e biblioteche. I primi furono il Liceo Ginnasio "Archita" del 1872, l'Istituto Tecnico Commerciale "Pitagora" del 1910, il Liceo Scientifico "Giuseppe Battaglini", l'Istituto tecnico per attività sociali "Maria Pia di Savoia", entrambi del 1927, l'Istituto Salesiano "Don Bosco" del 1935, l'Istituto Superiore di Studi Musicali "Giovanni Paisiello" 1929 adesso Conservatore di Stato e il Liceo Ginnasio "Quinto Ennio" del 1968.
Il Liceo "Archita" fu istituito inizialmente come collegio maschile per ragazzi di buona famiglia, mentre l'Istituto "Maria Pia di Savoia" nacque come scuola privata di avviamento professionale per la donna.
L'Istituto Salesiano "Don Bosco" di Taranto ha la sua fondazione nel 1935, comprendeva la scuola media, il liceo classico e il liceo scientifico. Nel 1963 ha ottenuto il prestigioso riconoscimento della Medaglia d'Oro conferita dal Presidente della Repubblica Segni su proposta del Ministero della pubblica istruzione.
Nel 2004 viene chiuso il liceo classico, nel 2011 viene chiusa la scuola media e nel 2013 viene chiuso il liceo scientifico.
Nella città ha sede anche il Liceo ginnasio statale "Aristosseno" in cui si può conseguire il diploma classico, scientifico e linguistico. Per gli ultimi due rami si prevede l'indirizzo internazionale, sperimentato solo in pochissime città italiane, che conferisce un diploma valido in diverse nazioni europee. Questo Liceo ha aderito al progetto EsaBac, in modo da ottenere la certificazione binazionale italo-francese, rilasciata alla fine degli studi di istruzione secondaria, che consente agli allievi italiani e francesi di conseguire simultaneamente di due diplomi (l'Esame di Stato Italiano e la maturità francese, Beccalauréat francese), sostenendo un solo esame.
Nel 2012 il Liceo scientifico e linguistico "Galileo Ferraris", ha introdotto la lingua cinese nel programma di studi del liceo linguistico.

#### Università
La città è sede di corsi di laurea:
Università degli Studi di Bari (Dipartimento Jonico in "Sistemi Giuridici ed Economici del Mediterraneo: società, ambiente, culture"):
- Medicina e Chirurgia, Giurisprudenza, Economia, Scienze e Gestione delle Attività Marittime, Strategie di Impresa e Management;

Politecnico di Bari (Centro Interdipartimentale "Magna Grecia"):
- Ingegneria dei Sistemi Aerospaziali, Civile e Ambientale.

A Taranto vi sono anche le sedi decentrate della:
- LUMSA - Libera università Maria SS. Assunta di Roma;
- Università Cattolica del Sacro Cuore di Milano.

#### Conservatorio
Presente da circa un secolo, l'Istituto Superiore di Studi Musicali "G. Paisiello" è stato recentemente statalizzato e trasformato in Conservatorio Statale di Musica "Giovanni Paisiello". È situato nel settecentesco ex-Monastero di San Michele (detto "delle Cappuccinelle") presso il borgo antico di Taranto, su via Duomo al numero civico 276. Il conservatorio offre una didattica vasta con: corsi preparatori, corsi propedeutici, corsi accademici di primo e secondo livello.

#### Musei

##### Museo archeologico nazionale
Il Museo archeologico nazionale di Taranto, identificato anche dall'acronimo "MArTA", è un importante museo archeologico dove è esposta, tra l'altro, una delle più importanti collezioni di manufatti dell'epoca della Magna Grecia, tra cui i famosi Ori di Taranto. Il museo, sito in corso Umberto I, è stato fondato nel 1887 e occupa la sede dell'ex convento di San Pasquale di Baylon, edificato nel XVIII secolo. L'archeologo Luigi Viola voleva farne un Museo della Magna Grecia, ma esso è sempre stato dedicato, principalmente, alla documentazione archeologica di Taranto e del resto della Puglia.
Il museo consta di dieci sale al primo piano e di quindici sale al secondo, che hanno permesso di realizzare un percorso espositivo cronologico a partire dalla fase neolitica del territorio tarantino, per arrivare all'età bizantina, passando per la colonizzazione greca, la civiltà romana e la città tardoantica. In una delle sale è custodita anche la tomba dell'Atleta di Taranto.

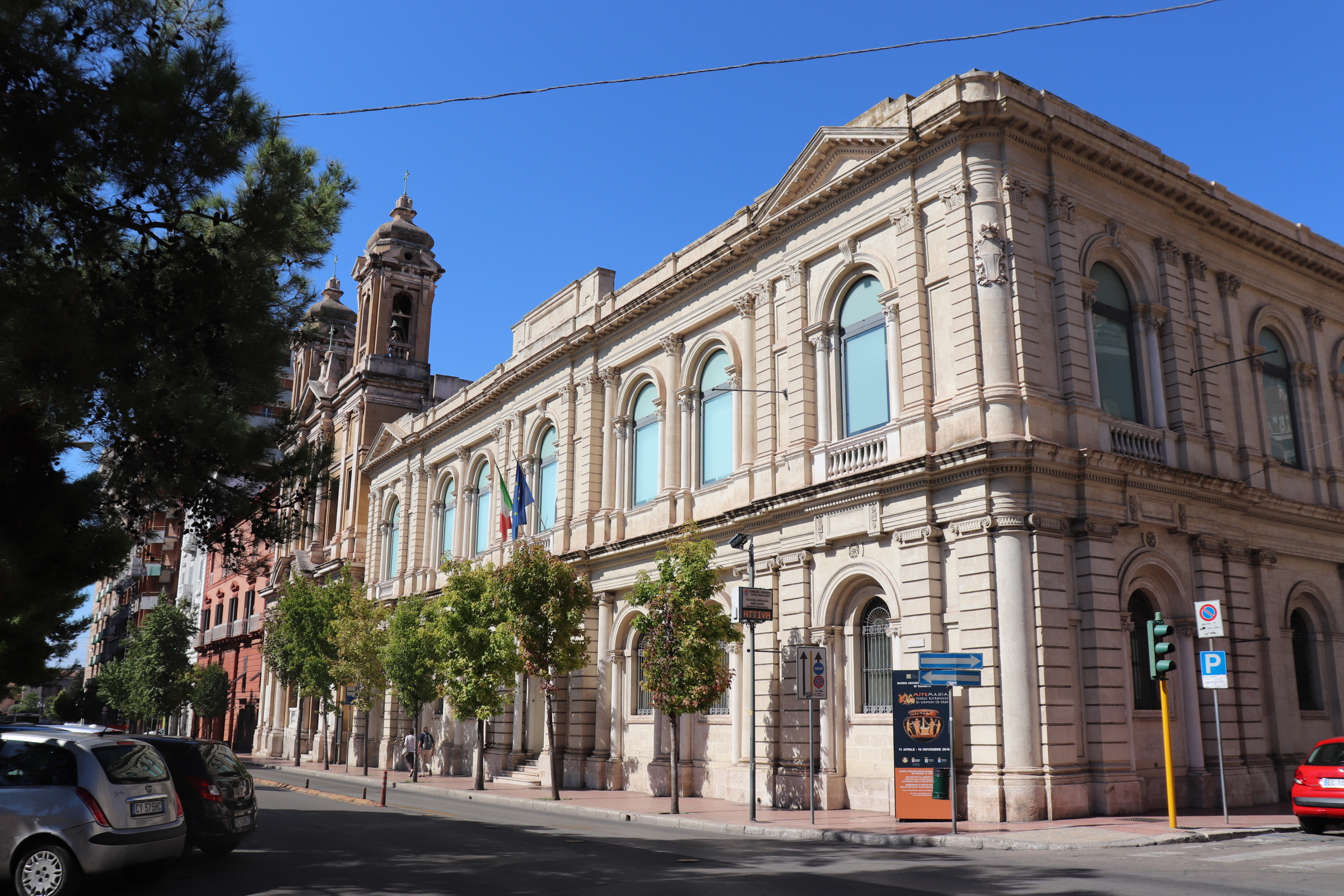
Il MArTA di Taranto: vista da Corso Umberto.
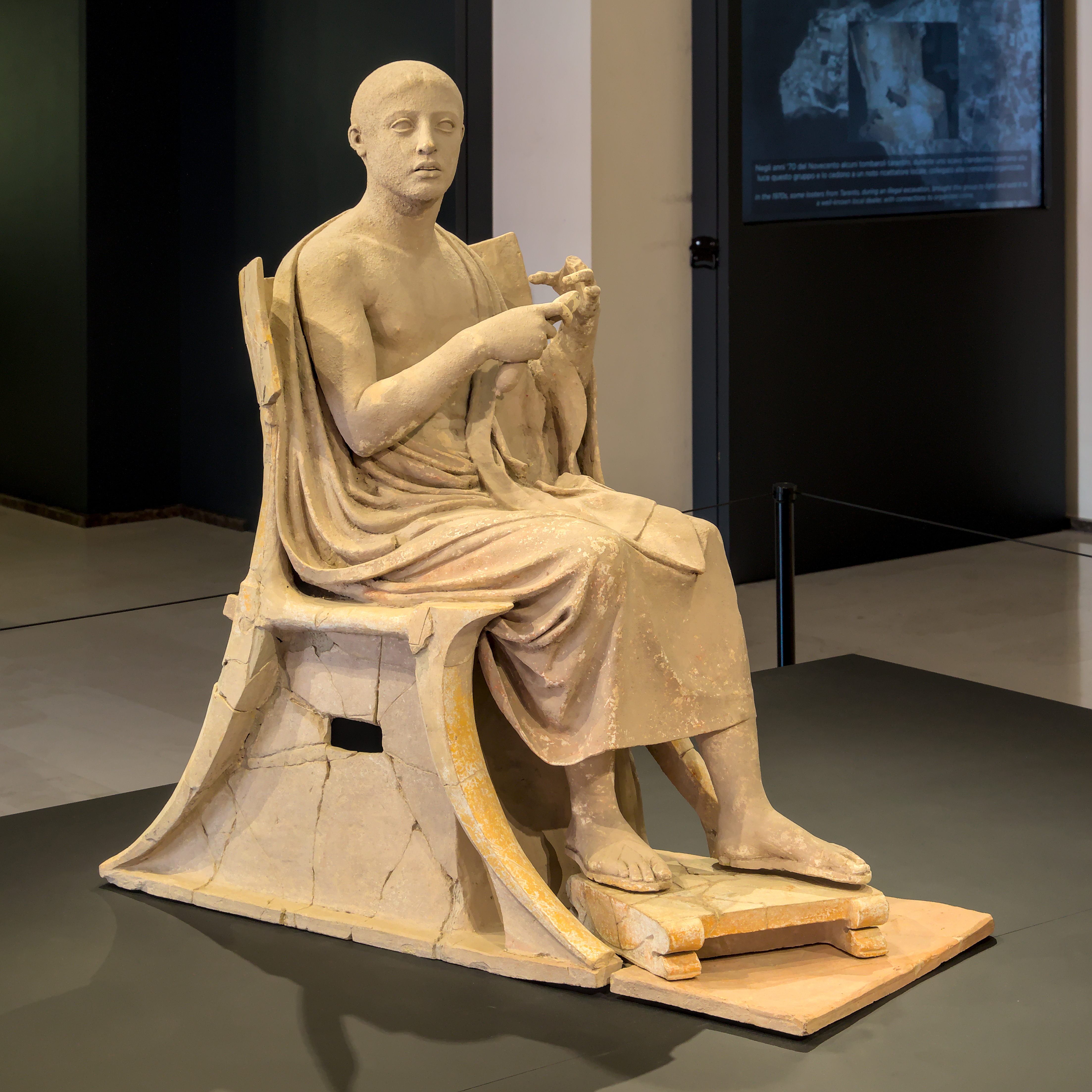
Statua di Orfeo, parte del gruppo scultoreo di Orfeo e le sirene, IV sec. a.C.
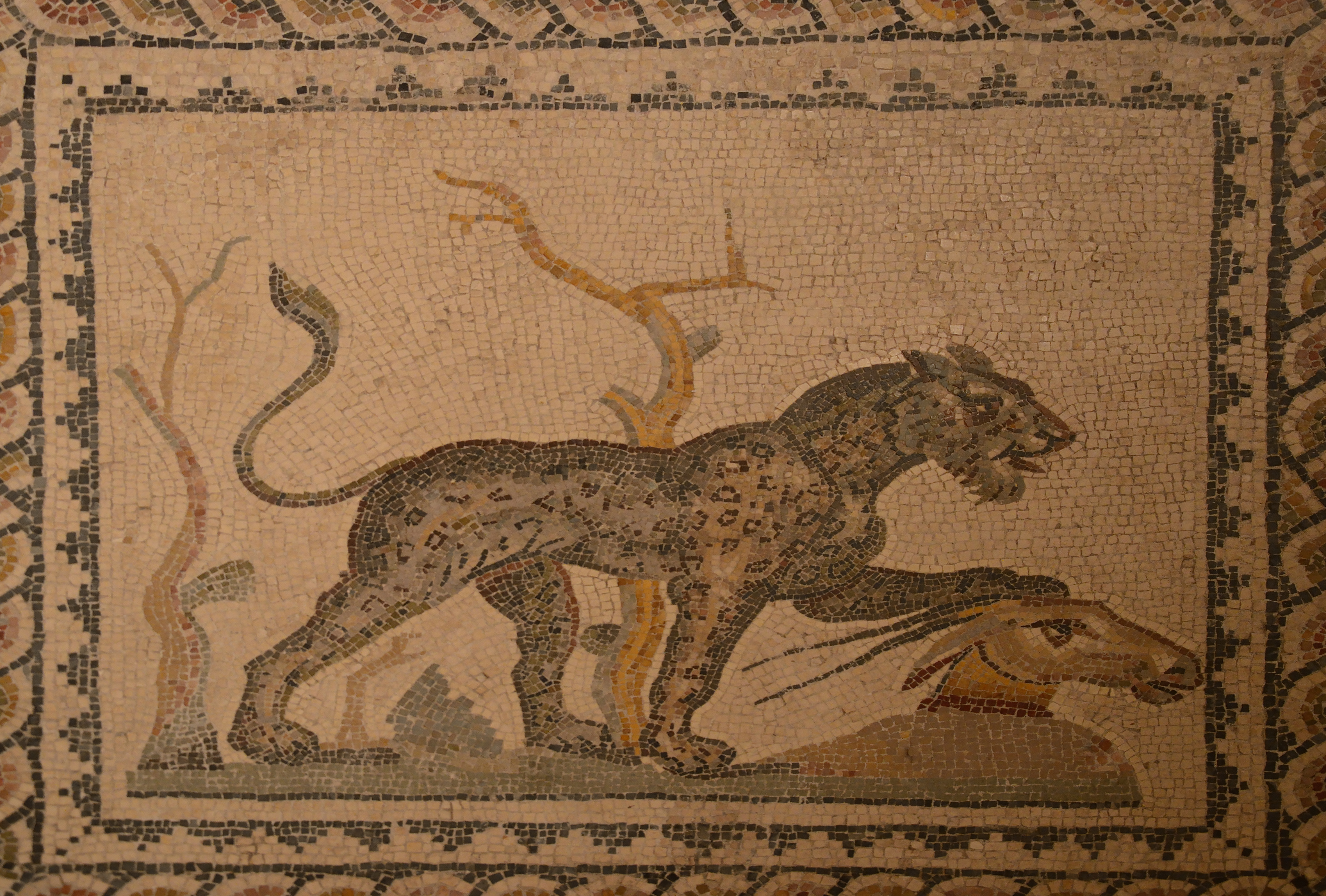
Mosaico di Pantera con Capra
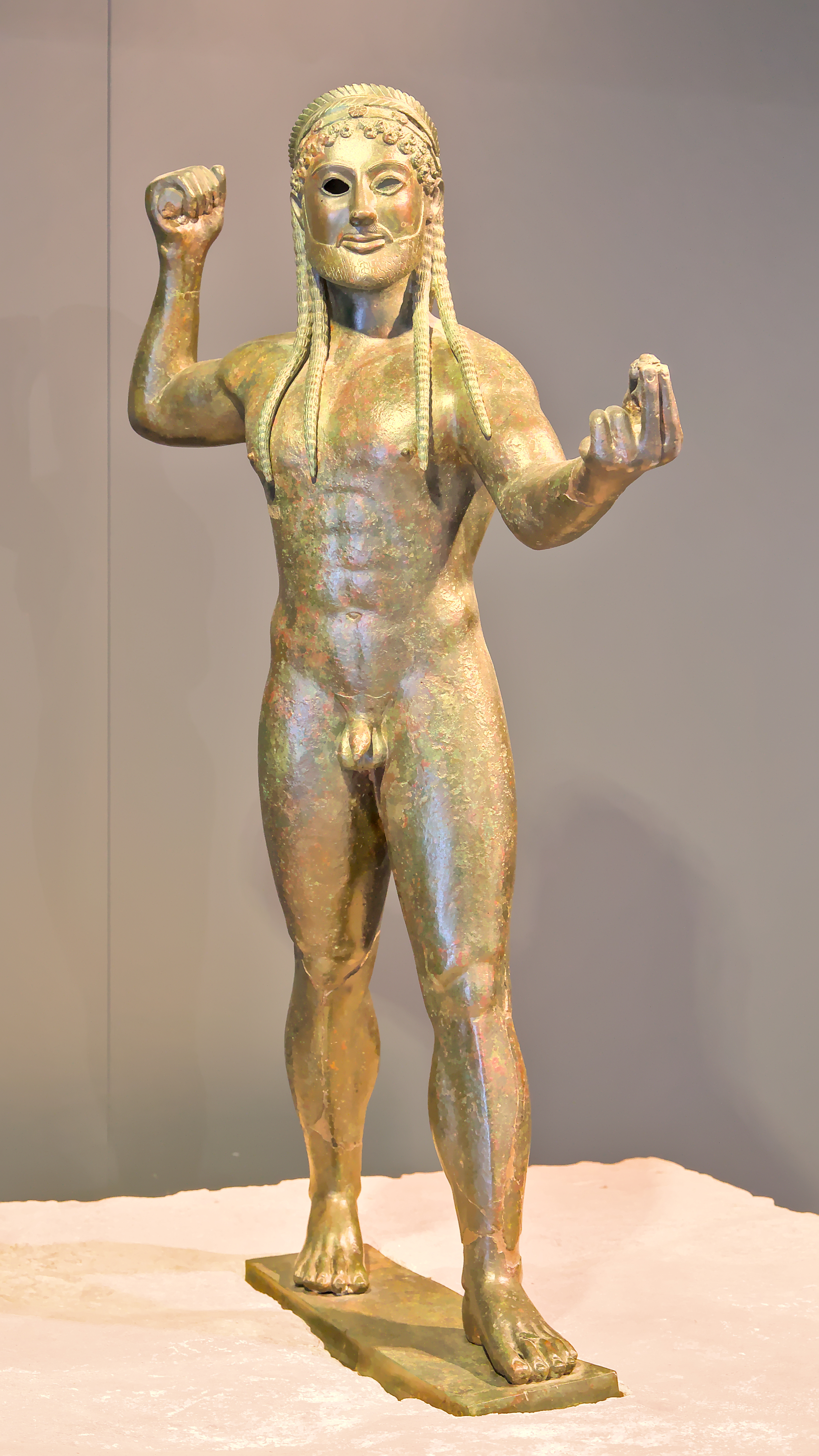
Statua in bronzo di Zeus, detta "Zeus di Ugento", intorno al 530 a.C.

##### Altri musei
- Museo etnografico Alfredo Majorano
- Mostra Storica Arsenale di Taranto (Mo.S.A.)
- Museo Spartano di Taranto
- Museo diocesano di Taranto
- Pinacoteca San Pasquale (Taranto)
- Museo del Sottosuolo
- Museo di Storia Naturale BIOS TARAS
- Treno storico presso il Deposito locomotive di Taranto
- Museo meteorologico "Luigi Ferrajolo"
- Museo della civiltà contadina[75]
- Centro euromediterraneo del mare e dei cetacei[76]
- Museo del principato di Taranto[77]
- Museo S. Egidio[78]
- Museo degli illustri tarantini[79]
- Museo oceanografico del Cnr
- Casa Giovanni Paisiello[80]
- CRAC - Centro di Ricerca Arte Contemporanea Puglia[81]

### Media

#### Stampa
- La Gazzetta del Mezzogiorno
- Il Corriere del Mezzogiorno
- Il Corriere del Giorno
- Antenna Sud
- Taranto Oggi (ha cessato le pubblicazioni)
- Taranto BuonaSera
- Quotidiano di Puglia (edizione di Taranto)
- Corriere di Taranto
- Punti di Vista press

#### Televisioni
- Studio 100 TV
- Antenna Sud
- RTM Manduria (web)
- Telesud Massafra (web)

Taranto è sede delle redazioni provinciali dei canali televisivi del Gruppo Norba e di Telerama.
Televisioni non più attive:
- Antenna Taranto 6
- Super 7
- TBM
- Blustar TV
- Video Levante

#### Radio
- Radio In Puglia Taranto (92.300 MHz)
- Radio Cittadella (96.500 MHz)
- Radio LatteMiele Taranto (101.000 MHz)

Radio non più attive:
- Studio 100 Radio (100.000 87.800 MHz)
- Radio Taranto Uno (92.300 MHz)
- Radio Popolare Salento (107.300 MHz)
- Radio Taranto Esplosiva (98.100 MHz)
- Radio Taranto Stereo (93.700 MHz)
- Publiradio Network (99.200 MHz)
- Publiradio Solo Musica Italiana (95.500 MHz)
- Radio Taranto International (100.300 104.700 MHz)

### Cinema
La città fu ad inizio del '900 un fiorire di teatri, cinema e politeama nel Borgo umbertino; ciò registrò un notevole interesse per l'industria cinematografica (all'epoca ancora muta) da parte di una città che in quegli anni era in pieno sviluppo. Non a caso, uno dei più grandi attori dei cinema muto, Rodolfo Valentino, trascorse qui parte della sua vita.
Il primo film prodotto a Taranto fu La nave bianca, diretto Roberto Rossellini (supervisionato da Francesco De Robertis), i cui esterni furono realizzati nell'area portuale: è una pellicola importante per la storia del cinema, perché è il primo film sonoro girato in Puglia nonché l'unico prodotto, durante la guerra, nella stessa regione. Il film rappresenta l'esordio alla regia di Rossellini e anticipa il neorealismo.
Il declino del cinema italiano di fine secolo porterà numerose sale a chiudere in città, tra cui molti di quelle sale storiche, per far spazio a nuove attività.
Oggi l'attenzione verso l'industria cinematografica sembra in ripresa; come dimostrato dai diversi film girati grazie all'impegno di Apulia Film Commission, la Commissione cinematografica pugliese, che mira all'accrescimento e al consolidamento del capoluogo jonico di città cinematografica grazie ai suoi scenari naturali che diventato set perfetti per qualunque tipo di rappresentazione. Negli ultimi anni  si registrano segnali di ripresa vista la riapertura di cinema, festival locali dedicati al cinema internazionale e un maggior afflusso nei botteghini tarantini.
Sono girate a Taranto nuove serie TV italiane, tra cui La vita promessa; Il commissario Ricciardi, dal 2019; nel 2023 Sei donne - Il mistero di Leila.
Taranto a seguito delle sue tematiche ambientali e lavorative circa l'inquinamento dovuto all'ex-Ilva, diventa tema cardine di alcuni film drammatici di denuncia, col fine di denunciare e diffondere consapevolezza. Un illustre esempio ne è Palazzina Laf, del tarantino Michele Riondino, trattasi del primo caso di mobbing verificatosi in Italia, all'interno dello stabilimento siderurgico.
Elenco film:
- 1941 - La nave bianca
- 1948 - Fantasmi del mare
- 1949 - I pirati di Capri
- 1952 - Imbarco a mezzanotte
- 1956 - Il prezzo della gloria
- 1958 - Promesse di marinaio
- 1979 - L'infermiera di notte
- 1979 - La domenica del diavolo
- 1980 - White Pop Jesus
- 1980 - Comizi d’amore ’80
- 1980 - La moglie in bianco... l'amante al pepe
- 1992 - Io speriamo che me la cavo
- 1992 - Verso sud
- 1997 - Le acrobate
- 1998 - Figli di Annibale
- 2001 - Sarò il tuo giudice
- 2002 - Pesci o puttane
- 2003 - Il miracolo
- 2005 - Il sogno di Nando
- 2006 - Two Families
- 2007 - Il mondo di Sara
- 2009 - Marpiccolo
- 2010 - Mannaggia alla miseria
- 2011 - Il paese delle spose infelici
- 2012 - Memory - Ricordo
- 2014 - MaldiMare
- 2015 - Third Person
- 2015 - Belli di papà
- 2018 - Anche senza di te
- 2019 - TheTracker, regia di Giorgio Serafini
- 2019 - 6 Underground
- 2019 - Il grande spirito
- 2021 - Mondocane
- 2023 - Comandante
- 2023 - Palazzina Laf

### Cucina
I ristoranti tradizionali della città offrono una cucina che combina i frutti di mare con i prodotti della terra, conditi con l'ottimo olio extravergine di oliva tarantino (Olio Terre Tarentine DOP). Piatti tipici come i cavatelli con le cozze, il risotto ai frutti di mare, il polpo e il pesce alla griglia, sono accompagnati da ortaggi crudi o cucinati nei modi più vari: i pomodori, i peperoni, le melanzane, i carciofi e i legumi sono particolarmente saporiti.
Da non dimenticare le orecchiette (a Taranto chiamate chiangarèdde) con le cime di rapa, al sugo di braciole di cavallo o al ragù, nonché le mozzarelle e le provole fresche, o gli involtini di vitello, i fegatini ("fegatidde") e gli gnumarelli ("gnumaridde") alla brace, accompagnati con i vini del territorio (Aleatico di Puglia DOC, Lizzano DOC, Martina Franca DOC, Primitivo di Manduria DOC).
Arance, mandarini, clementine (Clementina del Golfo di Taranto IGP), uva, fichi e angurie non mancano mai sulle tavole imbandite, così come i dolci di miele e in pasta di mandorle, o le più tipiche Carteddàte, Sannacchiùdere e Pettole, preparate nell'occasione di particolari festività o ricorrenze.

#### Cozza tarantina

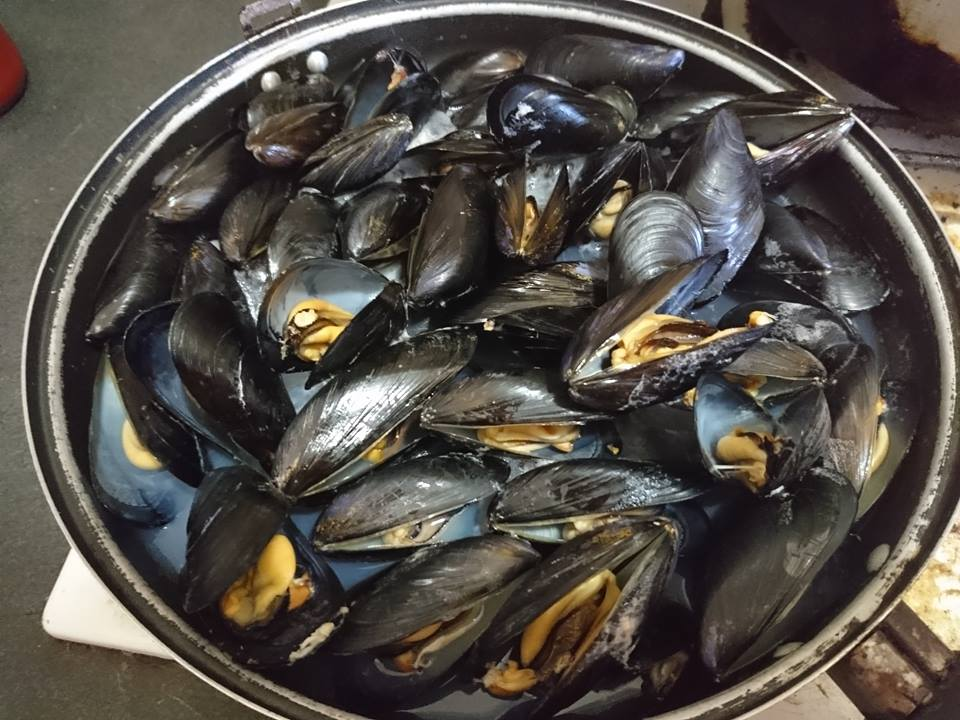
Cozze tarantine aperte sul fuoco.

Le cozze sono allevate a Taranto tra mar Piccolo e mar Grande. Sono state inserite nel registro dei Prodotti Agroalimentari Tradizionali Pugliesi dal Ministero delle Politiche agricole alimentari forestali e del turismo e dal 2022 la cozza nera Tarantina è presidio Slow Food. Il peculiare sapore della cozza tarantina è dato dalle condizioni di salinità del mar Piccolo attraversato dai citri, sorgenti sottomarine d'acqua dolce in grado di ossigenare l'acqua e favorire lo sviluppo del plancton e dalle correnti d'acqua dolce del Galeso. I pali d'allevamento erano realizzati anticamente in legno di Sila. Già in epoca magnogreca e romana fonti letterarie narrano della ricchezza e della bontà dei mitili della città dei due mari. Questa descrizione è stata ripresa anche nel corso del XVI e XVII secolo da autori come Tommaso Niccolò d’Aquino nelle sue “Deliciae Tarantinae”. A seguito dei rilievi e delle verifiche dell'inquinamento presente nel primo "seno" del mar Piccolo, la filiera legale delle cozze è stata spostata nel secondo "seno". I prelievi e la classificazione delle acque sono al momento effettuati per singolo produttore, dando modo, così di certificare la sicurezza del prodotto. Uno dei piatti tipici di Taranto è sicuramente le cozze alla puppitegna con aglio, olio e prezzemolo, ma anche l’impepata di cozze e i tubettini o gli spaghetti con le cozze.
Numerosi sono i riferimenti della cultura popolare alle cozze tarantine:
-Il gruppo di musica popolare Terraross la cita in "Giù al sud", traccia dell'omonimo album.
-Il nuovo brand grafico della birra Raffo comprende anche lo slogan Don't touch my cozza stampato sull'etichetta delle bottiglie.
-Rocco Papaleo la cita nel corso del celebre film interpretato da Checco Zalone, Che bella giornata.

#### Alcolici
La Birra Raffo è per antonomasia "la birra dei tarantini".
È originaria di Taranto la Borsci, creatrice del famoso Elisir San Marzano, fondata dalla famiglia Borsci di Taranto e rilevata in seguito dalla distilleria Caffo.

### Eventi

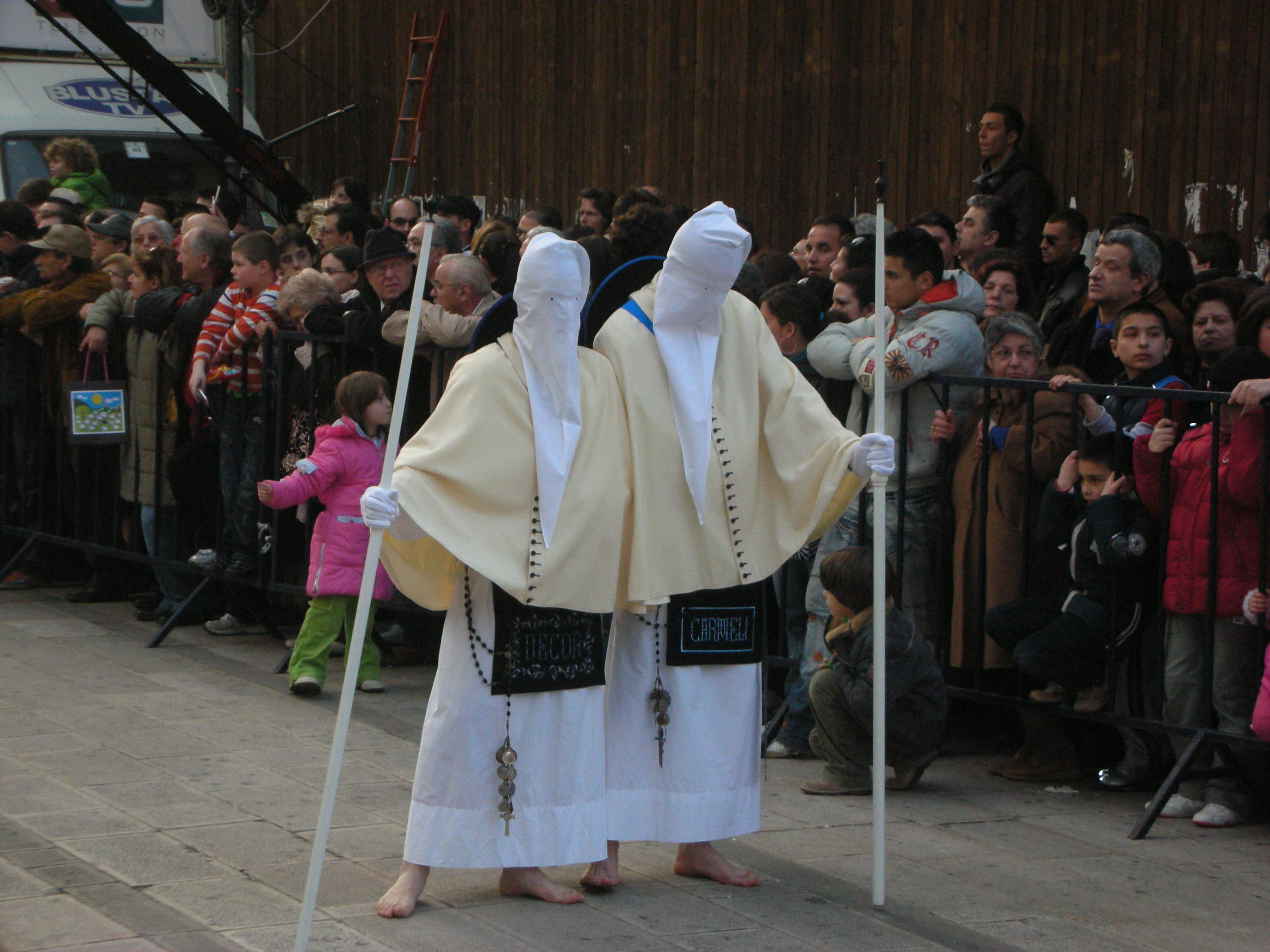
I Perdoni

Le principali manifestazioni che si svolgono in città durante l'anno sono:
Da aprile a novembre
- Stagione Concertistica "Emozioni Concertistiche" rassegna di giovani pianisti - Accademia Musicale Mediterranea;

Da ottobre a maggio
- Stagione Concertistica dell'Associazione Amici della Musica "Arcangelo Speranza";
- Stagione Concertistica dell'Orchestra della Magna Grecia;

Gennaio
- Trofeo Internazionale di Jūdō "Città di Taranto";

Febbraio
- Premio Qualità della Vita (14 febbraio);

Marzo
- Gara di auto d'epoca "Tarantostorica";

Maggio
- Uno maggio Taranto libero e pensante, dedicato al Lavoro;
- Celebrazioni in onore di San Cataldo;
- Rievocazione del matrimonio di Maria d'Enghien;
- Concorso Pianistico Internazionale "Arcangelo Speranza";
- Festival Italiano della cozza tarantina;
- FotoArtePuglia, Festival di fotografia;
- Torneo Internazionale Femminile di Tennis "Città di Taranto".
- 1º maggio di Taranto

Luglio;
- Rievocazione della "Milano-Taranto";
- International Summer Corto Cafè Festival.;
- Palio di Taranto, è una manifestazione in costume che include una gara di barche a remi abbinate ai dieci rioni della città.
- Battiti Live

Agosto
- Portici d'estate;
- Manifestazione Artistica "L'Isola che Vogliamo";
- Anniversario del Cristo del Mare;

Settembre
- Processione a mare "Stella Maris";
- Settimana Internazionale di Danza Taranto Danza;
- Convegno Internazionale di Studi sulla Magna Grecia;

Novembre
- Premio Italia Olimpo Pianistico (Concorso Internazionale)
- Celebrazione in onore di Santa Cecilia, con l'omaggio delle bande musicali della città e della provincia e inizio al periodo di Natale con le "pettole", tipico dolce fritto;

Dicembre
- Taranto Film Festival
- Celebrazioni in onore di Maria Ss.ma Immacolata, patrona della città

## Geografia antropica

### Sviluppo morfologico
Una ricostruzione topografica che risulti attendibile della Taranto antica è molto difficile, in quanto l'attuale configurazione edilizia del Borgo Antico è il risultato del millenario sovrapporsi di interventi urbanistici. Le continue demolizioni e ricostruzioni, avvenute spesso riutilizzando materiali e resti architettonici di varia provenienza, hanno contribuito significativamente alla cancellazione delle tracce del passato. A questo si vanno ad aggiungere il trafugamento di reperti archeologici e gli scavi distruttivi, operazioni che hanno reso spesso arduo il lavoro degli studiosi impegnati sia nella comprensione della città greco-romana, sia nell'attribuzione ai reperti della giusta identità e ubicazione.

### Urbanistica
Fino all'Unità d'Italia, la città era arroccata esclusivamente sull'isola. Soltanto infatti tra il 1865 e il 1883 si demolirono le fortificazioni presenti nella città antica, dando così inizio alla crescita della città nuova al di fuori delle mura, e quindi alla pianificazione di due borghi distinti: il Borgo Antico e il Borgo Umbertino. Osservando la città dal punto di vista urbanistico, nel Borgo Antico si ha un intrico di vicoli, derivanti dalla costruzione di abitazioni quanto più possibile addossate per sfruttare tutto lo spazio disponibile e per facilitare la difesa in caso di invasioni, mentre nel Borgo Umbertino prevale un ordinamento più razionale, quasi a pianta di Ippodamo, modificatasi successivamente in una conformazione a ventaglio.
A causa della particolare conformazione del territorio, i nuclei urbani si sono sviluppati sulla striscia di terra che divide il mar Piccolo dal mar Grande, con la conseguenza di aver dato alla città una caratteristica forma a imbuto. A ovest e a nord-ovest, si trova il quartiere Tamburi-Croce, con la Punta Rondinella che costituisce uno dei due punti estremi della costa bagnata dal mar Grande, nonché la zona industriale e il porto mercantile. A nord del mar Piccolo, quindi in posizione più decentrata, si trova invece il quartiere Paolo VI. A sud-est, il quartiere Tamburi-Croce è collegato tramite il Ponte di Porta Napoli all'Isola, che rappresenta il centro storico della città, ed è per questo chiamato Città Vecchia. L'isola costituisce il nucleo originale di Taranto, ed è divenuta tale nel 1887 in seguito al taglio della penisola principale eseguito durante la costruzione del fossato del Castello Aragonese, trasformato in seguito nel canale navigabile che mette in comunicazione il mar Piccolo con il mar Grande. Sempre nello stesso anno, fu costruito il Ponte Girevole per collegare l'Isola al quartiere Borgo, che rappresenta il cuore della città. Procedendo verso sud-est si trovano i quartieri Tre Carrare-Battisti, Italia-Montegranaro, Solito-Corvisea e Salinella. Ancora più a sud si trovano invece le frazioni Talsano-Palumbo-San Donato e le frazioni San Vito-Lama-Carelli, con il Capo San Vito che costituisce l'altro punto estremo della costa bagnata dal mar Grande. Sulla penisola naturale avente come estremità la Punta della Penna in mar Piccolo, e che segna il confine tra il primo seno e secondo seno del mar Piccolo, non ci sono nuclei abitati.

### Suddivisione amministrativa

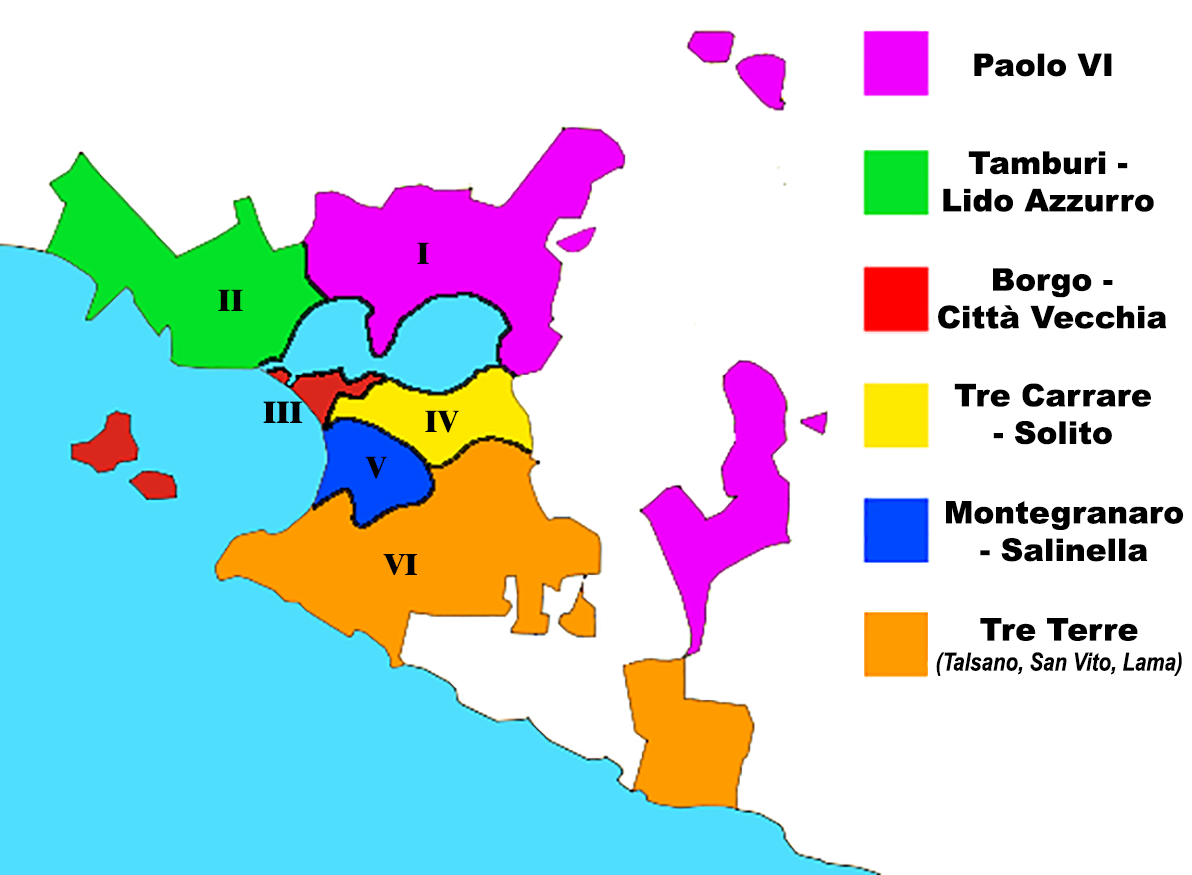
Mappa delle circoscrizioni di Taranto

Il comune di Taranto è suddiviso in sei circoscrizioni:
- La I Circoscrizione (Paolo VI) è costituita dall'omonimo quartiere, che sorge a nord della città, di gran lunga il più vasto della città, che conta circa 18 000 abitanti. È il più recente per formazione, essendo sorto idealmente come zona residenziale per gli operai del confinante siderurgico negli anni sessanta. A causa dell'abbandono delle più fatiscenti costruzioni del borgo antico, furono costruiti anche in questo quartiere centri di edilizia popolare per soddisfare le esigenze della popolazione.
- La II Circoscrizione (Tamburi - Lido Azzurro) accorpa un vasto territorio a nord-ovest della città esteso per circa 38 km², costituito da due quartieri principali (Tamburi e Lido Azzurro) e altri due più esiguamente abitati (Croce e Porta Napoli). Il quartiere Tamburi, adiacente allo stabilimento siderurgico, è considerato tra i più inquinati d'Europa: vi risiede gran parte dei circa 17 000 abitanti della circoscrizione. La zona di Porta Napoli rappresenta il raccordo fra il quartiere Tamburi e l'isola della città vecchia e include la principale stazione ferroviaria della città. Il quartiere Croce, sito a ridosso dell'area industriale, è scarsamente abitato, mentre il quartiere Lido Azzurro contiene l'unico sbocco balneabile della circoscrizione.
- La III Circoscrizione (Città Vecchia - Borgo) comprende i due quartieri storici della città: l'isola della Città Vecchia, con i suoi antichi rioni detti Pittaggi (Baglio, San Pietro, Turripenne e Ponte), e la Penisola della Città Nuova (il Borgo), separato dalla parte antica dal Ponte Girevole, su cui sorsero i primi insediamenti abitativi della "città nuova". La circoscrizione, di cui fanno parte anche le Isole Cheradi, è fra le più popolose, con i suoi circa 43 000 abitanti. Qui sono presenti le più importanti testimonianze storiche della città di Taranto e gli attuali punti di riferimento istituzionali.
- La IV Circoscrizione (Tre Carrare - Solito) comprende i quartieri Tre Carrare-Battisti e Solito-Corvisea.
- La V Circoscrizione (Montegranaro - Salinella) include i quartieri Italia-Montegranaro, Salinella e Taranto 2.
- La VI Circoscrizione (Talsano - Lama - San Vito), detta Tre Terre, si estende sulle frazioni Talsano-Palumbo-San Donato, San Vito-Lama-Carelli e Tramontone (Sant'Egidio) e sulle relative Isole Amministrative e la Marina di Taranto, exclave tra i comuni di Pulsano e Lizzano

## Economia

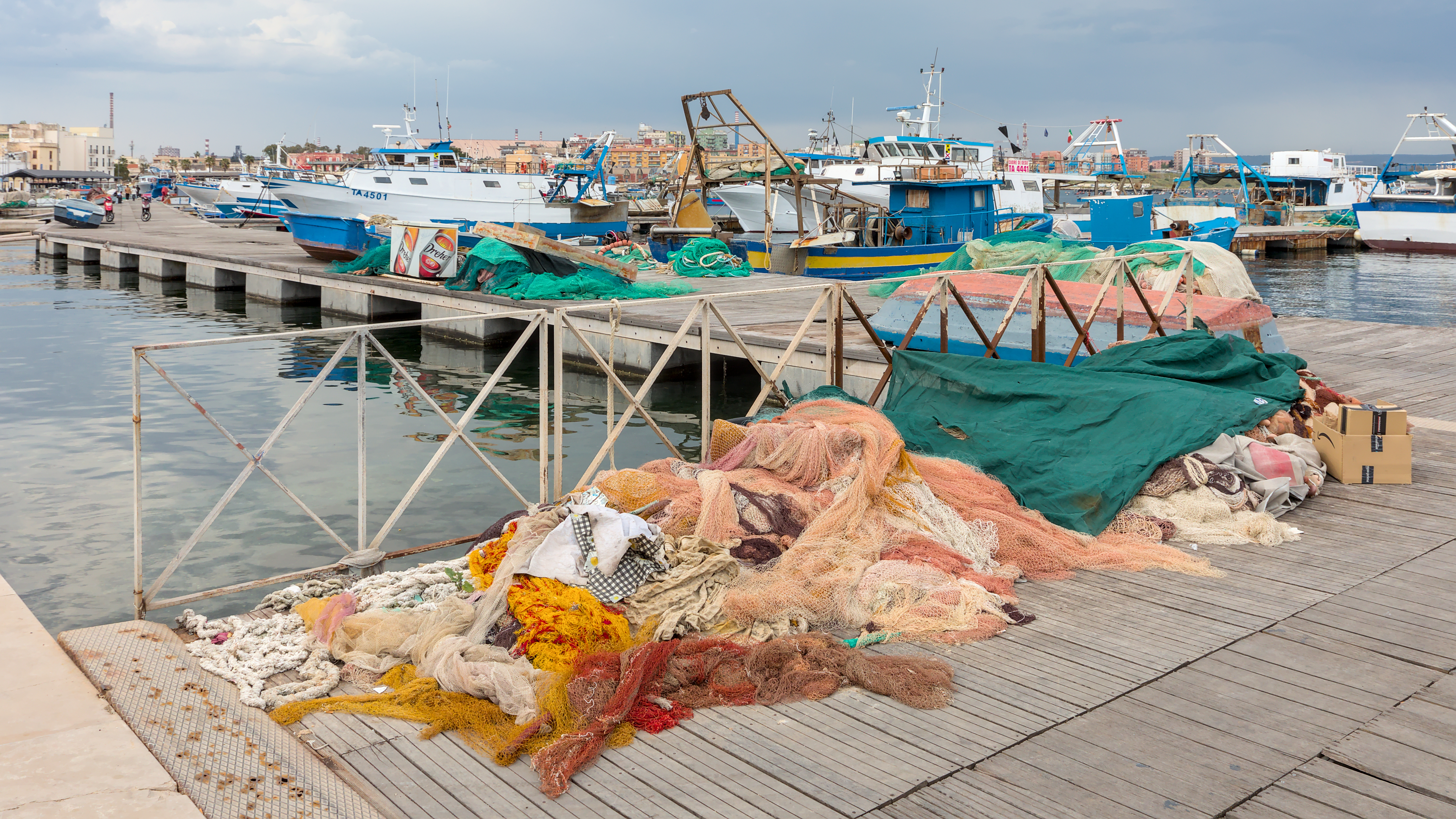
Il porto peschereccio.

La città si segnala da secoli per una fiorente attività nel settore primario, favorita dal particolare clima, oltre che dalla posizione e dalle caratteristiche del territorio: l'agricoltura, la pesca e, in particolar modo, la mitilicoltura rappresentano ancora oggi un'importante fonte di guadagno per la popolazione locale.
Taranto deve da sempre ai suoi mari la sua stessa esistenza. Il mar Piccolo in particolare, ha rappresentato sin dall'antichità la fonte primaria di sostentamento per i residenti. La pesca tarantina, infatti, ha una tradizione antichissima, così come la coltura dei frutti di mare. La Taranto magno-greca fu un importante centro di scambi commerciali soprattutto con la Grecia e l'Asia Minore. Nel mar Piccolo in particolare, era fiorente l'industria per la lavorazione del bisso e per la produzione della porpora.
Solo dopo il 1860, si svilupparono le attività connesse al porto, come quelle di trasformazione dei prodotti ittici e di commercializzazione degli olii, dei vini e delle ostriche, ma è nella seconda metà del XX secolo, che la città si consolida definitivamente come importante centro industriale e commerciale.
Nei pressi del centro abitato sono presenti stabilimenti siderurgici (tra cui il più grande d'Europa), petrolchimici, cementiferi e di cantieristica navale.

### Zona Franca Urbana di Taranto
Dal 2008 nei quartieri "Tamburi - Croce", "Isola Porta Napoli" e "Paolo VI" è stata istituita una zona franca urbana, che assicura un regime fiscale agevolato alle imprese operanti, in virtù del particolare disagio socioeconomico dell'area.

## Infrastrutture e trasporti

### Strade

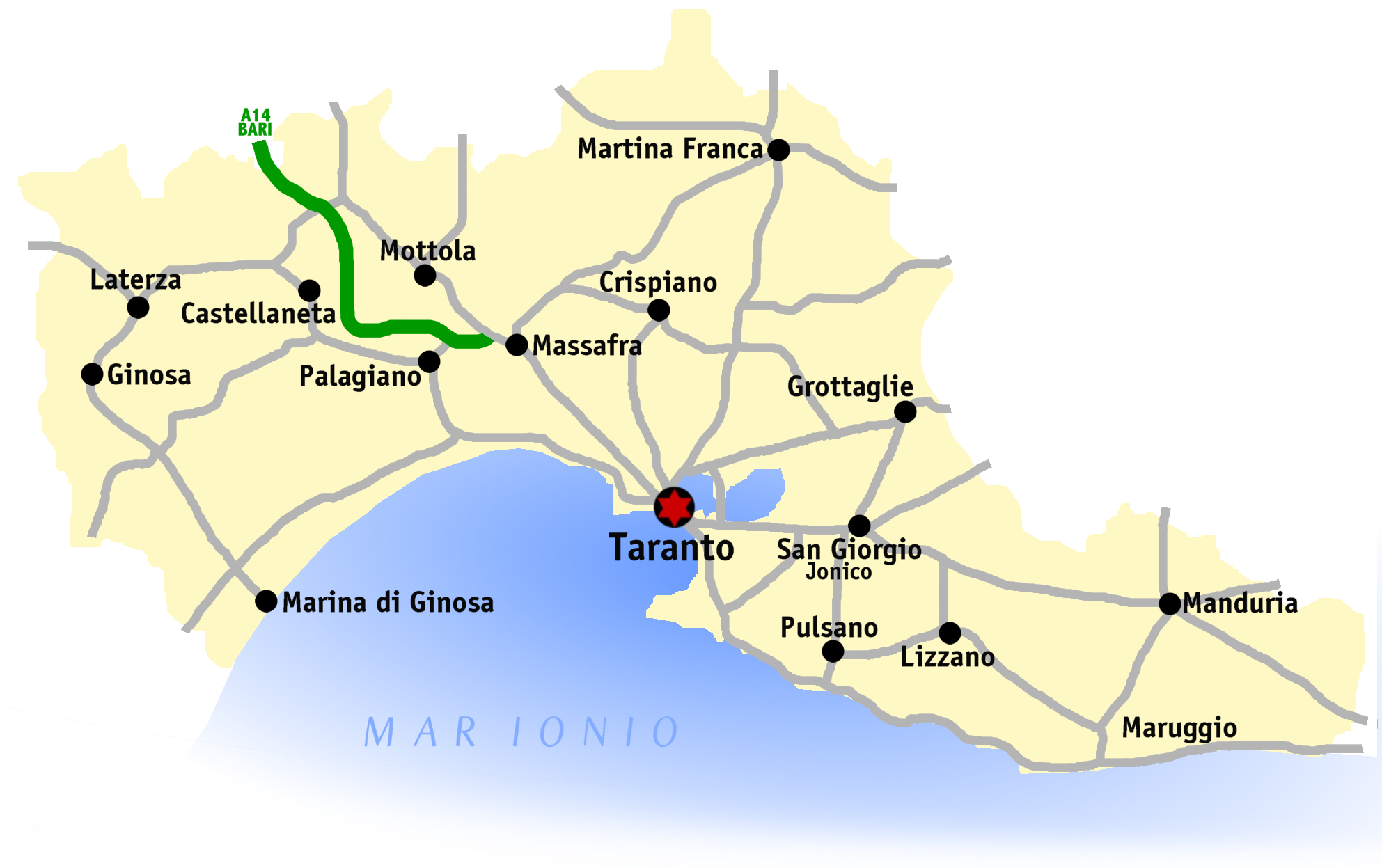
Collegamenti della provincia di Taranto

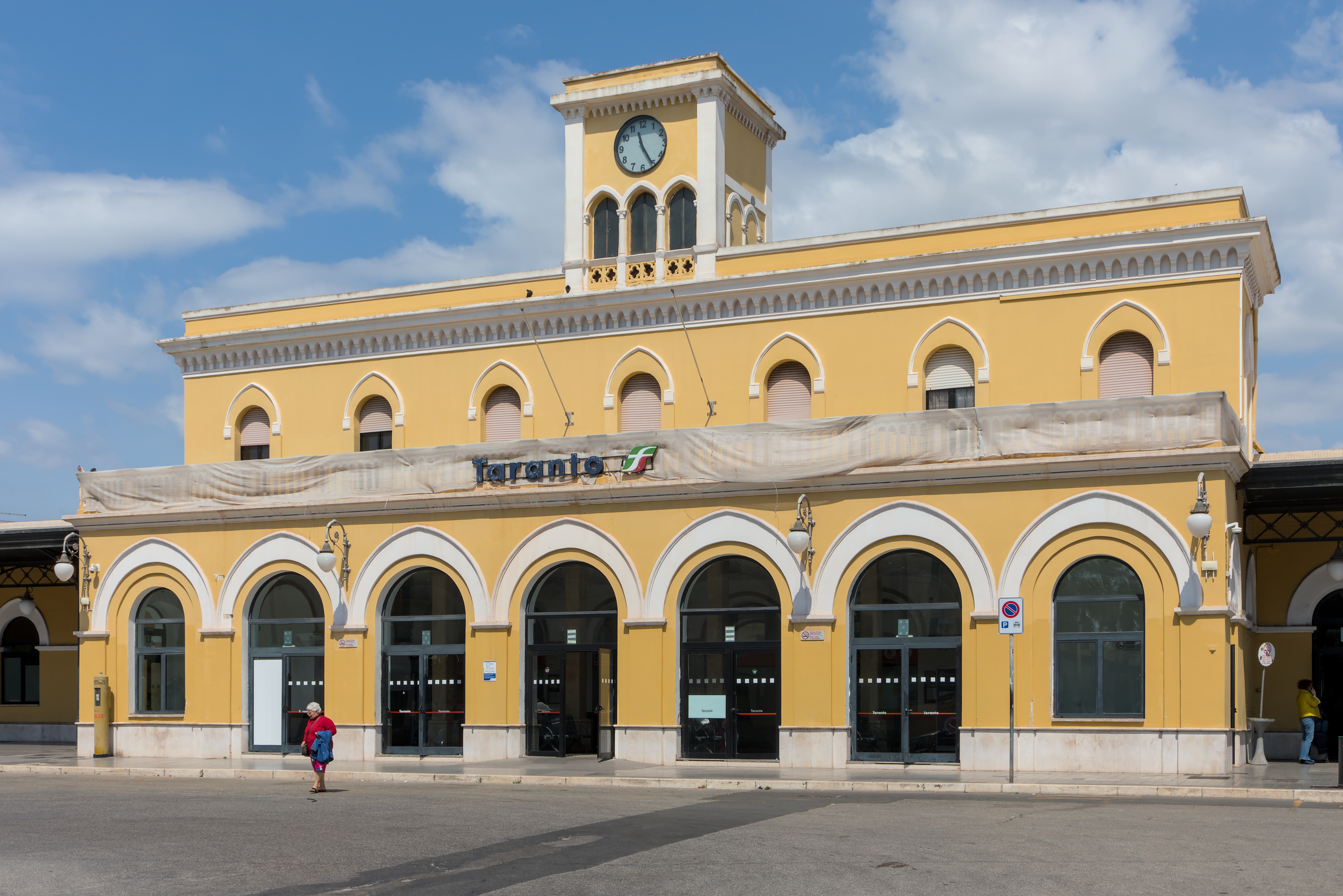
La Stazione ferroviaria

I collegamenti stradali principali sono rappresentati da:
- Autostrada A14 Bologna-Taranto (barriera di Taranto nord) da e per Bari e l'Italia settentrionale;
- Strada statale 106 Jonica da e per Reggio Calabria;
- Strada statale 100 di Gioia del Colle da e per Bari;
- Strada statale 7 Via Appia da e per Brindisi a est e Matera a ovest;
- Strada statale 7 ter Salentina da e per Lecce;
- Strada statale 172 dei Trulli da e per Martina Franca fino a Casamassima (BA).
- Tangenziale sud di Taranto.

### Ferrovie
I collegamenti ferroviari sono assicurati dalla stazione ferroviaria di Taranto da:
- Trenitalia, mediante le linee Bari-Taranto RFI, Taranto-Brindisi e Taranto-Reggio Calabria Jonica con treni regionali per Bari, Brindisi, Potenza, Napoli ed InterCity e Frecciarossa per Reggio Calabria, Roma, Milano, Bologna.
- Ferrovie del Sud Est, mediante la linea Bari-Taranto FSE unicamente con treni regionali per Martina Franca e la Valle d'Itria.

### Porti
Taranto è sede di uno dei porti industriali e commerciali più importanti del Mediterraneo e di un arsenale della Marina Militare Italiana, nonché della maggiore stazione navale.

#### Il porto mercantile e industriale
Il porto mercantile di Taranto, quinto in Italia per traffico di merci, è localizzato sulla costa settentrionale dell'omonimo golfo.

#### Il porto turistico

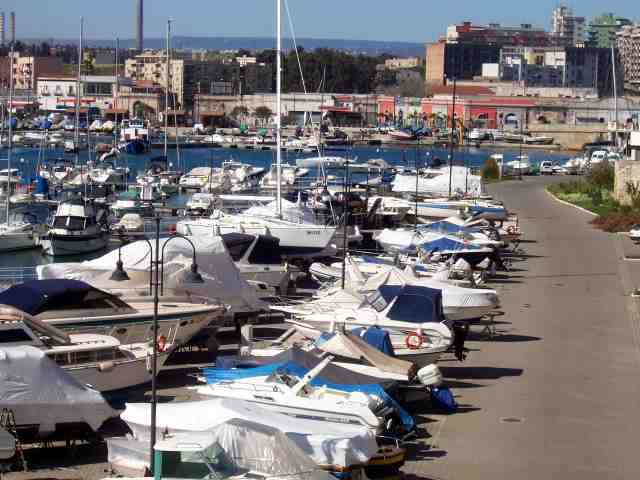
Veduta del molo Sant'Eligio

Il porto turistico di Taranto è situato sul Molo Sant'Eligio, nella parte del Borgo Antico prospiciente il mar Grande.

### Aeroporti
L'Aeroporto di Taranto-Grottaglie "Marcello Arlotta" effettua servizi di solo cargo. Aeroporto ad uso della città si trova a Brindisi, aeroporto del Salento, oppure a Bari-Palese.

### Mobilità urbana

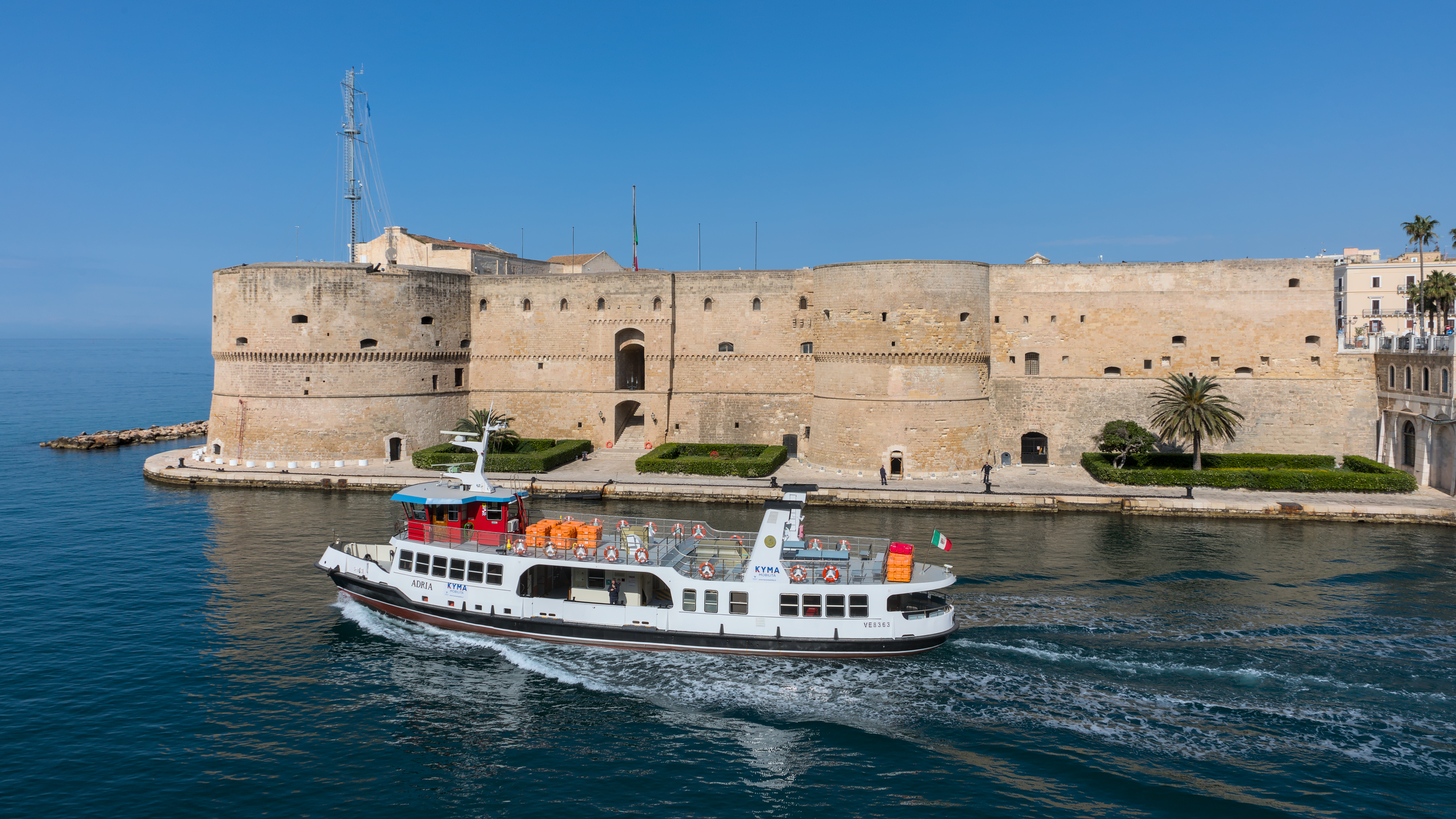
La nave Adria passa davanti al Castello Aragonese.

L'azienda che gestisce il servizio di trasporto pubblico in tutto il territorio comunale è KYMA Mobilità. I trasporti provinciali e regionali sono garantiti dalla CTP e dalle Ferrovie del Sud Est via vettore sia su rotaia che su gomma.
Dal 2003 è stato istituito il servizio di idrovie, grazie all'utilizzo delle due motonavi "Clodia" e "Adria", acquisite dall'Azienda Consorzio Trasporti Venezia: esse collegano Piazzale Democrate a Capo San Vito, passando dal mar Piccolo al mar Grande attraverso il canale navigabile. Durante il periodo estivo raggiungono le Isole Cheradi attraccando al molo dell'Isola di San Pietro.
Fra il 1922 e il 1950 fu attiva una rete tranviaria urbana che, utilizzata prevalentemente dalle maestranze che lavoravano presso l'arsenale, adottava una peculiare soluzione tecnologica per attraversare il ponte mobile cittadino.

## Amministrazione

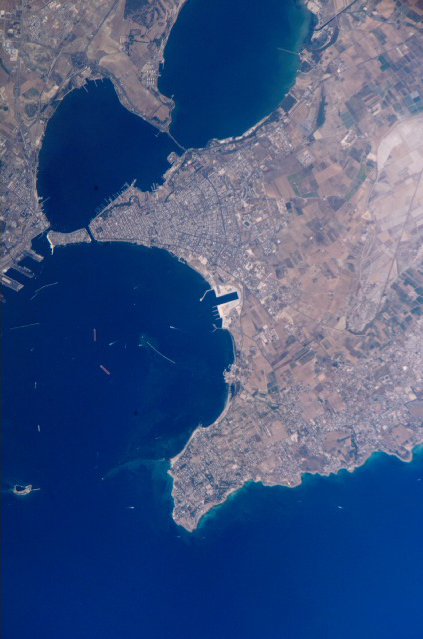
Mappa satellitare di Taranto

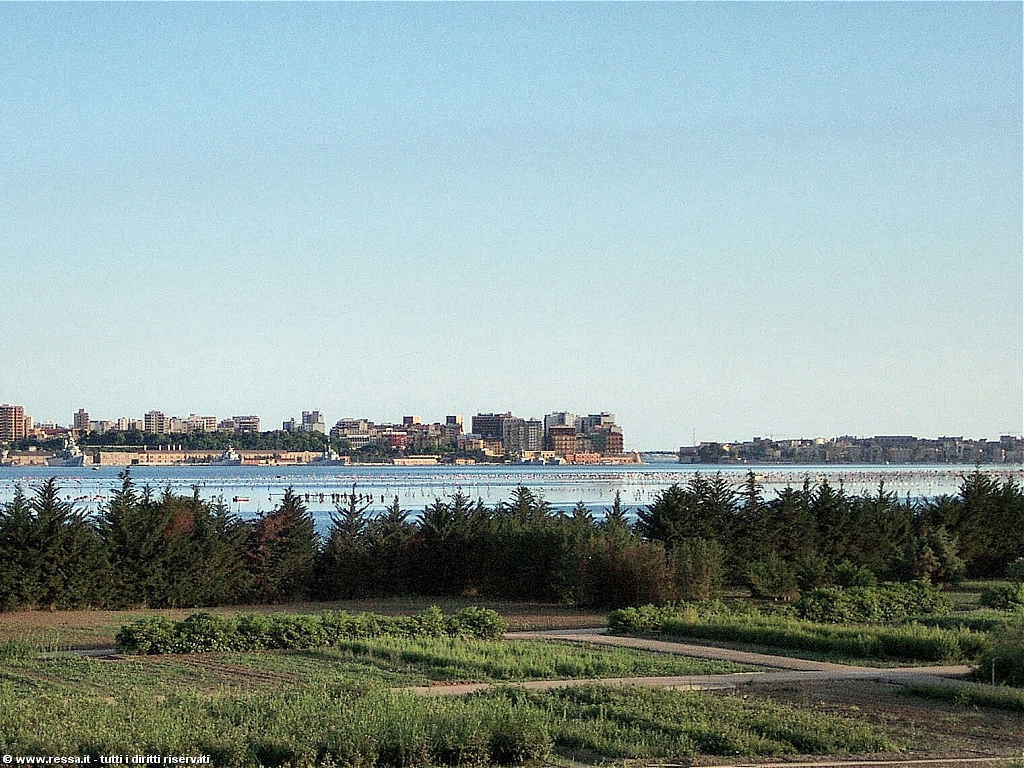
Veduta sul Mar Piccolo

Dal 9 giugno 2025 Piero Bitetti è il sindaco di Taranto.

### Consolati
- Lituania

### Gemellaggi

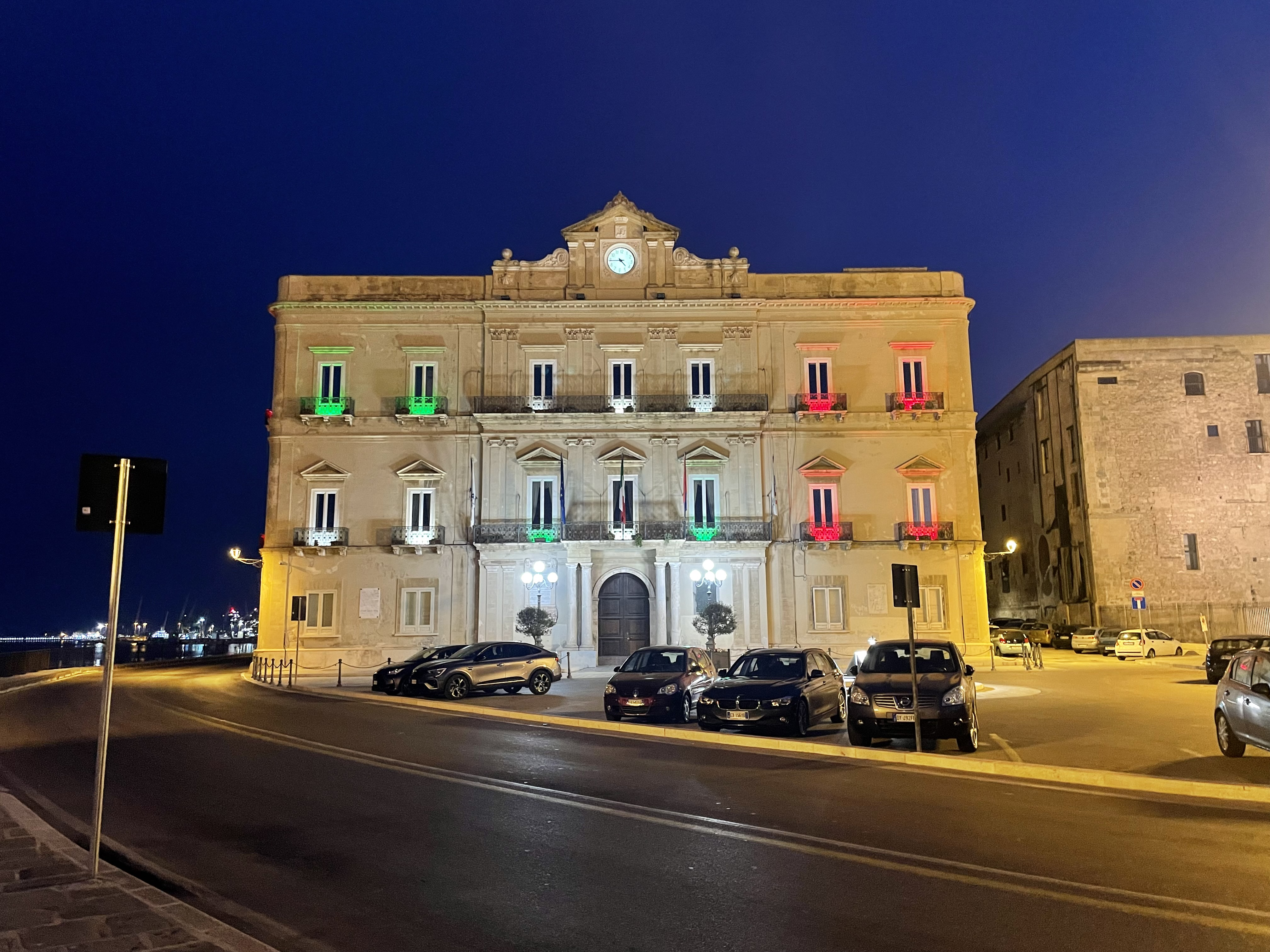
Il Palazzo di Città alle prime ore del mattino

- Sparta, dal 24 luglio 2015
- Brest
- Donec'k
- Islamabad[107]
- Alicante
- Acquaviva delle Fonti
- Tirana

### Altre informazioni amministrative

#### Gli scandali e il dissesto finanziario del 2006
Il sindaco Rossana Di Bello (eletta per la lista Con Di Bello) si è dimessa dall'incarico 17 febbraio 2006, a seguito a una condanna a un anno e quattro mesi (pena sospesa) per abuso d'ufficio e falso ideologico nell'ambito dell'inchiesta sull'affidamento della gestione dell'inceneritore cittadino alla società Termomeccanica. Al suo posto il prefetto ha nominato Tommaso Blonda quale commissario straordinario il quale è rimasto in carica fino alle successive elezioni del 27 e 28 maggio 2007.
Durante il commissariamento, il comune ha dichiarato lo stato di dissesto finanziario. Nel marzo del 2007 Francesco Boccia, capo della commissione di liquidazione, ha accertato che il comune di Taranto aveva accumulato debiti per 637 milioni di euro, a fronte di entrate disponibili per meno di 60 milioni.
Si tratta del più grave dissesto finanziario di un ente locale italiano mai verificatosi, secondo, nel mondo, solo a quello di Seattle. Nel 2013 il Tribunale di Taranto emette nei confronti dei 34 dipendenti del comune finiti sotto processo per aver intascato in quattro anni buste paga mensili da decine di migliaia di euro, condanne da 3 anni e mezzo a 6 anni e un risarcimento provvisorio di 5 milioni di euro nei confronti del Comune di Taranto.

## Sport

### Pallavolo
La Prisma Volley, milita nel campionato di serie A2 di volley maschile. Le gare interne vengono disputate al PalaMazzola, nel quartiere Corviseo del rione Solito.

### Calcio
La principale squadra di calcio della città è stata il Taranto Football Club 1927, che militava in Serie C.
Le prime società di calcio della città furono la U.S. Pro Italia e la Audace Football Club, fondate rispettivamente nel 1906 e nel 1911. Dalla loro fusione, l'11 luglio 1927, nacque l'Associazione Sportiva Taranto.
L'altra principale squadra del capoluogo ionico è stata la giovane ASD Talsano Taranto, squadra che rappresentava l'omonima circoscrizione Tre Terre, che comprende i quartieri di Talsano, San Vito e di Lama, che disputa il campionato di Promozione Puglia, squadra nata dalla fusione con l'Andrisani Taranto e il Leporano Calcio, da cui ereditò il titolo sportivo.
I suoi colori sociali sono il bianco ed il verde, colori della circoscrizione che richiamano gli storici colori della Pro Italia.
Altre due società calcistiche furono l'A.S.D. Delfini Rossoblu Paolo VI, e la Libertas Tamburi Taranto poi denominata Jonica che hanno militato in Promozione, Squadra che ha all'Attivo una Coppa Puglia di 1. Categoria prima di cedere il titolo sportivo nel 2015 al Massafra. e l'A.S.D.Hellas Taranto che ha ceduto il Titolo sportivo di Promozione al Sava che gioca in Promozione Puglia, che ha all'attivo una finale di Coppa Italia Puglia di Eccellenza.

### Pallacanestro
La società di pallacanestro femminile più rappresentativa è stata la Taranto Cras Basket, fondata nel 1961, che si occupa del settore giovanile e ha militato fino al 2013 nel campionato di Serie A1. Fra i maggiori risultati conseguiti ha conquistato: quattro scudetti, due Coppa Italia e tre Supercoppe italiane. Il basket maschile era rappresentato dal Cus Jonico Basket Taranto, che militava in serie B e disputava le gare interne al Palamazzola e dall'A.N.S.P.I Santa Rita Basket, militante in Serie C Silver, rappresentativa della omonima zona in circoscrizione Tre Carrare Solito.
La società di pallacanestro in carrozzina maschile più rappresentativa è stata la Dream Team Taranto, fondata nel 2002 e scioltasi definitivamente nel corso del campionato 2010/11. Ha vinto uno Scudetto, una Coppa Italia e una Supercoppa italiana e, a livello europeo, la Coppa Vergauwen nel 2007.

#### Altre società sportive
- Baseball e Softball: ASD Tritons Taranto
- Calcio a 5: New Taranto, Città di Taranto Femminile
- Football americano: ASD Delfini Taranto[111], AS Spartans Taranto

### Impianti sportivi

#### Stadio Erasmo Iacovone
Lo Stadio "Erasmo Iacovone", ex stadio "Salinella" dal nome del quartiere cittadino nel quale è situato, è il maggiore stadio di calcio della città. Di proprietà del comune è dedicato all'ex calciatore Erasmo Iacovone, perito in un incidente stradale mentre militava nella squadra rossoblù. Inaugurato nel 1965 e ristrutturato nel 1985, si tratta di uno dei più grandi impianti sportivi del Mezzogiorno ed è considerata la casa del Taranto Football Club. È in programma una massiccia ristrutturazione prevista per i XX Giochi del Mediterraneo, di cui sarà una delle strutture principali. Nel 2023 la Curva Sud ha subito un grave danneggiamento a causa di un incendio sviluppatosi a seguito della partita Taranto-Foggia della Serie C 2022-2023.

#### PalaMazzola
Il PalaMazzola, sito nel quartiere Tre Carrare-Solito, è una struttura polifunzionale costruita nel 2004 nata dalla necessità dotare la città di un palazzetto polifunzionale atto ad ospitare anche partite nazionali ed internazionali. La struttura sorge dove era prima presenta l'ex Stadio Valentino Mazzola, da cui eredita il nome, già dedicato al campione del Grande Torino, ed il portale storico di accesso al campo. Attualmente ospita le gare interne delle locali squadre di pallavolo maschile, la Prisma Taranto, di basket femminile, la Taranto Cras Basket, e di futsal calcio a 5, la New Taranto. L’impianto è occasionalmente sede di concerti musicali, di spettacoli e di eventi sportivi di altre discipline.
Lo Stadio Valentino Mazzola inaugurato nel 1923, chiuso negli anni 70 e poi demolito agli inizi degli anni 2000, ospitava gli incontri di Taranto, Pro Italia, Audace e Società Sportiva Pietro Resta, rappresentando di fatto il principale impianto sportivo della città per metà secolo. Il 5 dicembre 1965, il Taranto giocò la sua ultima partita nell'impianto contro il Trapani vincendo per 1-0 di fronte a 9.000 spettatori, dopo tale gara, lo stadio venne chiuso, e il Taranto incominciò a disputare le gare interne nel nuovo Stadio Salinella (poi rinominato Stadio Erasmo Iacovone).

#### Stadio del Nuoto
Si tratta di una nuova struttura prevista anch'essa per i XX Giochi del Mediterraneo, che dovrà sorgere nel quartiere Montegranaro, affacciandosi sul Mar Grande, rappresentando il primo impianto natatorio dotato di standard olimpici della Regione Puglia. Sarà dotato di una vasca scoperta a 10 corsie con tribuna da 1.000 posti (con possibilità di installazione di tribuna temporanea da 2.000 posti), e di una vasca coperta a 8 corsie e una tribuna da 1.000 posti. La struttura sorgerà nei pressi della storica Torre D'Ayala.

#### Palafiom
Il Palafiom è un centro sportivo polifunzionale di Taranto sito nel quartiere Salinella inaugurato nel 1998. È utilizzato per la pallavolo, la pallacanestro, il calcio a 5 e a 7. La capienza è di 1.200 spettatori. Ospita spesso il festival Taranto Comix, in occasione del quale si riempie di stand ed eventi dediti al mondo dei fumetti e dei manga.

#### Palaricciardi
Struttura sita nel quartiere Salinella, per cui è prevista la demolizione totale in vista della costruzione di un nuovo edificio che potrà contenere al suo interno la nuova palestra Ricciardi, reinserendola nel più ampio contesto del polo sportivo “Salinella - Valente”.

#### Stadio di atletica "Giuseppe Valente"
Situato nel quartiere Salinella, l'ex Campo Scuola “Salinella”, dedicato alla memoria dell’atleta tarantino Giuseppe Valente, è uno dei più importanti poli cittadini e provinciali per lo sport e l’atletica leggera. L'impianto, realizzato negli anni 70, è stato interamente ristrutturato ed inaugurato nell'estate del 2024, in vista dei XX Giochi del Mediterraneo 2026. La pista per l'atletica leggera, lunga 400 metri, è passata da 6 a 8 corsie ed è omologata per le competizioni internazionali. La tribuna a moduli rimovibili può raggiungere una capienza di 5000 persone. 

#### Circolo Tennis Taranto
Il Circolo Tennis di Taranto è la principale sede del tennis Tarantino, ospitando gare di livello regionale e nazionale.

#### Palazzetto Tursport
Palazzetto sito nel quartiere di San Vito-Tre Terre, nei pressi dell'Accademia Sottufficiali della Marina Militare. L'impianto, inaugurato nel 1981, è un importante sede per la pallacanestro del capoluogo ionico, che ad oggi ospita le partite casalinghe del campionato di serie B della squadra di pallacanestro maschile CJ Basket Taranto. La struttura in precedenza ospitava le partite casalinghe della Cras Basket Taranto, tra cui quelle della stagione 2002-2003, stagione nella quale la squadra vinse la "tripletta italiana".

#### Stadio Renzino Paradiso
Lo stadio "Renzino Paradiso" situato nel quartiere di Sant'Egidio-Tramontone, nella Circoscrizione Tre Terre, a cavallo tra Talsano e Lama, può ospitare partite delle serie dilettantistiche del campionato italiano di calcio.

#### Stadio "Atleti Azzurri d'Italia"
Lo Stadio "Atleti Azzurri d'Italia" situato nel Quartiere Tamburi, situato nella Circoscrizione Tamburi-Croce-Lido Azzurro, è un impianto sportivo calcistico che ospitava in precedenza le partite della Libertas Tamburi, poi in seguito Jonica Tamburi Taranto.

#### Ippodromo Paolo VI
L'ippodromo di Paolo VI, sito nell'omonimo quartiere a nord della città, è uno dei maggiori ippodromi di trotto d'Italia, dal 1978 scenario di competizioni ippiche ai massimi livelli.
Nei Pressi dell'Ippodromo Paolo VI è presente il Campo di Calcio Paolo VI, che ha ospitato le partite dell'omonima squadra Delfini RossoBlu Paolo VI Taranto.

### Eventi sportivi
Nel 1997 Taranto ha ospitato alcune discipline sportive dei XIII Giochi del Mediterraneo. Nel 2026 ospiterà la XX edizione dei Giochi del Mediterraneo.
Taranto è stata tappa del viaggio della Fiaccola olimpica in occasione dei giochi olimpici di Roma 1960 e dei Giochi olimpici invernali di Torino 2006.

#### Calcio
- Taranto ha ospitato tre volte la nazionale di calcio:
  - 1974 (27 febbraio) Under 23 - Italia-D.D.R. (Germania Ovest)
  - 1989 (26 aprile) - Italia - Ungheria 4-0 (gol di Berti, Carnevale, Ferri, Vialli);
  - 1999 (21 novembre) Under 21- Italia - Francia;
  - 2022 (09 Febbraio) Under 19- Italia - Turchia

#### Ciclismo
- Taranto è stata tre volte partenza e quattro volte arrivo di tappa del Giro d'Italia:
  - 1961 (28 maggio, arrivo) - 8ª tappa, vinta da Piet van Est;
  - 1974 (21 Maggio, arrivo) - 5ª tappa, vinta da Pierino Gavazzi;
  - 1974 (22 Maggio, partenza) - 6ª tappa, vinta da Franco Bitossi;
  - 1995 (18 maggio, arrivo) - 6ª tappa, vinta da Nicola Minali;
  - 1995 (19 Maggio, partenza) - 7ª tappa, vinta da Maurizio Fondriest;
  - 1997 (26 maggio, arrivo) - 10ª tappa, vinta da Mario Cipollini;
  - 2014 (14 maggio, partenza) - 5ª tappa, vinta da Diego Ulissi.

#### Vela
Il Capoluogo ionico è stato due volte arrivo di tappa del Giro d'Italia a vela:
- 2004 (10 luglio) - 10ª tappa, vinta dal Team Milazzo;
- 2005 (5 luglio) - 8ª tappa, vinta dal Team Friuli-Venezia Giulia;

Taranto è l'unica tappa italiana del campionato velico internazionale Sail Grand Prix:
- 2021 (5 - 6 giugno) - 2ª tappa, vinta dal Team Giappone
- 2023 (23-24 Settembre) - 4ª tappa[126]

#### Nuoto
Dal 2022 la città ospita annualmente la DTW, "Dominate the Water", circuito di gare di nuoto in acque libere ideato dal campione olimpico Gregorio Paltrineri.